# 깃발 목록

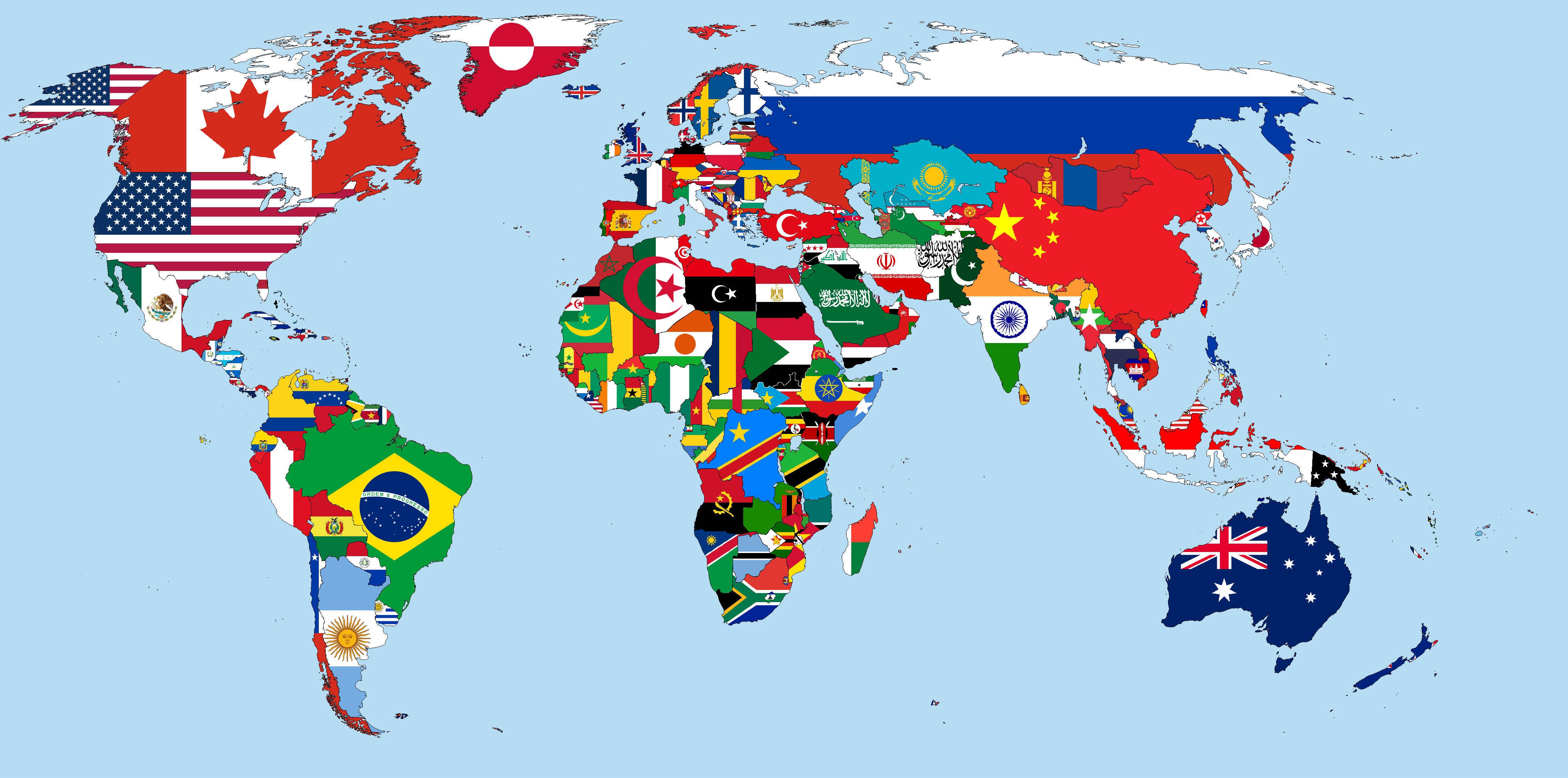
2025년 기준 세계의 깃발 지도.

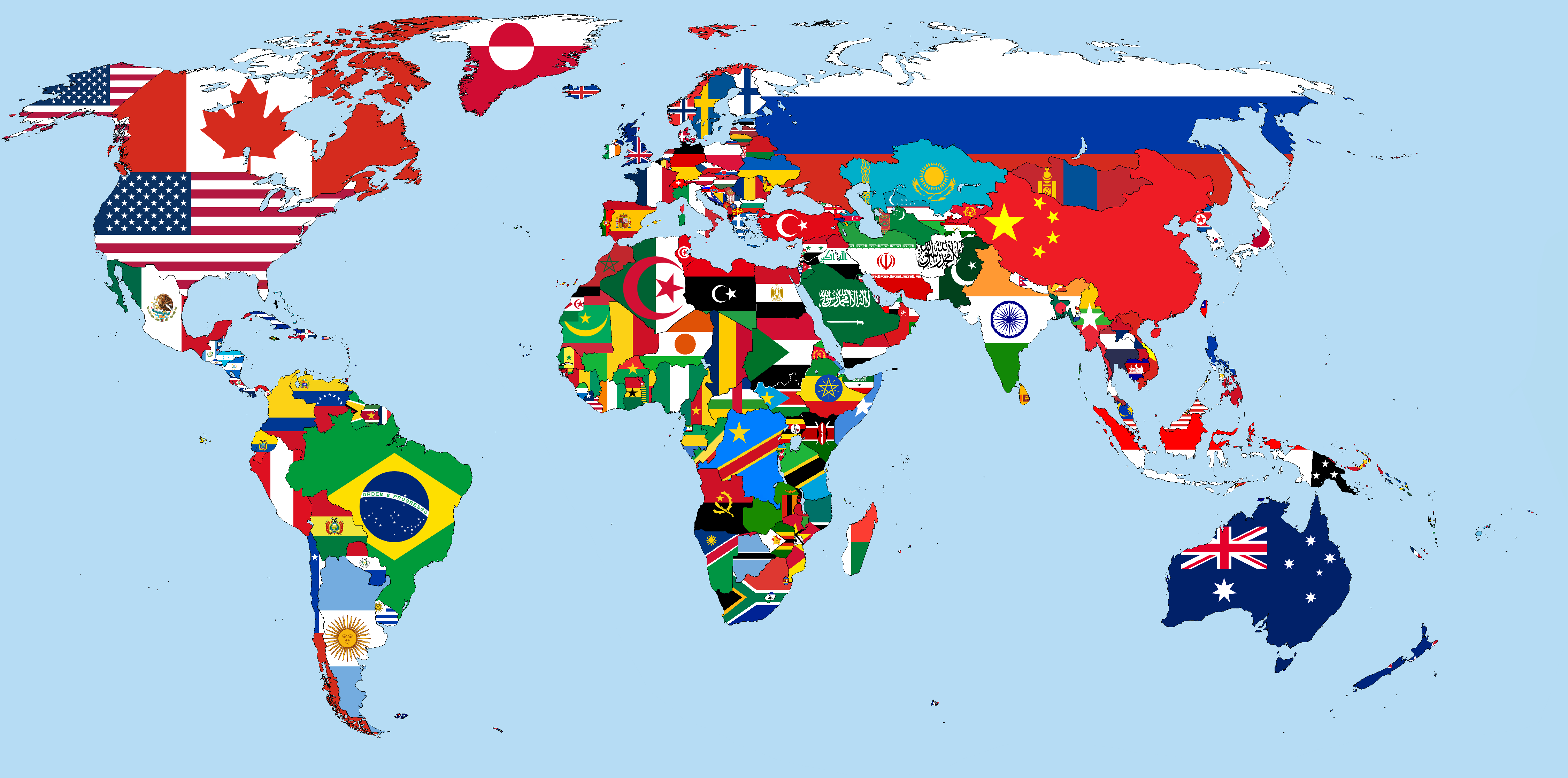
2024년 기준 세계의 깃발 지도.

다음 목록은 전세계에 있는 깃발들의 목록이다.

## 국제 기구 및 국기

국제 연합 UN
유네스코 UNESCO
유니세프 UNICEF
세계 보건 기구 WHO
국제 민간 항공 기구 ICAO
세계 기상 기구 WMO
국제 원자력 기구 IAEA
유엔 산업 개발 기구 UNIDO
에스페란토
올림픽
국제 올림픽 위원회
중화 타이베이
패럴림픽
국제 적십자 위원회 ICRC
국제 적십자사·적신월사 연맹 IFRC
적십자
적신월
적수정
대표 없는 국가 민족 기구 UNPO
독립국가연합 CIS
라인강 내비게이션 중앙위원회 CCNR
몰타 기사단
베네룩스 BNL
북대서양 조약 기구 NATO
북유럽 이사회 NC
서유럽 연합 WEU
영연방 CN
유니버시아드 FISU
유라시아 경제 연합 EEU
유럽 안보 협력 기구 OSCE
유럽 연합 EU
유럽 자유 무역 연합 EFTA
유럽 해병대 EUROMARFOR
유럽 헌병대 EGF
이베로아메리카 국가 기구 OEI
이베로아메리카 정상회의 IAS
중앙유럽 자유 무역 협정 CEFTA
집단 안보 조약 기구 CSTO
크림 타타르인 협의회 CTP
포르투갈어 사용국 공동체 CPLP
프랑코포니
프리슬란트인 IF
걸프 협력 회의 GCC
경제상호원조회의 COMECON
남북 단일팀
동남아시아 국가 연합 ASEAN
동남아시아 조약 기구 SEATO
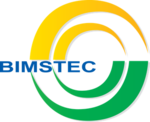
벵골만 다분야 기술경제협력 기구 BIMSTEC
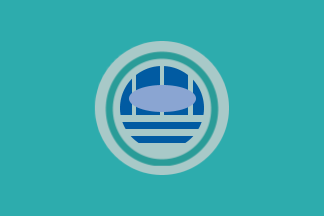
상하이 협력 기구 (비공식) SCO
석유 수출국 기구 OPEC
세계불교도우의회 WFB
아랍 마그레브 연합 UMA
아랍 연맹 ALECSO
이슬람 협력 기구 OIC
중앙 조약 기구 CENTO
튀르크어권 국가 기구 OTS
남아프리카 개발 공동체 SADC
아프리카 연합 AU
아프리카, 카리브해 및 태평양 국가 기구 ACP
메티스 국가 위원회 MNC
미주 기구 OAS
북미자유무역협정 NAFTA
중미 통합 체제 SICA
남미 국가 연합 UNASUR
메르코수르 MERCOSUR
안데스 공동체 CAN
카리브 공동체 CARICOM
남극조약 TA

### 동아시아

한국
조선민주주의인민공화국
중화인민공화국
중화민국
일본
몽골

### 동남아시아
인도차이나 반도

태국
베트남
캄보디아
라오스
미얀마

말레이 제도

말레이시아
싱가포르
인도네시아
필리핀
브루나이
동티모르

### 남아시아

인도
파키스탄
방글라데시
아프가니스탄
스리랑카
몰디브
네팔
부탄

### 서아시아

사우디아라비아
이스라엘
팔레스타인
이란
이라크
시리아
레바논
요르단
쿠웨이트
아랍에미리트
카타르
바레인
예멘
오만
튀르키예
키프로스
북키프로스

### 중앙아시아

우즈베키스탄
카자흐스탄
키르기스스탄
타지키스탄
투르크메니스탄

캅카스

조지아
아르메니아
아제르바이잔

### 동유럽

알바니아
루마니아
불가리아

舊 소련 지역

소련
러시아
우크라이나
벨라루스
몰도바

舊 유고슬라비아 지역

세르비아
몬테네그로
크로아티아
슬로베니아
북마케도니아
보스니아 헤르체고비나
코소보

기타
- 알바니아
- 루마니아
- 불가리아

### 서유럽

영국
아일랜드
프랑스
벨기에
네덜란드
룩셈부르크

### 남유럽

스페인
포르투갈
이탈리아
그리스
안도라
모나코
바티칸 시국
산마리노
몰타

### 북유럽

덴마크
스웨덴
핀란드
노르웨이
아이슬란드

발트

리투아니아
라트비아
에스토니아

### 중앙유럽

독일
폴란드
오스트리아
헝가리
체코
슬로바키아
스위스
리히텐슈타인

### 아프리카

#### 동아프리카

탄자니아
케냐
우간다
르완다
부룬디
에티오피아
에리트레아
소말리아
소말릴란드
지부티
남수단

#### 서아프리카

말리
세네갈
감비아
기니
기니비사우
시에라리온
라이베리아
코트디부아르
가나
베냉
토고
부르키나파소
니제르
나이지리아
카보베르데

#### 남아프리카

남아프리카 공화국
레소토
에스와티니
나미비아
보츠와나
짐바브웨
앙골라
잠비아
말라위
모잠비크
마다가스카르
코모로
모리셔스
세이셸

#### 북아프리카

이집트
리비아
수단
알제리
튀니지
모로코
사하라 아랍 민주 공화국
모리타니

#### 

카빈다

칼리닌그라드

영국령 인도양 지역
아크로티리 데켈리아
맨섬
건지섬
저지섬
올더니섬
사크섬
험섬
브레추섬
지브롤터
버뮤다
케이맨 제도
디에고가르시아섬
터크스 케이커스 제도
영국령 버진아일랜드
앵귈라
몬트세랫
포클랜드 제도
사우스조지아 사우스샌드위치 제도
세인트헬레나
어센션섬
트리스탄다쿠냐 제도
핏케언 제도
영국령 남극 지역
차고스 제도
실리 제도
셰틀랜드 제도
오크니 제도
채널 제도

#### 중앙아프리카

중앙아프리카 공화국
차드
카메룬
콩고 공화국
콩고 민주 공화국
가봉
적도 기니
상투메 프린시페

### 아메리카

#### 북아메리카

미국
캐나다
멕시코

#### 중앙아메리카

과테말라
벨리즈
온두라스
엘살바도르
니카라과
코스타리카
파나마

#### 카리브해 제도
대앤틸리스 제도

쿠바
아이티
도미니카 공화국
자메이카
바하마

소앤틸리스 제도

세인트키츠 네비스
앤티가 바부다
도미니카 연방
세인트루시아
세인트빈센트 그레나딘
그레나다
바베이도스
트리니다드 토바고

#### 남아메리카

브라질
아르헨티나
칠레
우루과이
파라과이
볼리비아
페루
콜롬비아
에콰도르
베네수엘라
가이아나
수리남

### 오세아니아

#### 오세아니아 중부 북부 서부 동부 ...

오스트레일리아
뉴질랜드

#### 멜라네시아

파푸아뉴기니
솔로몬 제도
바누아투
피지

#### 미크로네시아

팔라우
미크로네시아 연방
마셜 제도
나우루
키리바시

#### 폴리네시아

투발루
통가
사모아

## 속령

#### 앙골라
- 카빈다

#### 중화인민공화국 특별행정구

홍콩
마카오
파라셀 제도

#### 러시아
- 칼리닌그라드

#### 영국
- 파일:Flag_of_British_Indian_Ocean_Territory.svg영국령 인도양 지역

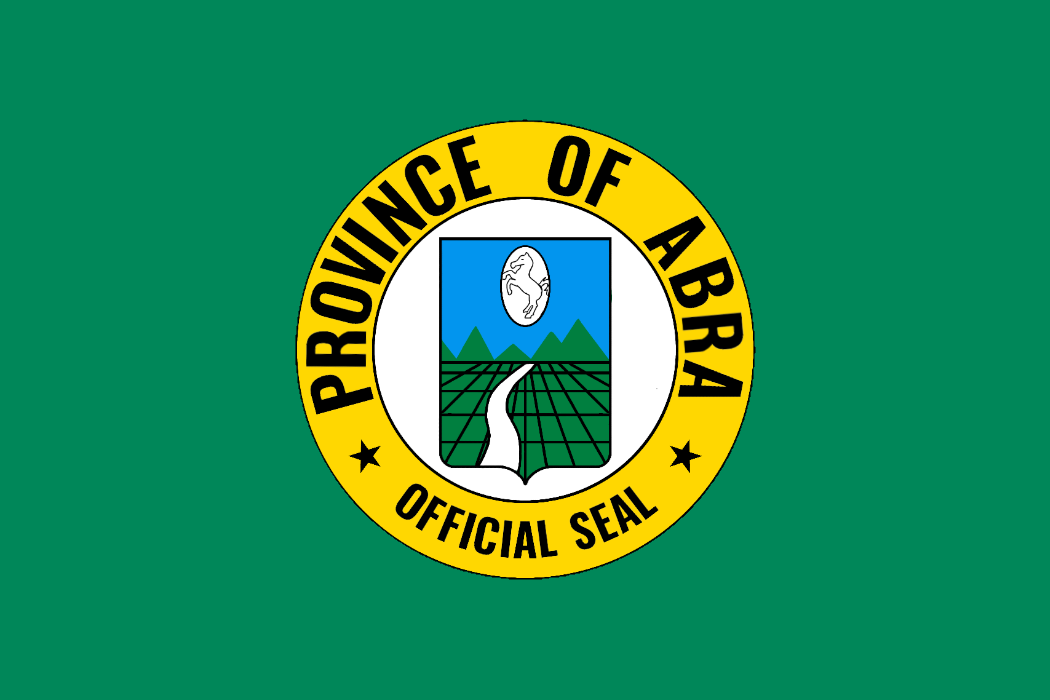
아브라
북아구산
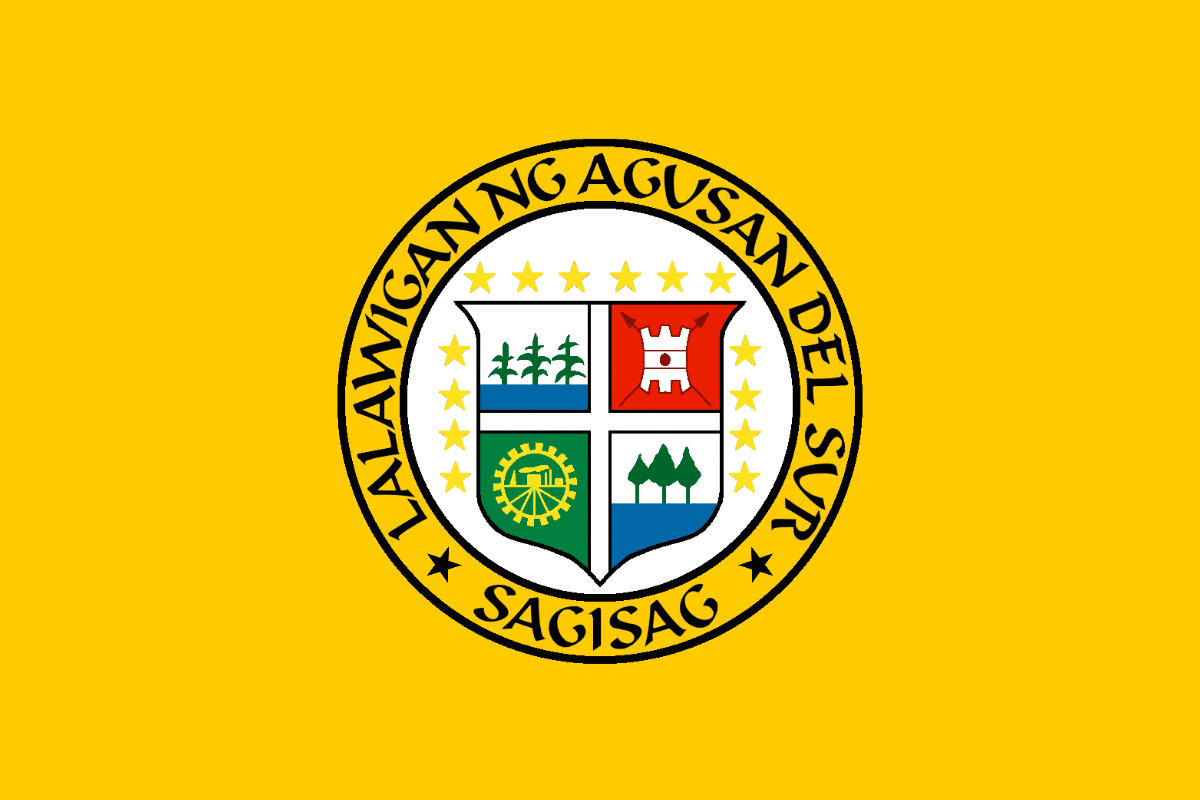
남아구산
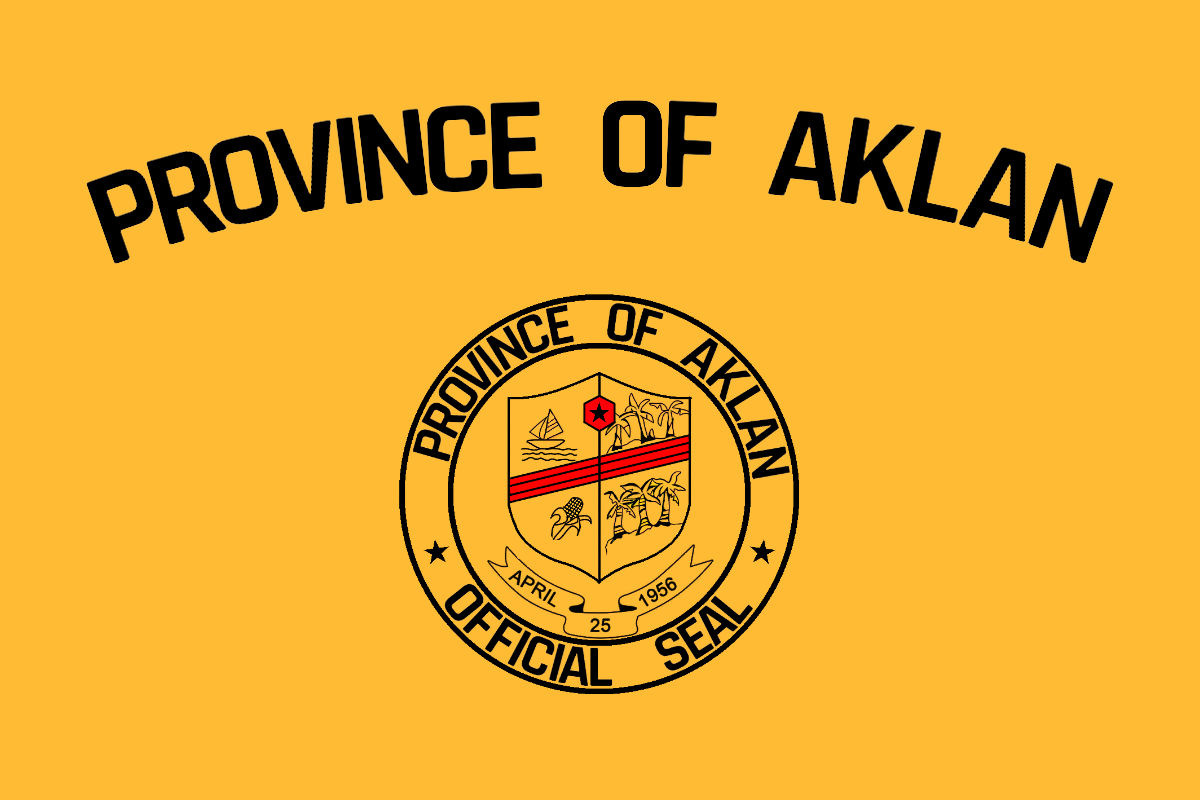
아클란
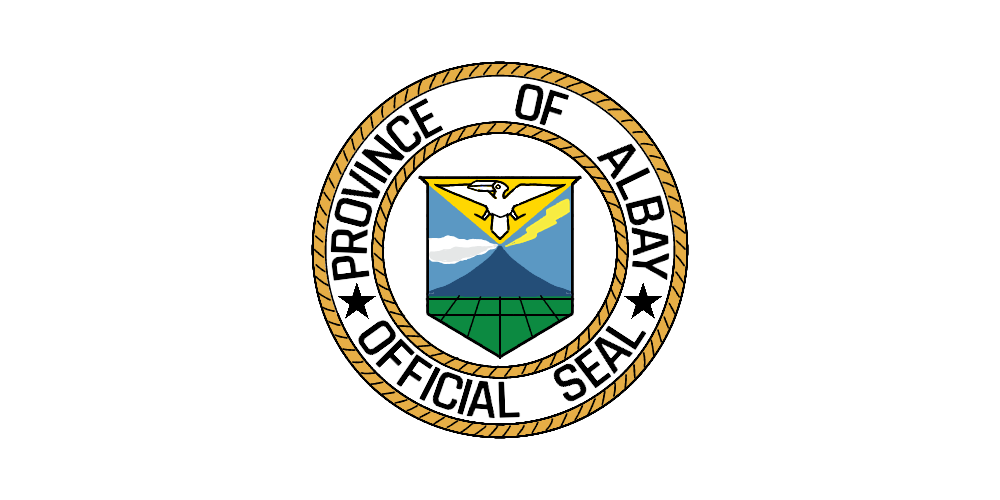
알바이
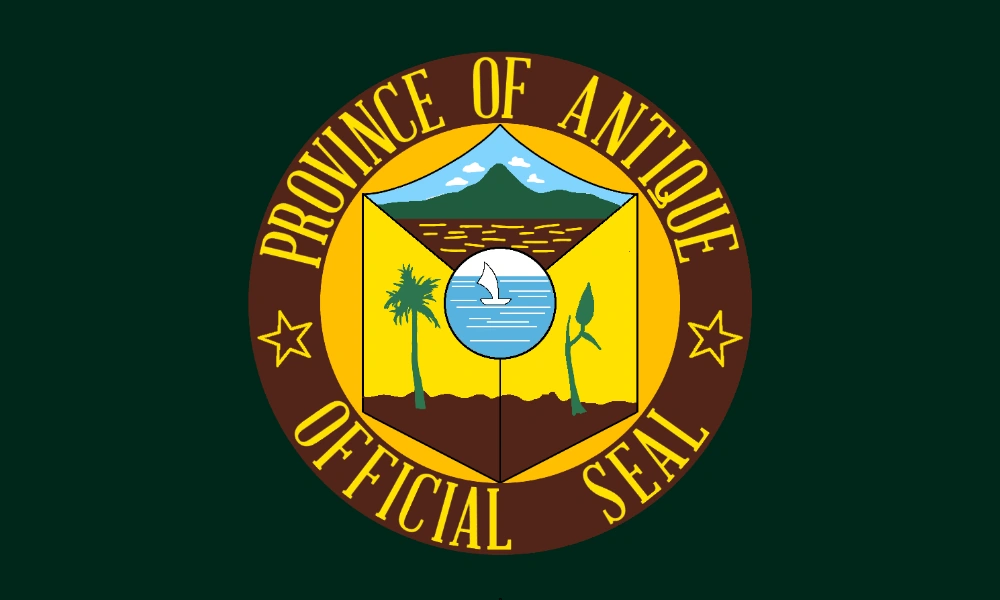
안티케
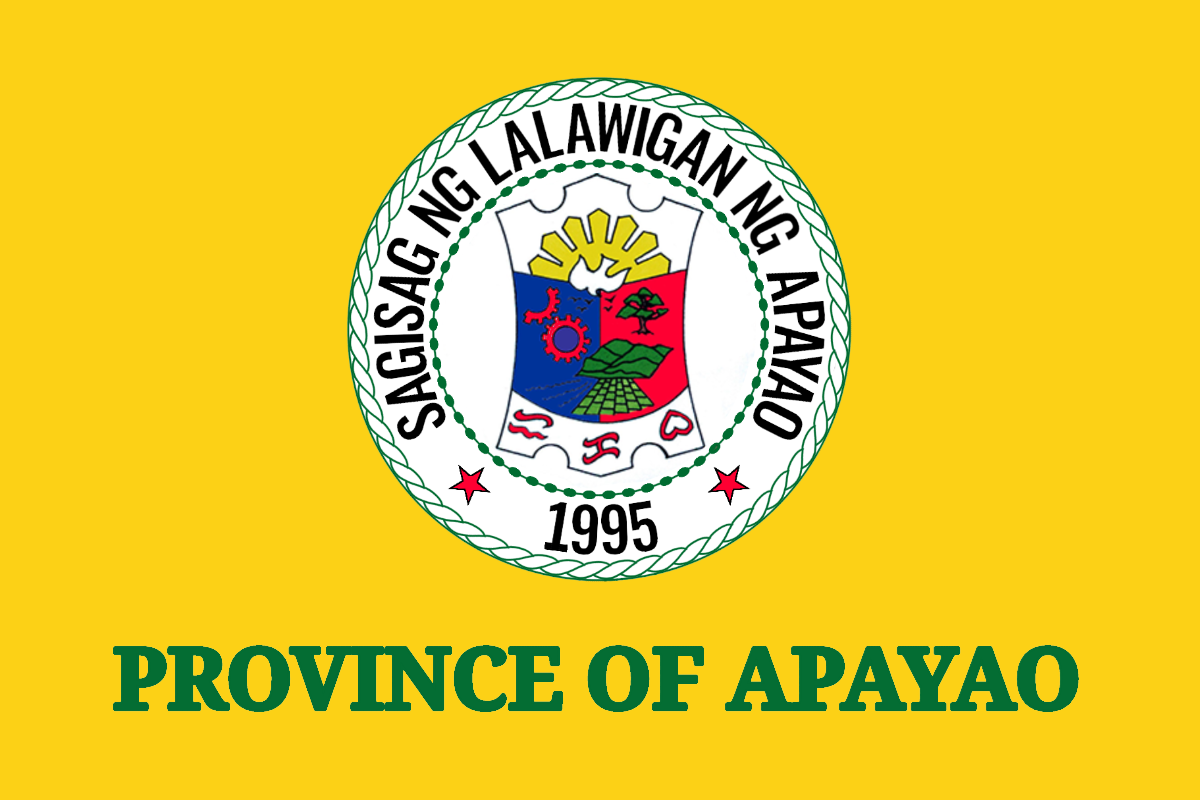
파일:Flag_of_the_Dhekelia_Garrison.svg아크로티리 데켈리아
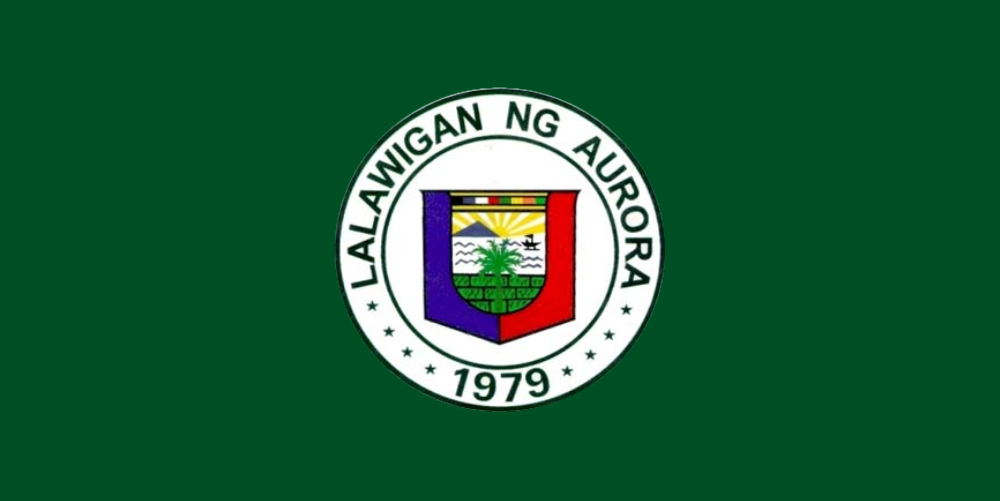
아우로라
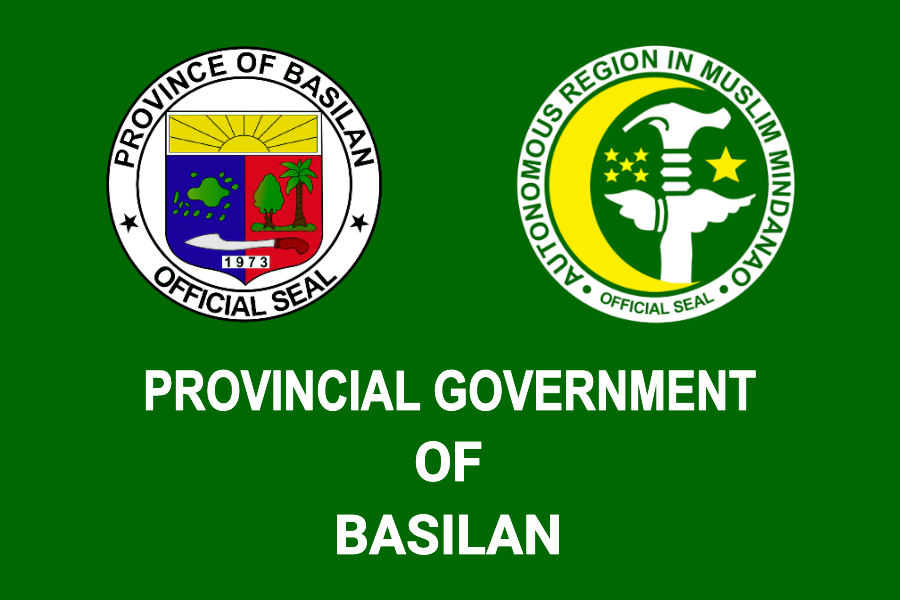
바실란
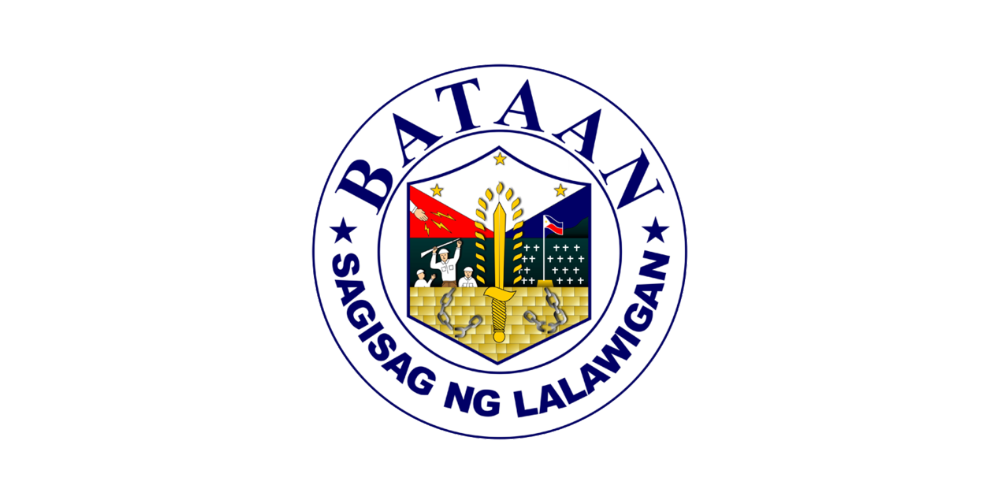
바타안
바타네스
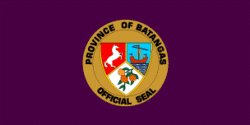
바탕가스
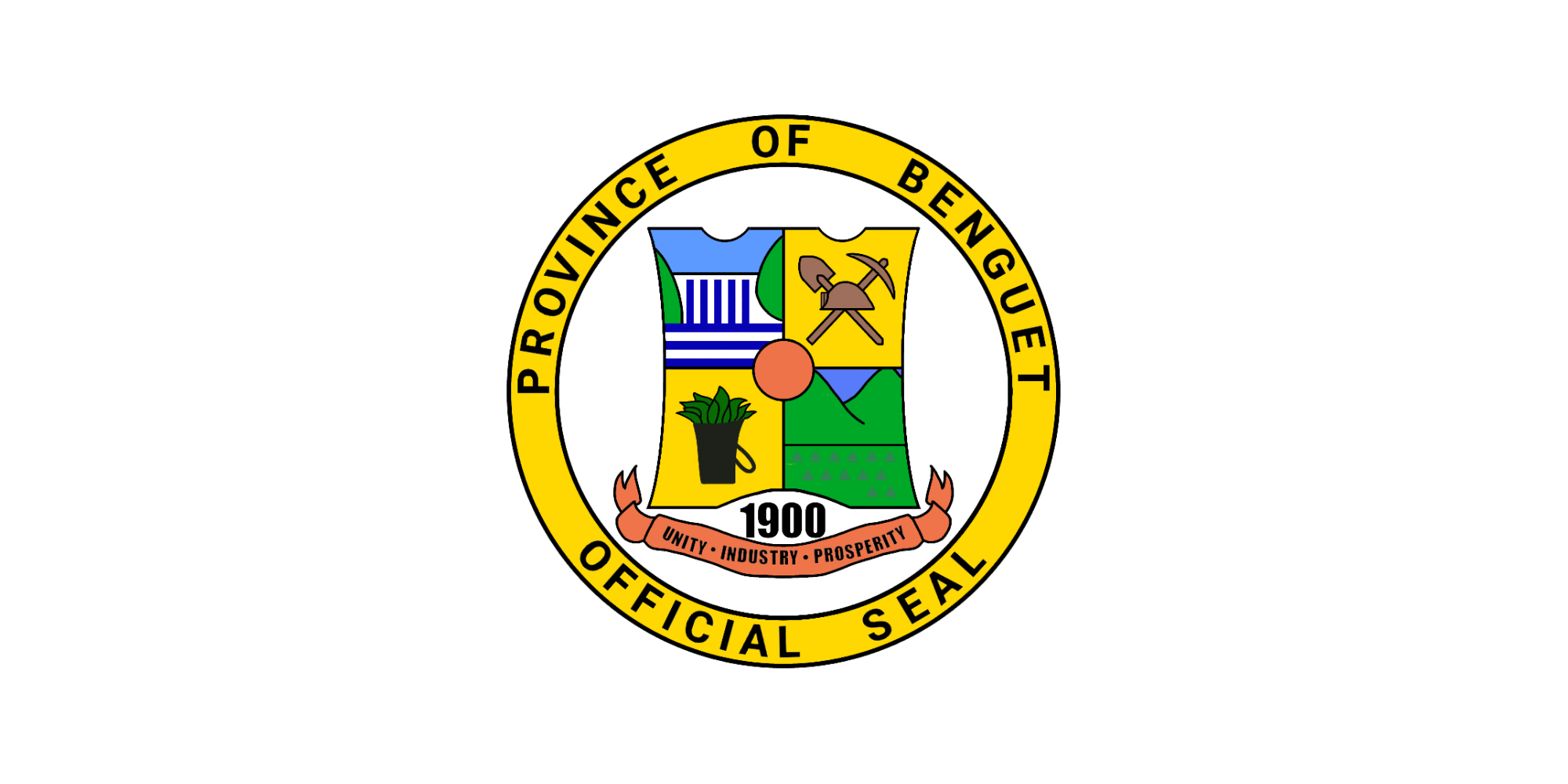
벵게트
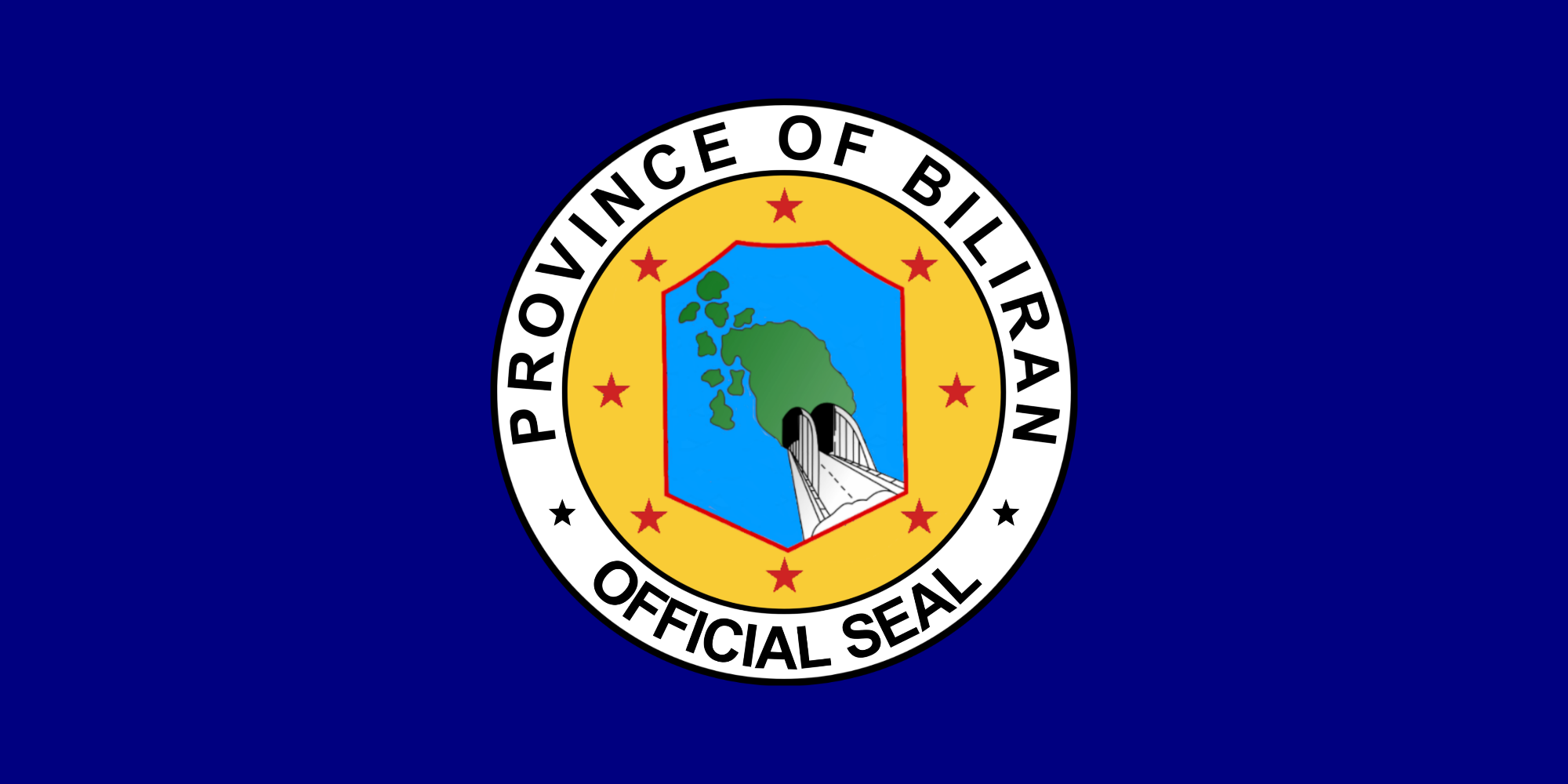
빌리란
보홀
부키드논
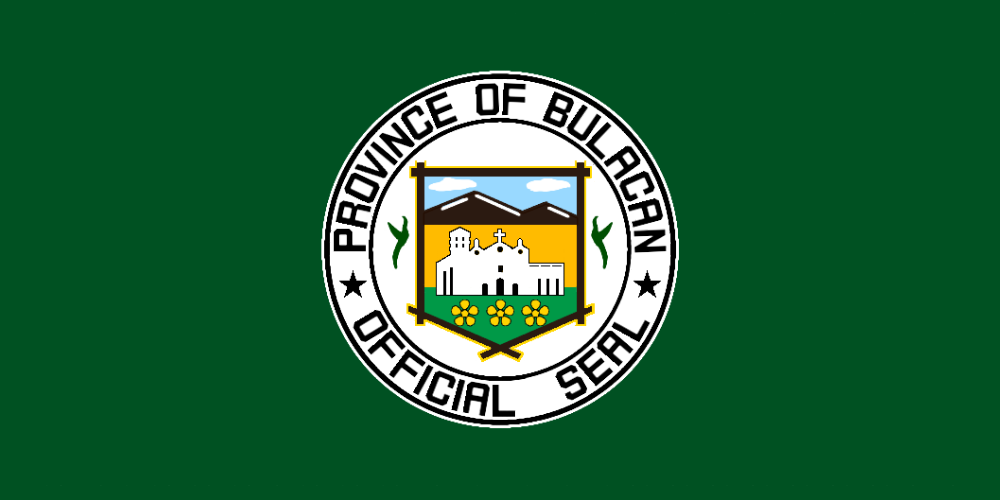
불라칸
카가얀
북카마리네스
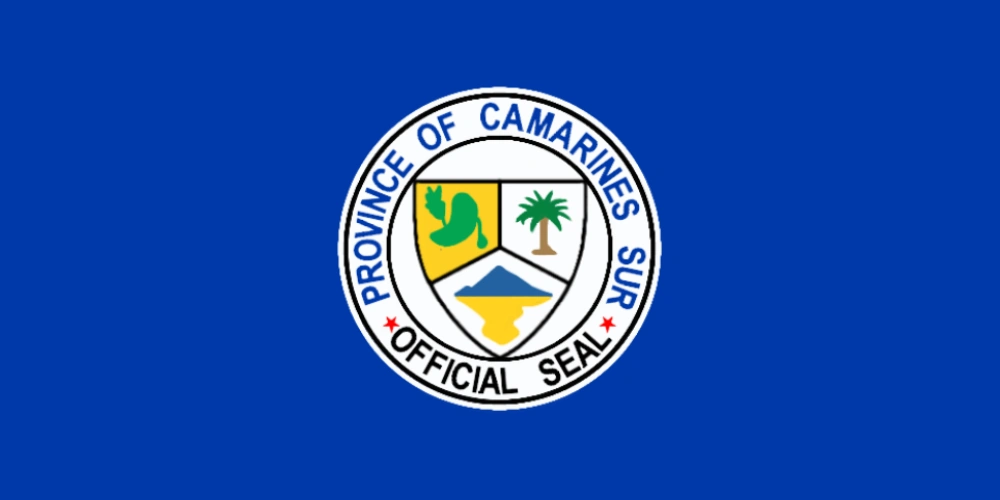
남카마리네스
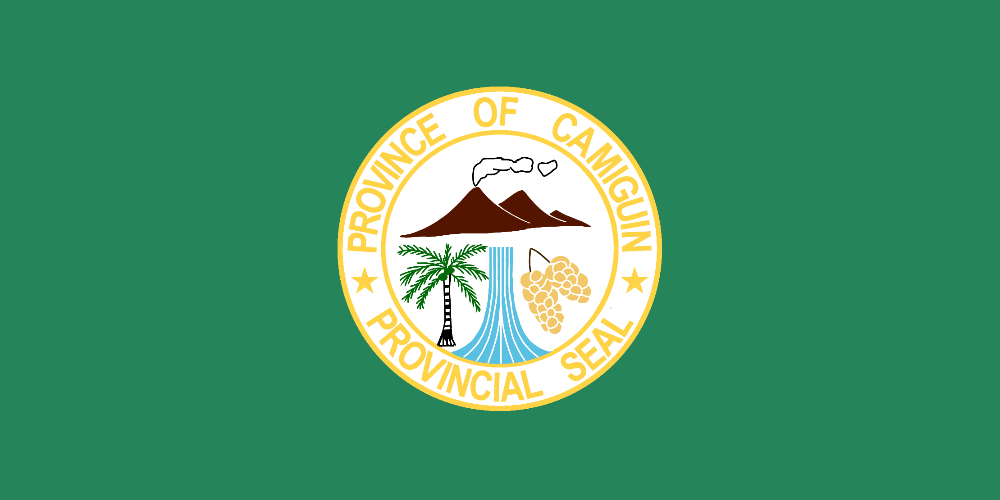
카미긴
카피스
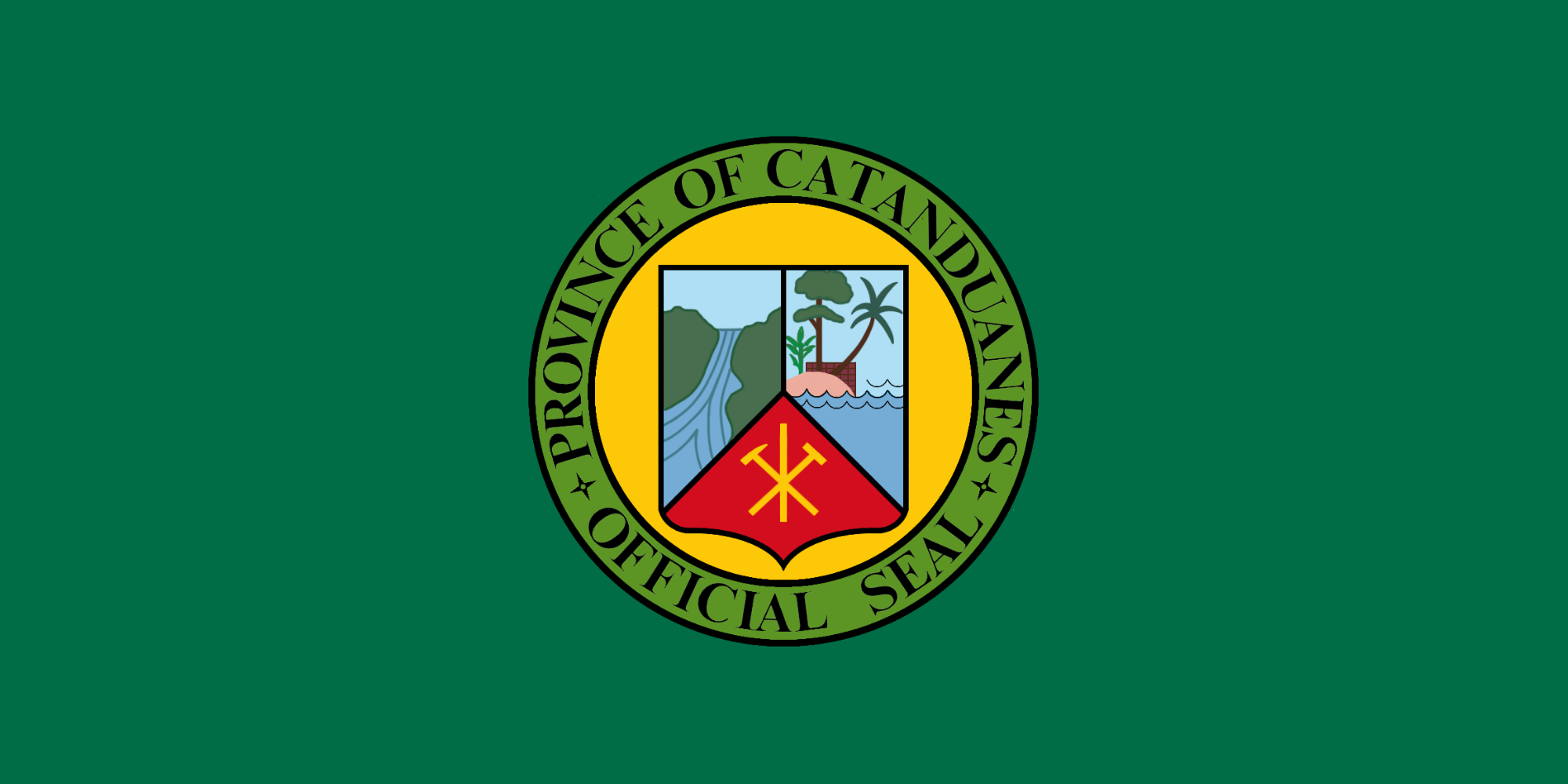
카탄두아네스
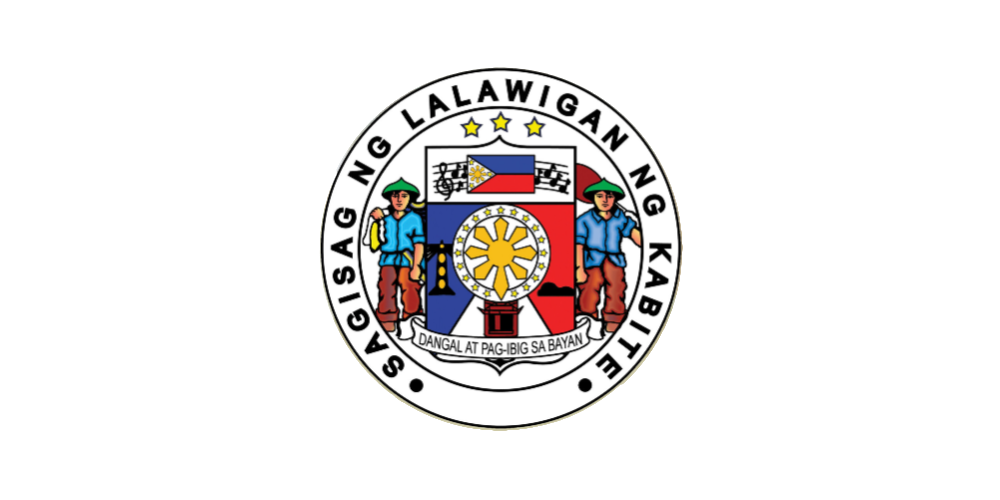
카비테
세부
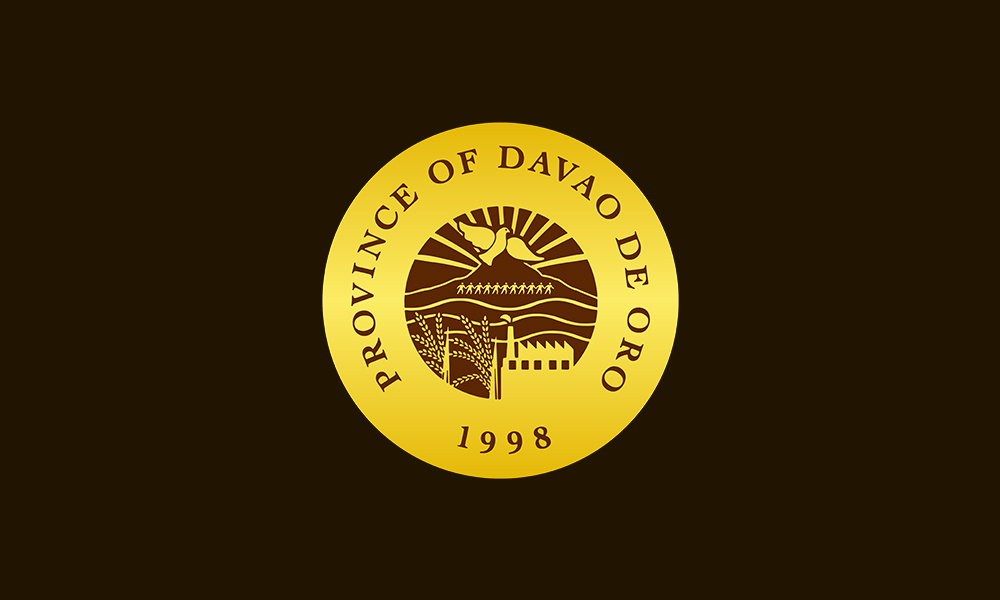
콤포스텔라밸리
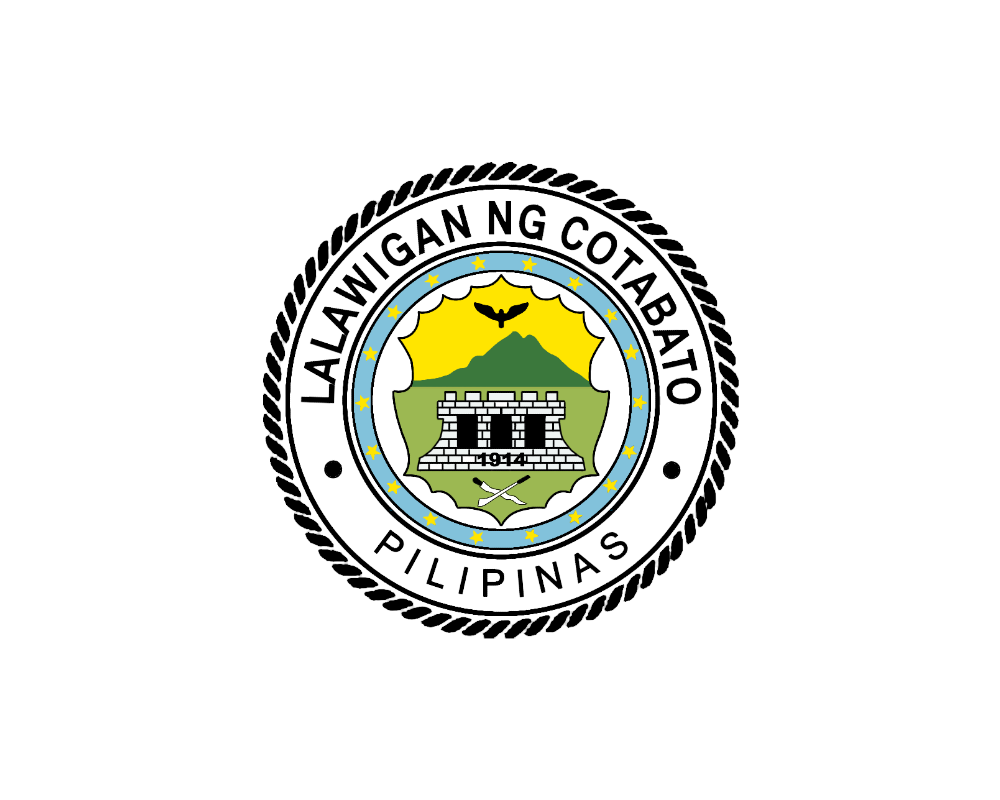
코타바토
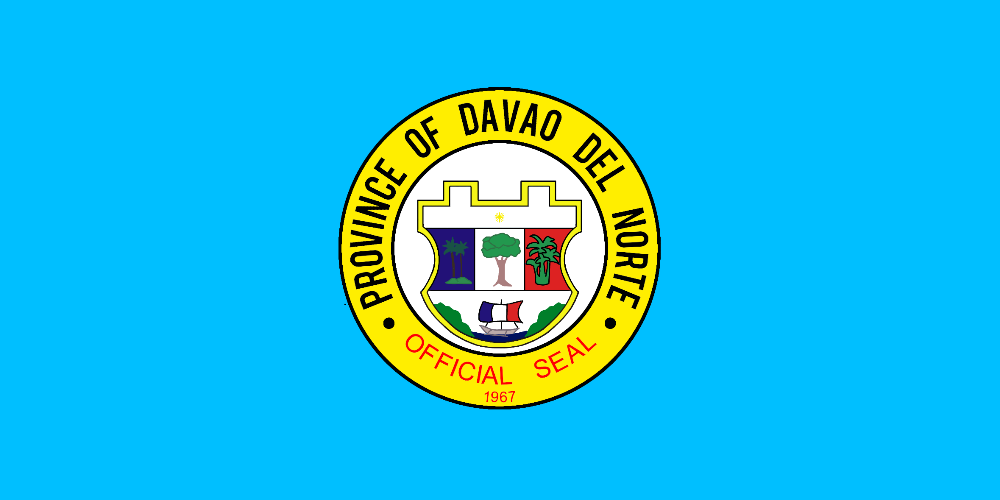
북다바오
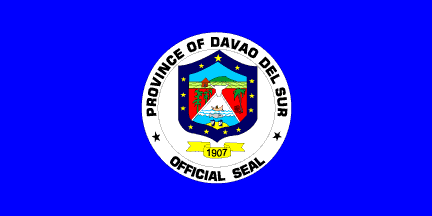
남다바오
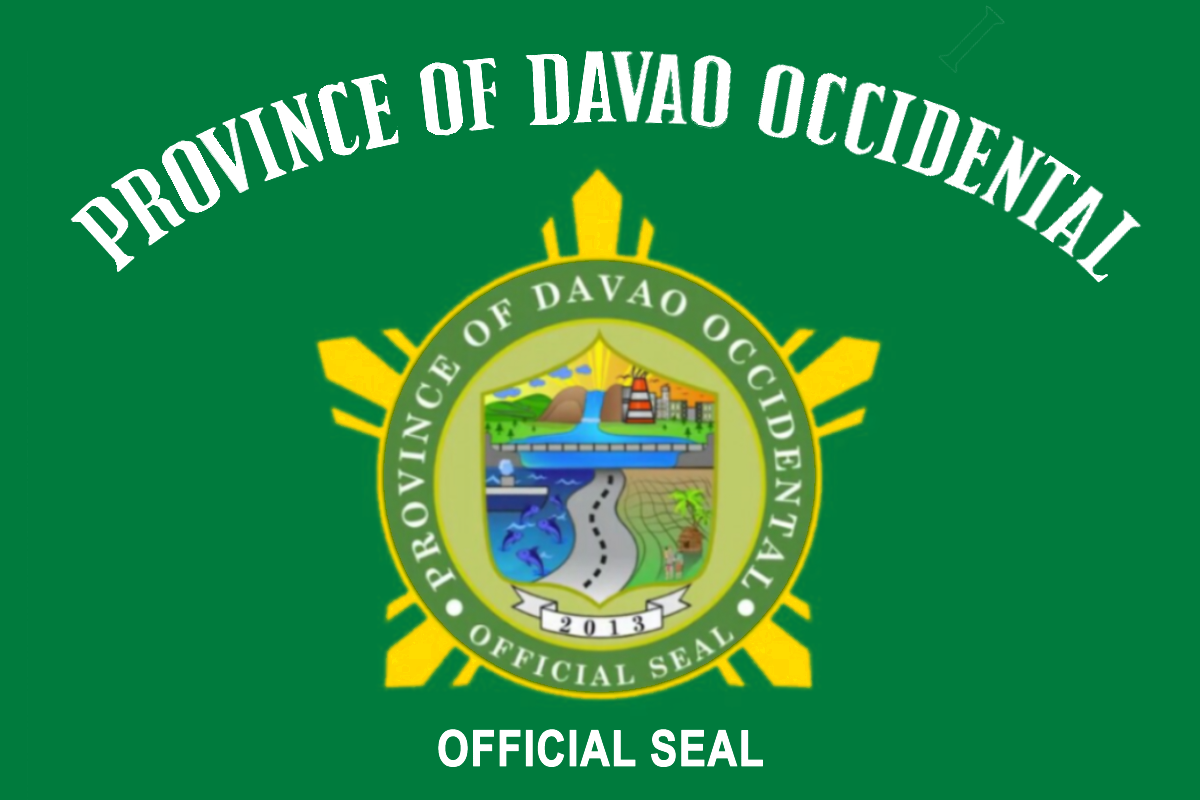
서다바오
동다바오
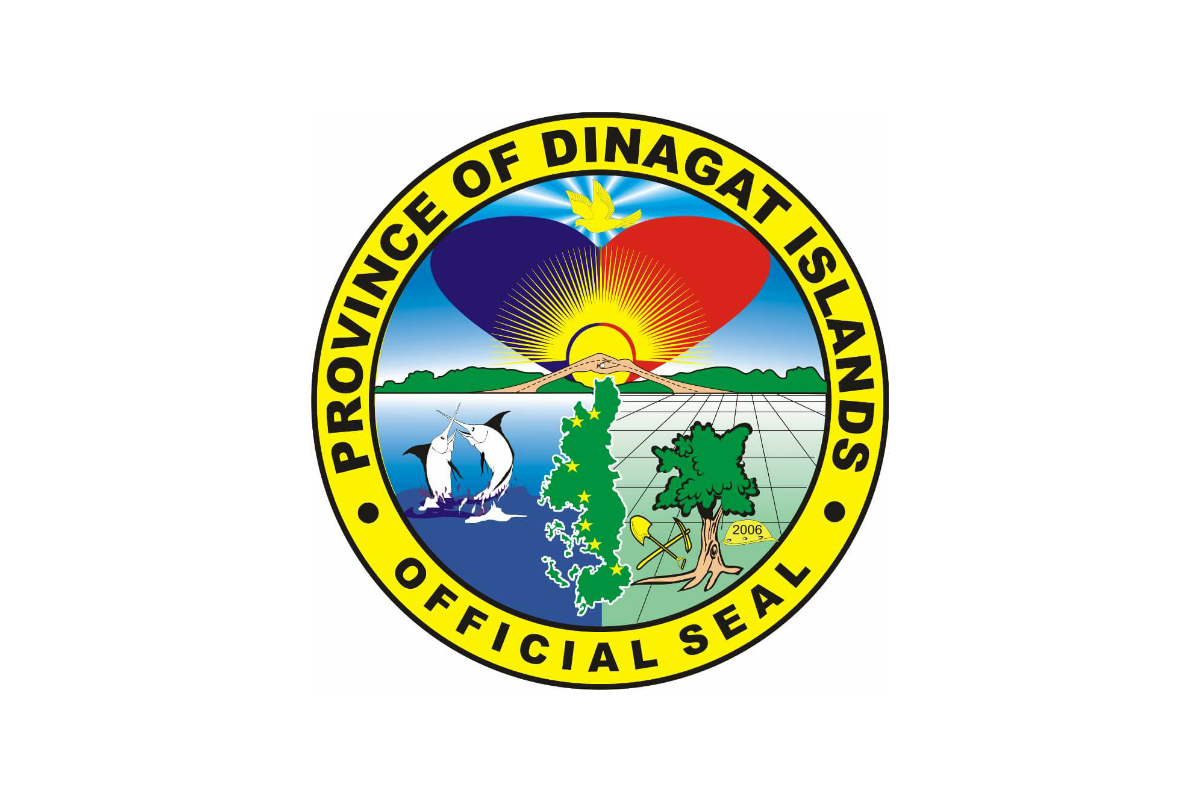
디나가트 제도
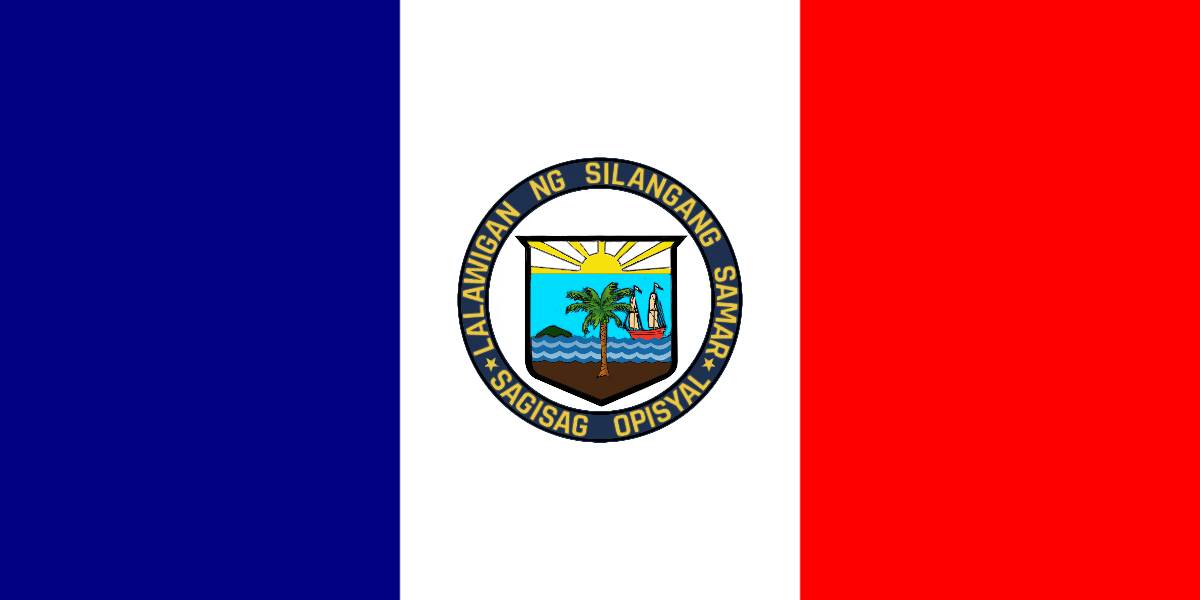
동사마르
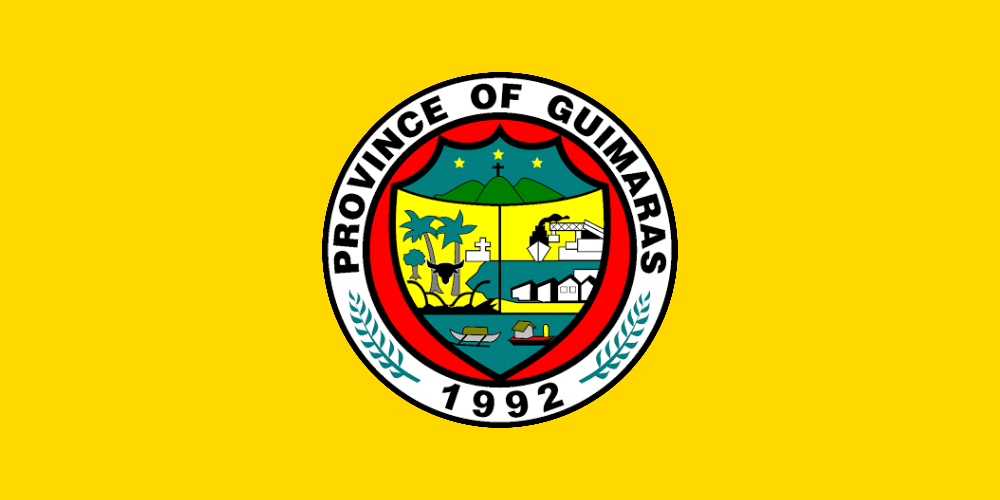
기마라스
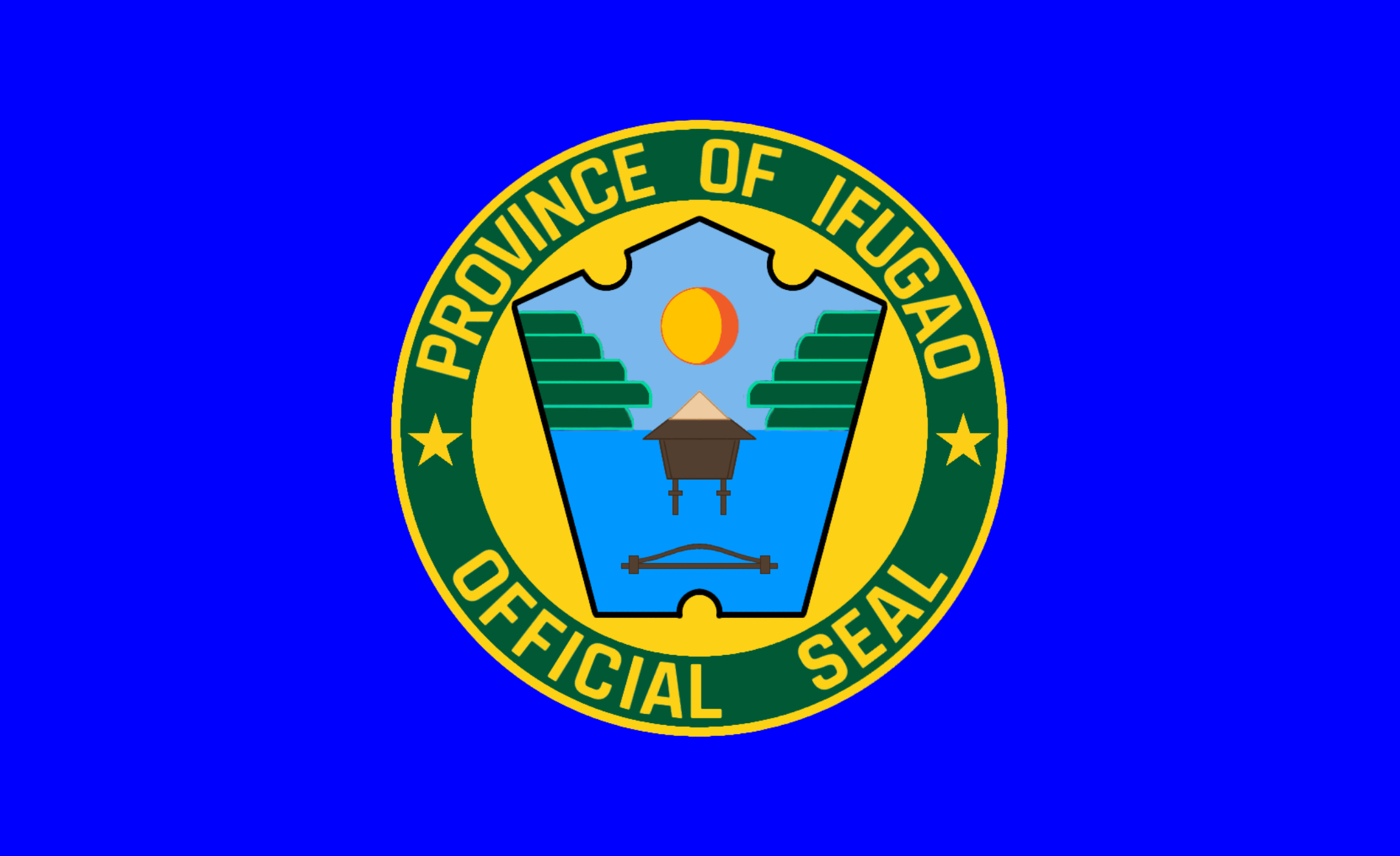
이푸가오
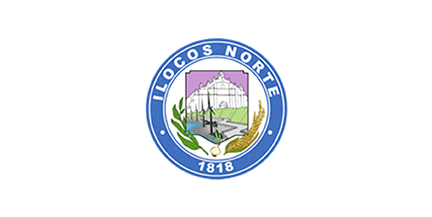
북일로코스
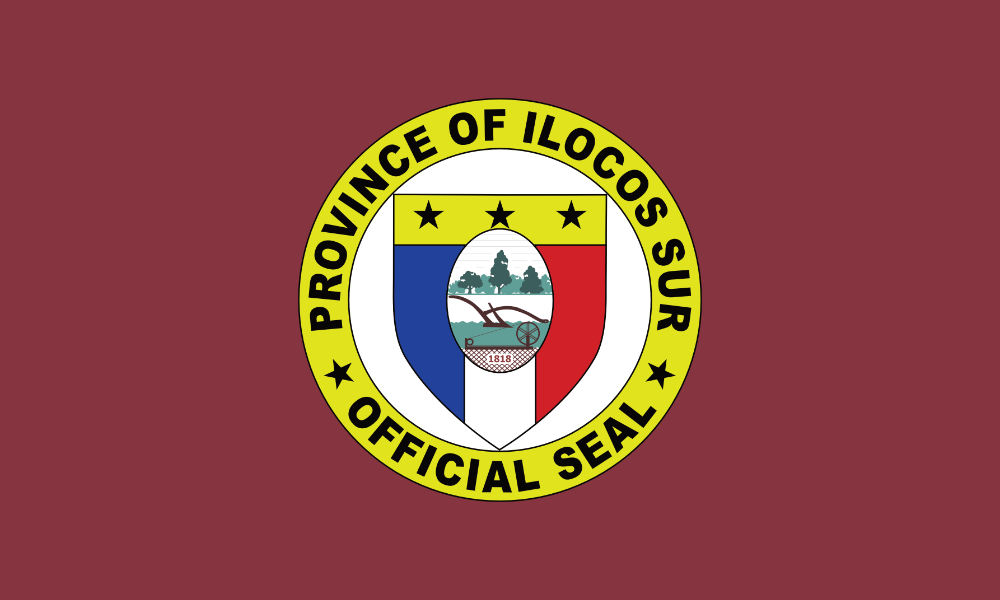
남일로코스
파일:Flag_of_the_Isle_of_Mann.svg맨섬
이사벨라
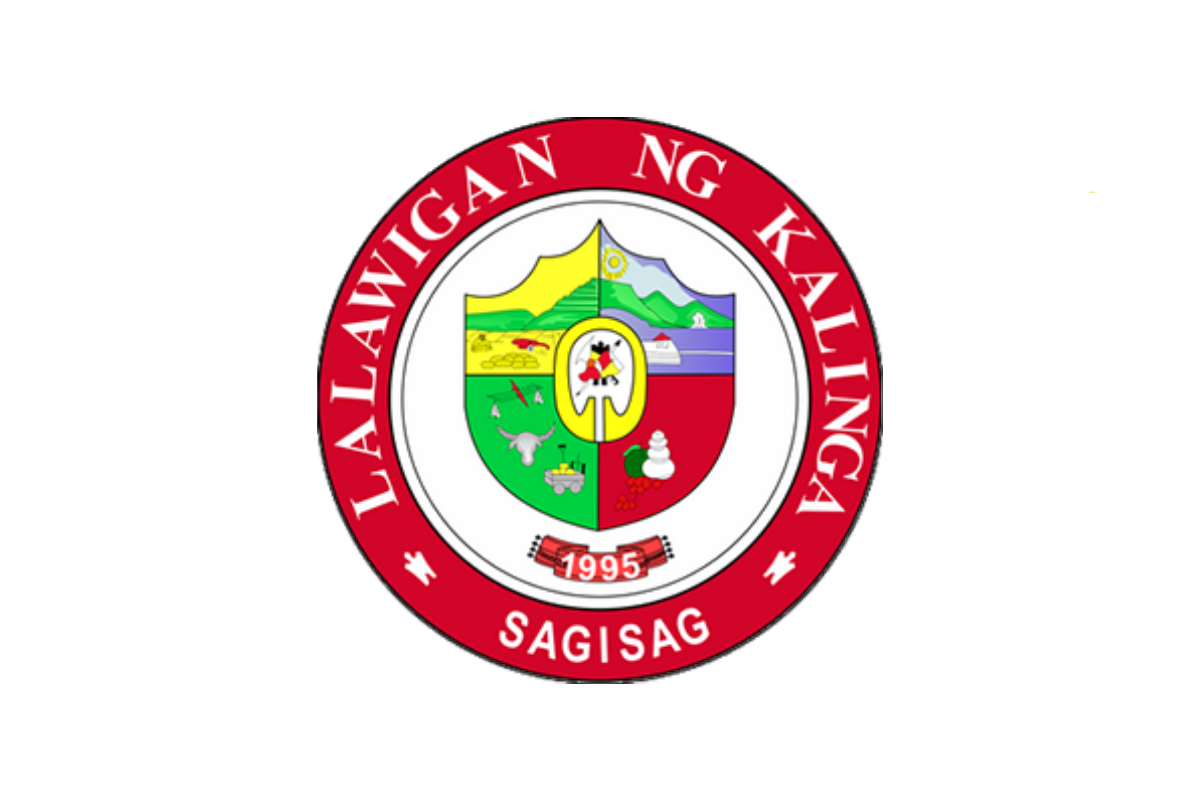
칼링가
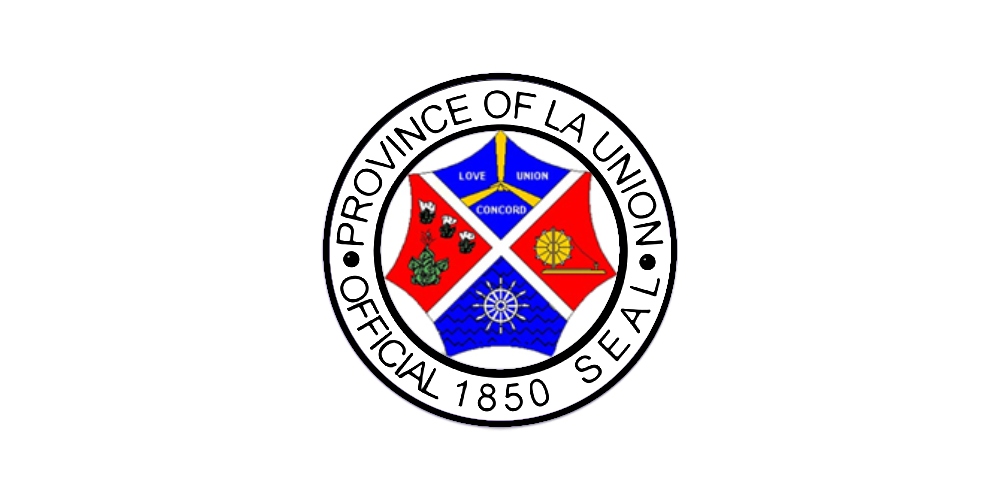
라우니온
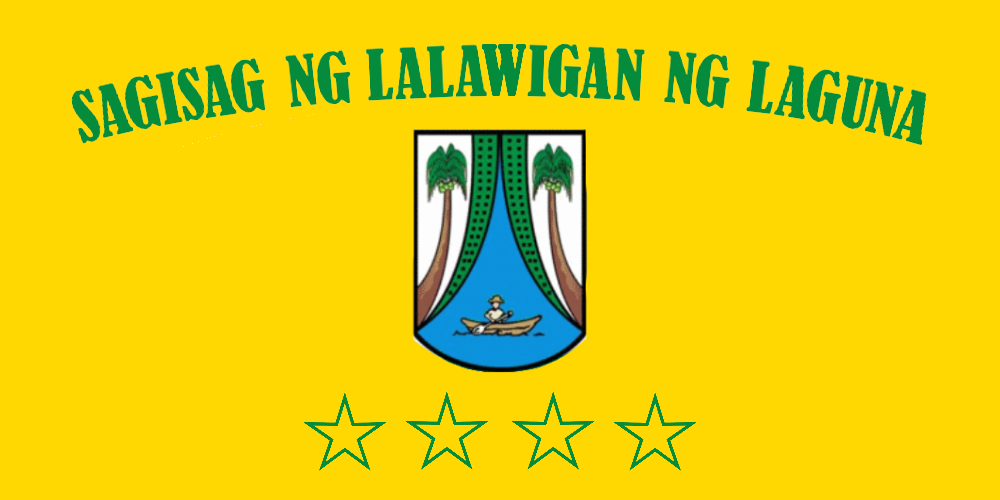
라구나
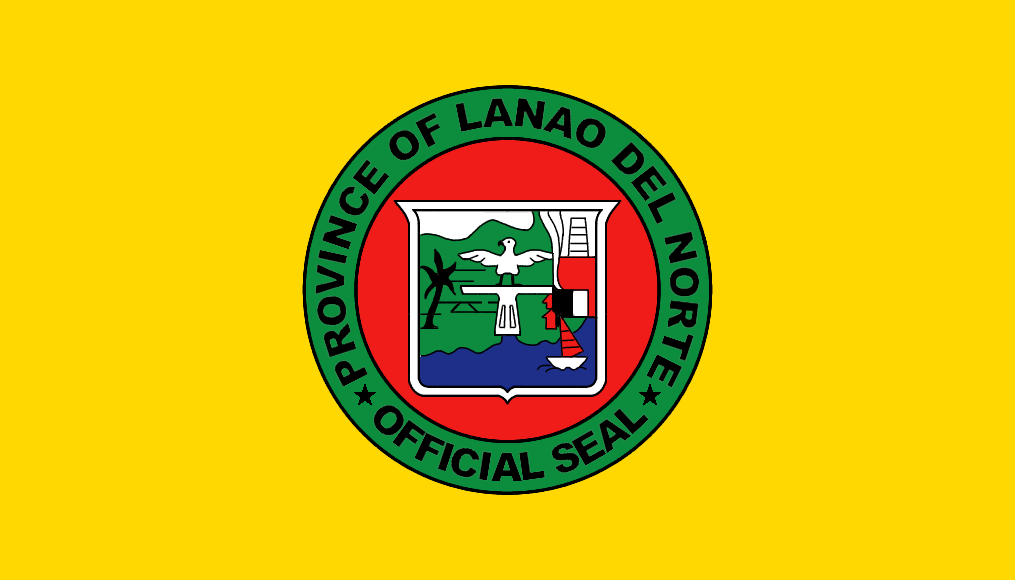
북라나오
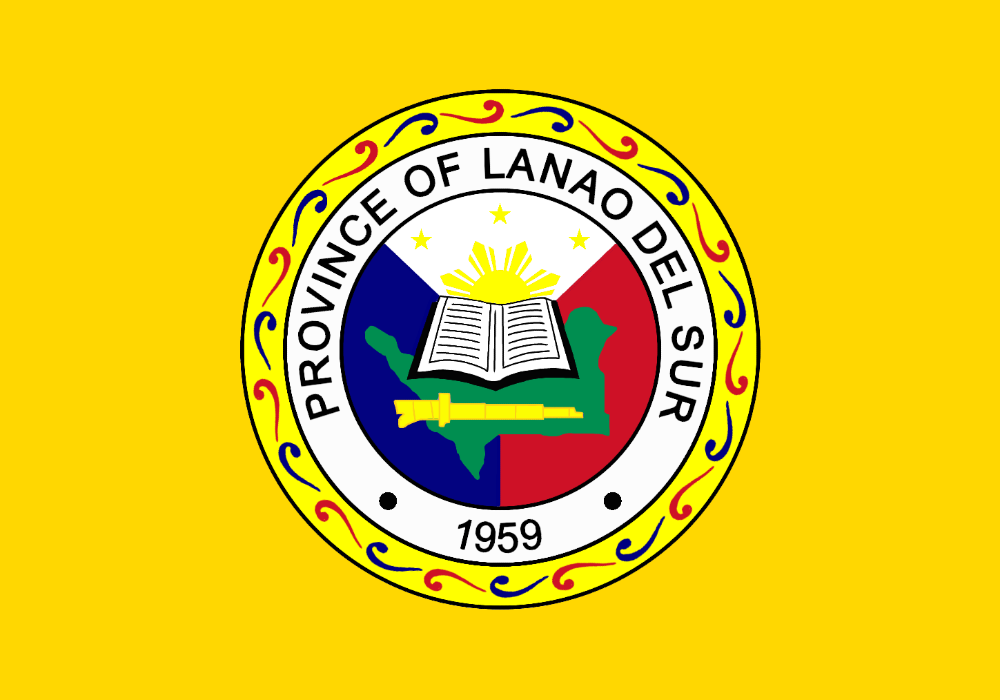
남라나오
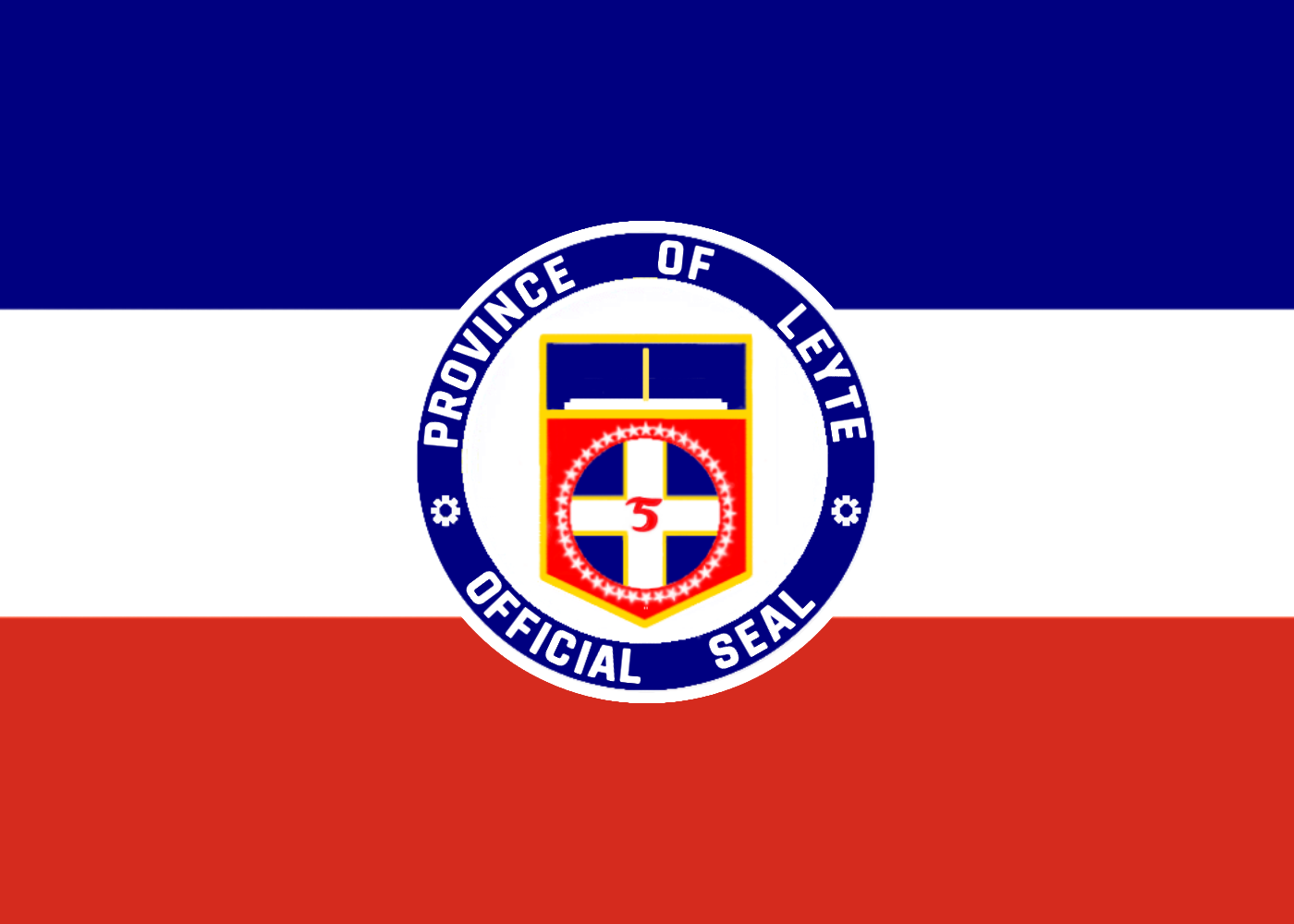
레이테
마긴다나오
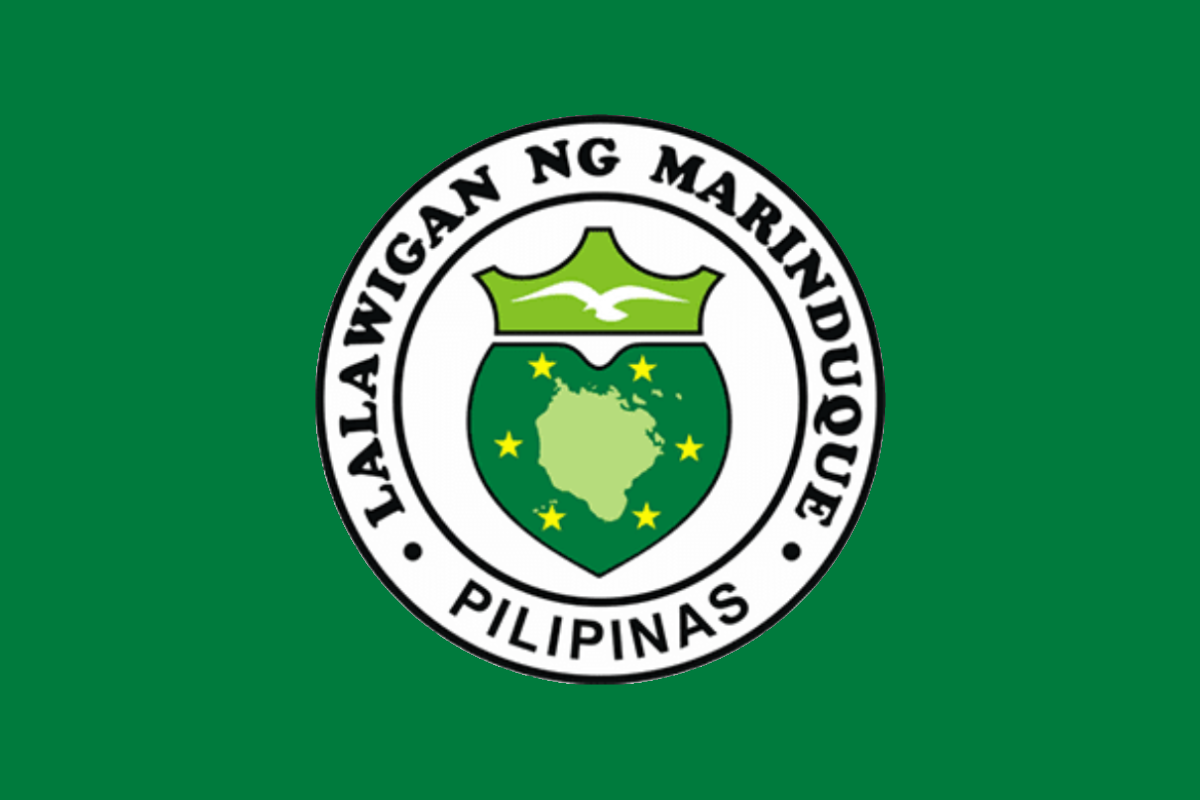
마린두케
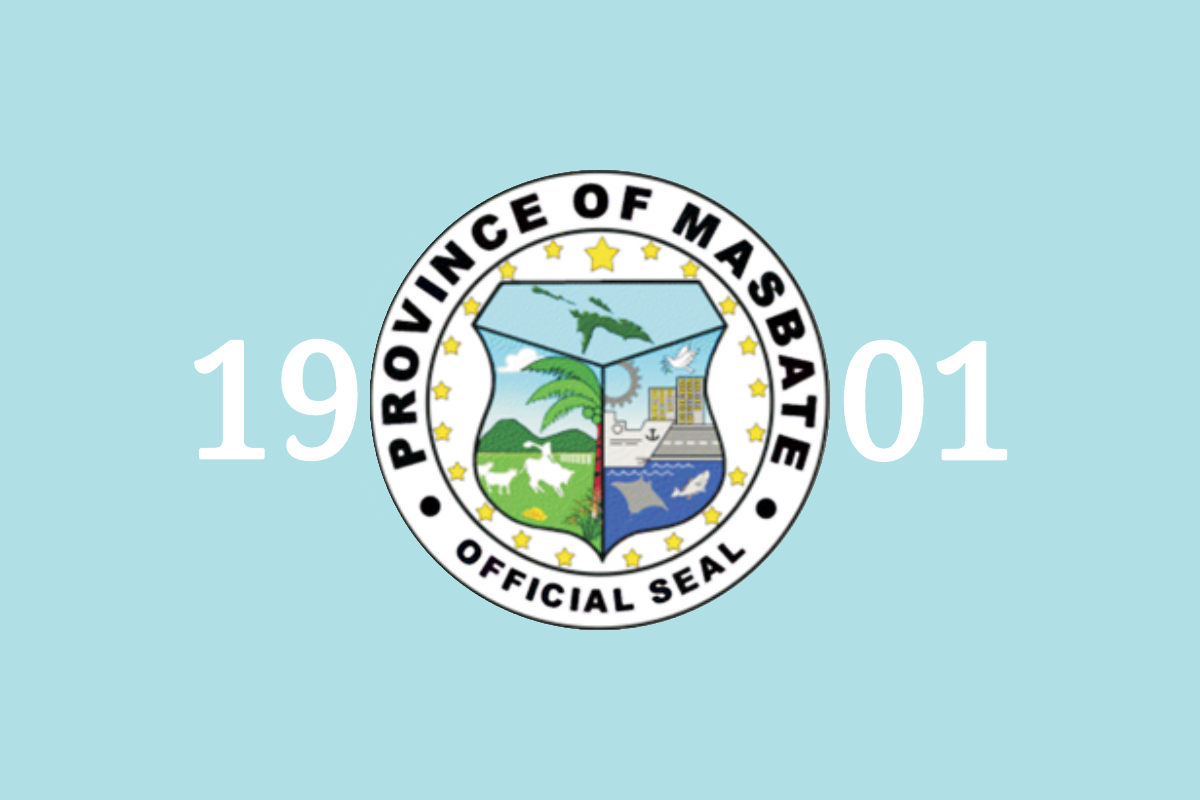
마스바테
서미사미스
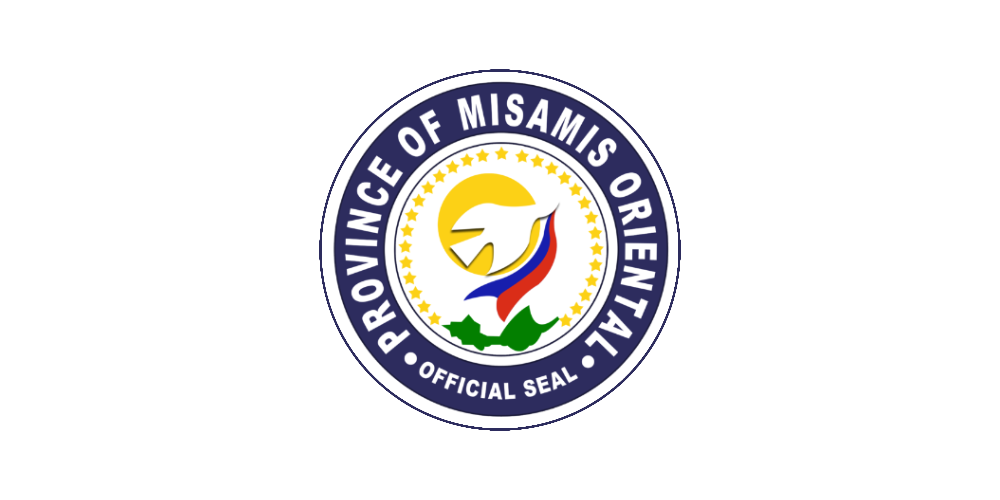
동미사미스
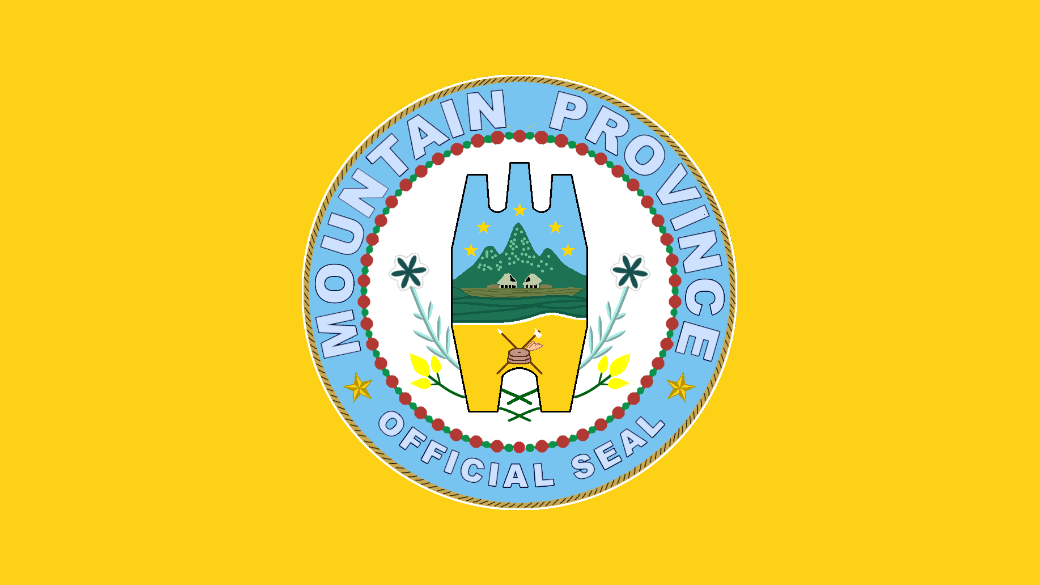
마운틴
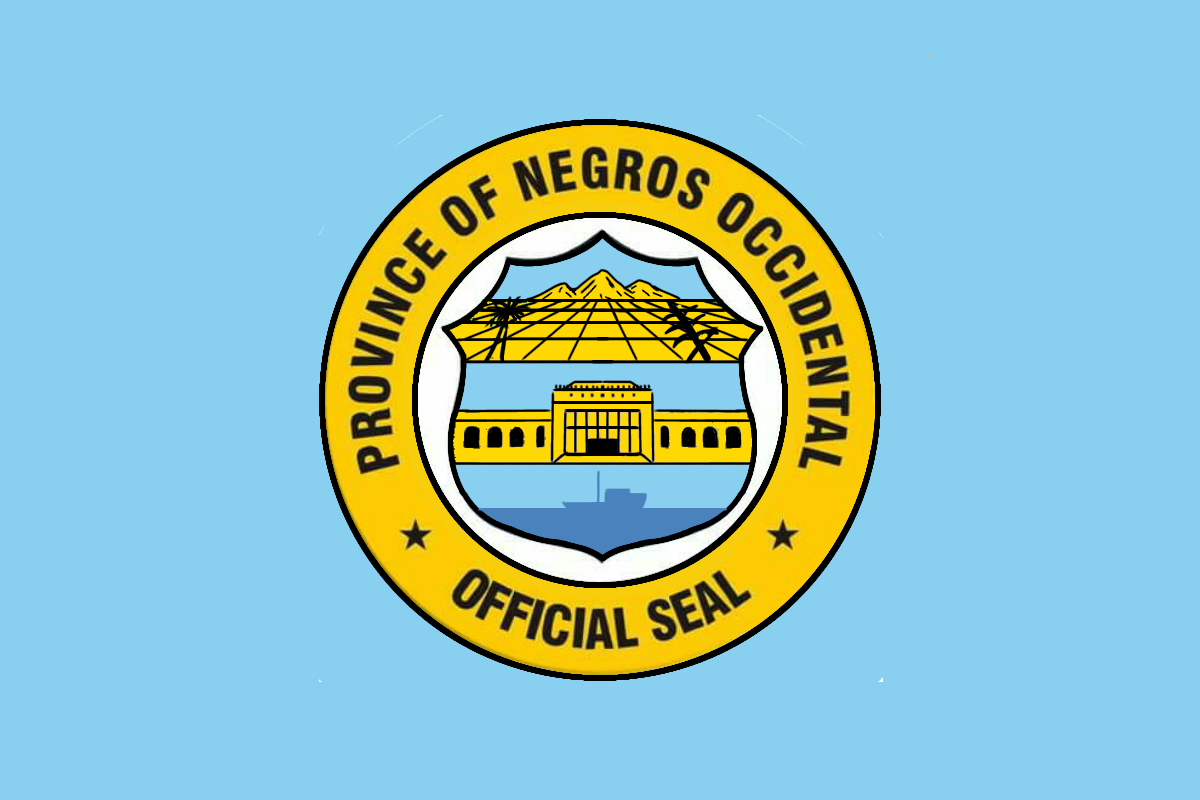
서네그로스
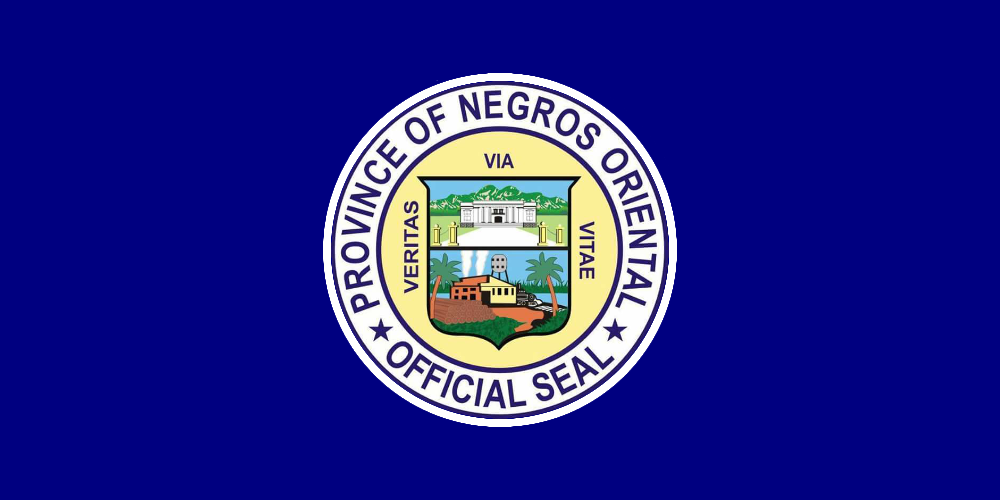
동네그로스
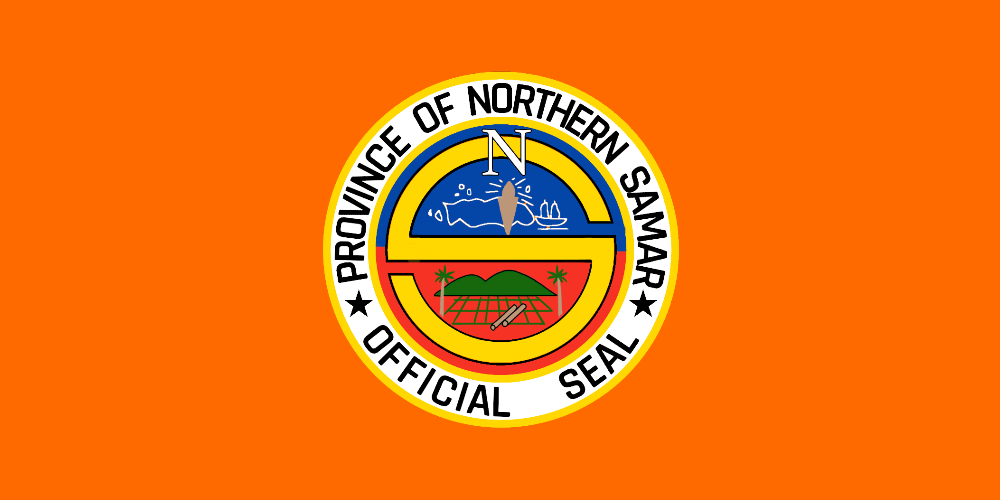
북사마르
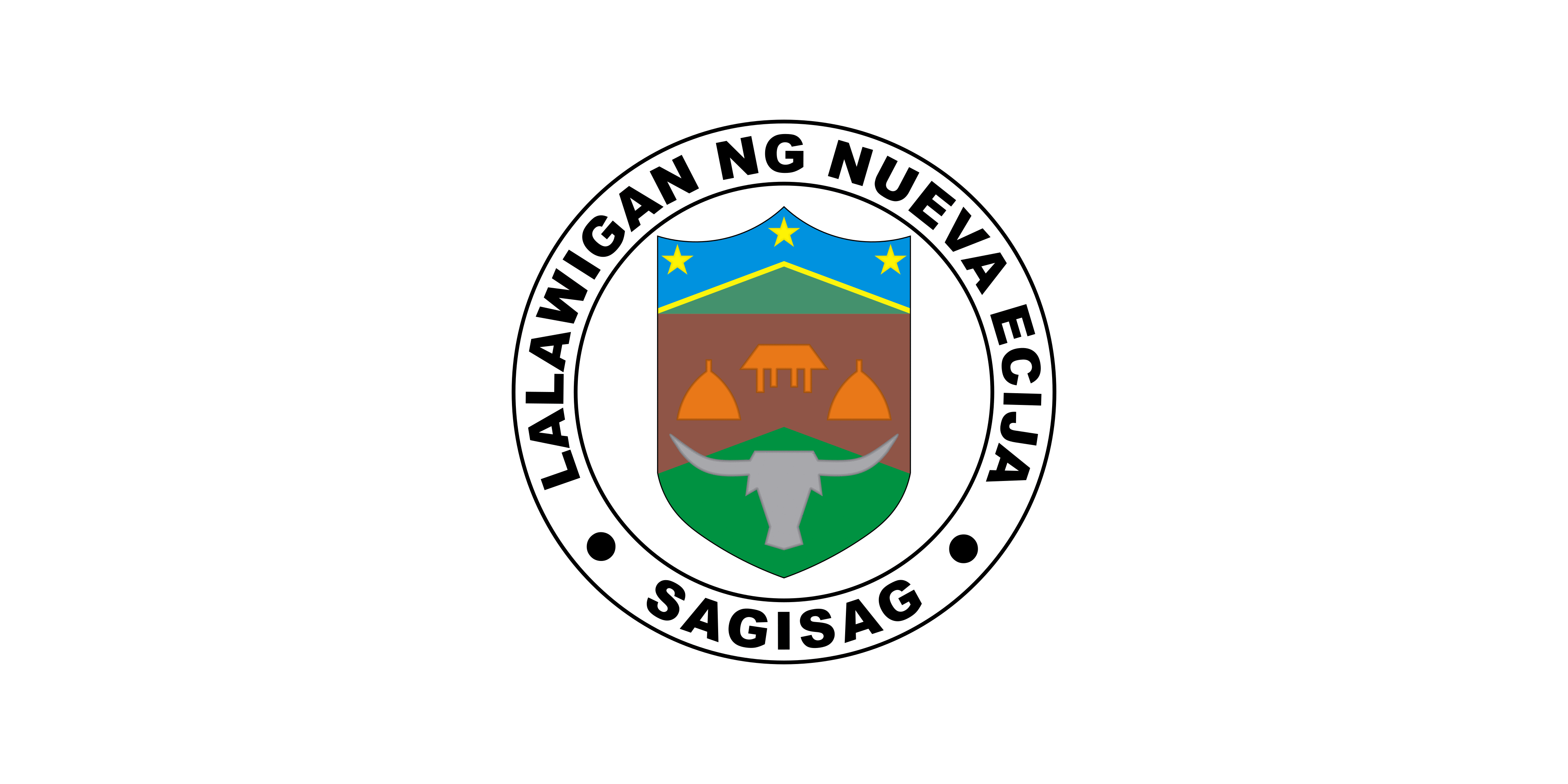
누에바에시하
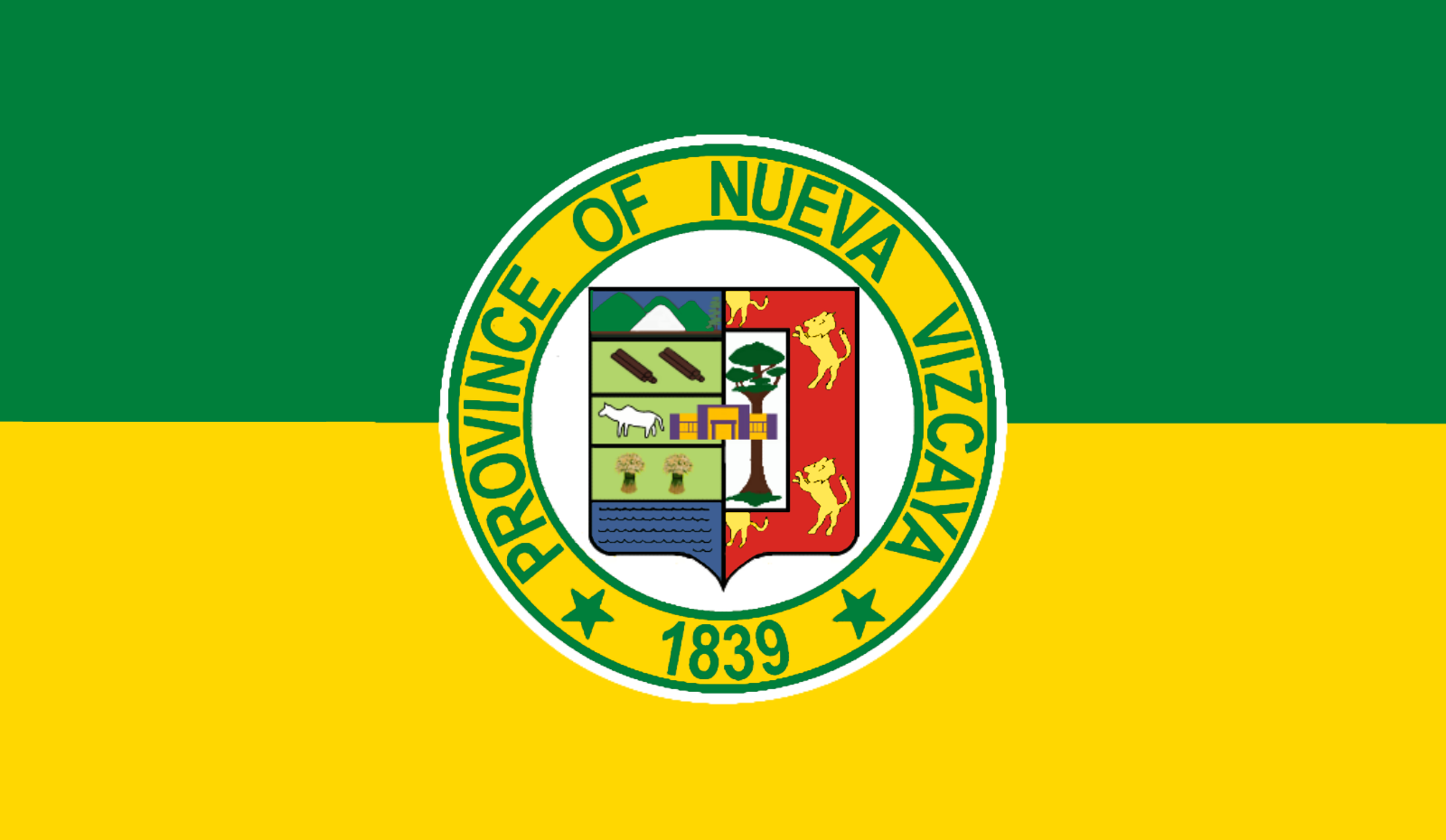
누에바비스카야
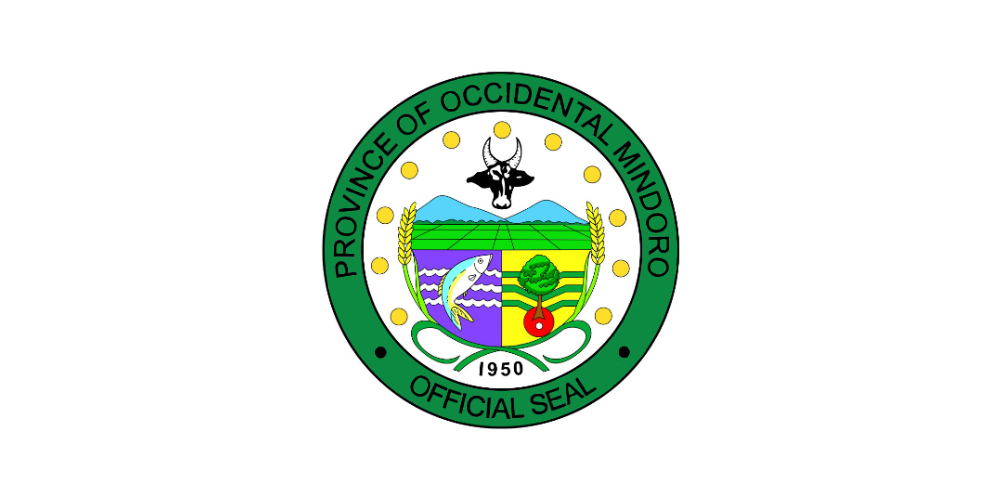
서민도로
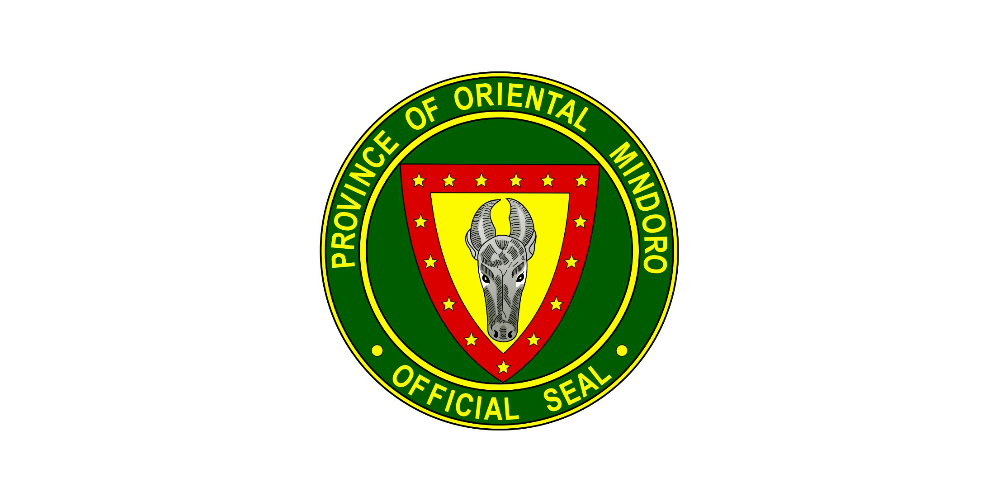
동민도로
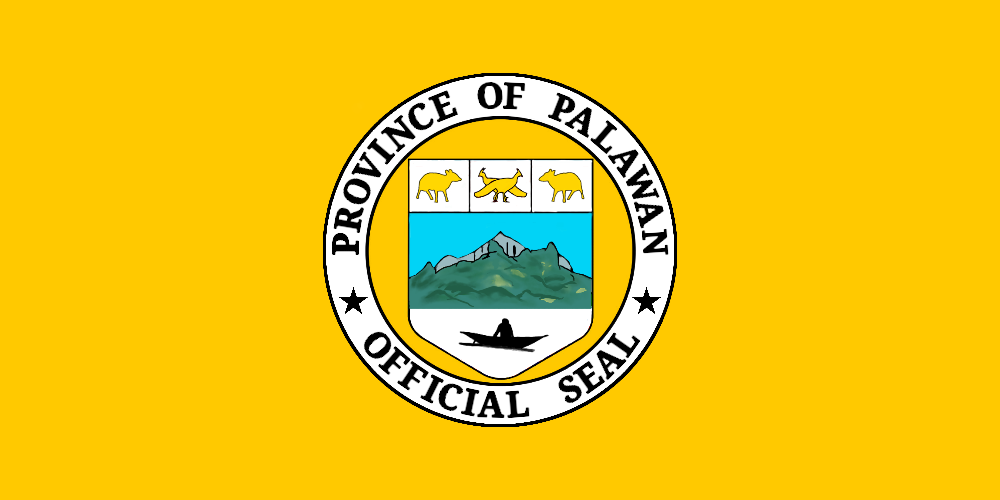
팔라완
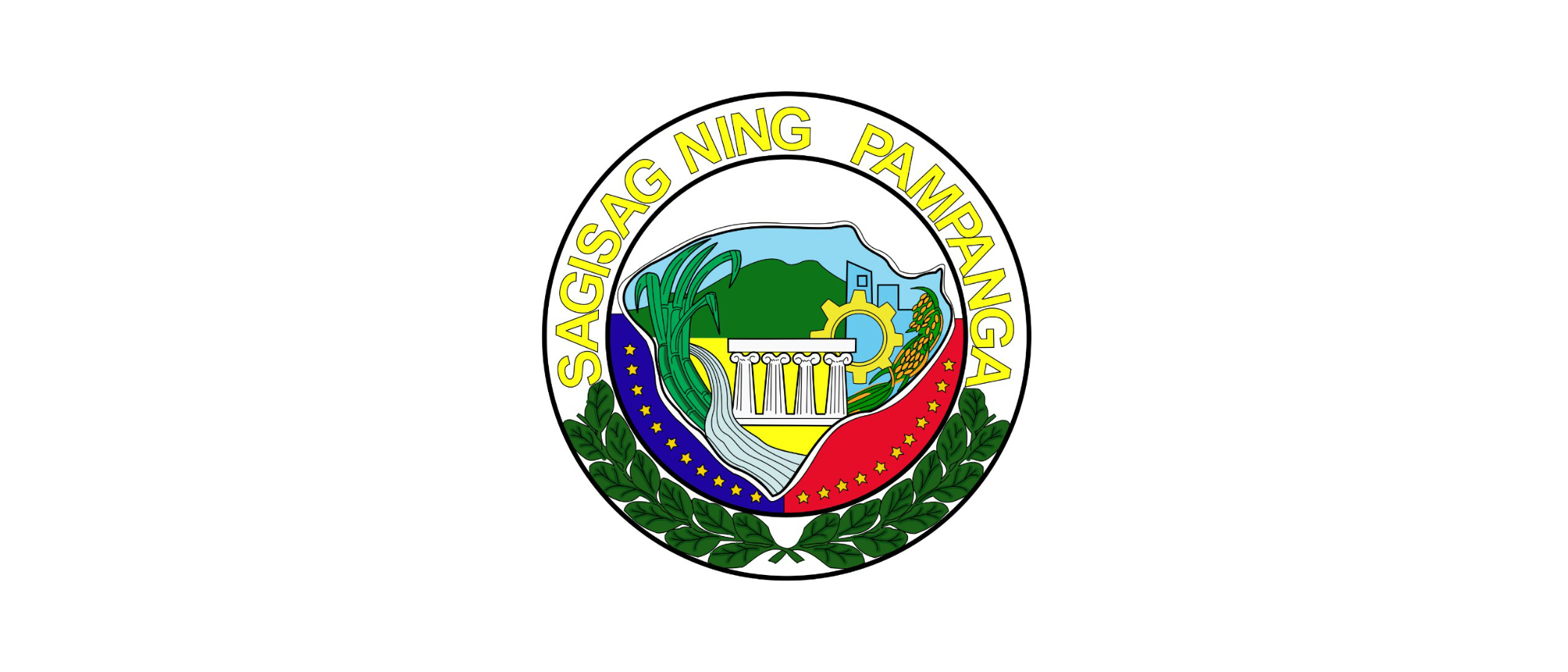
팜팡가
팡가시난
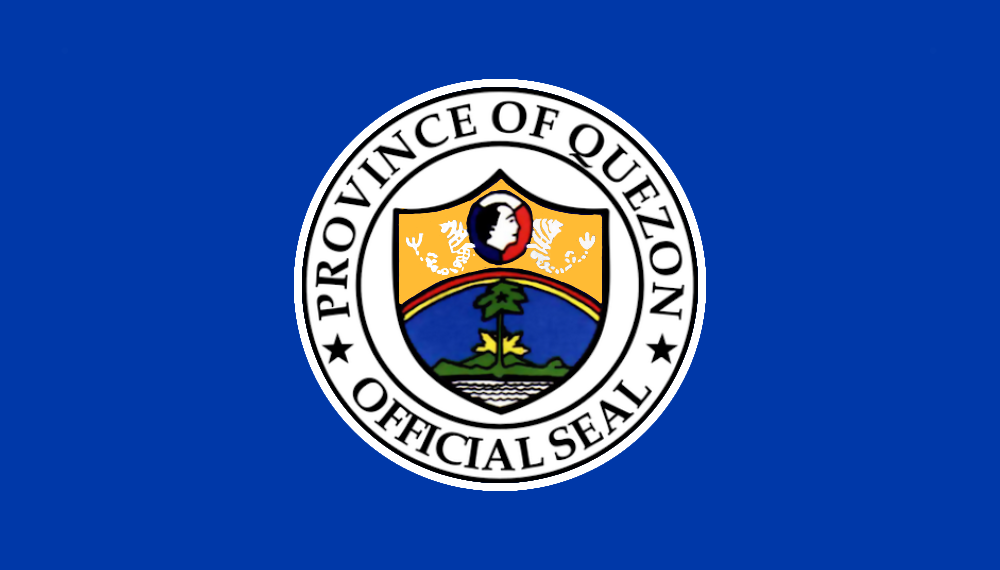
케손
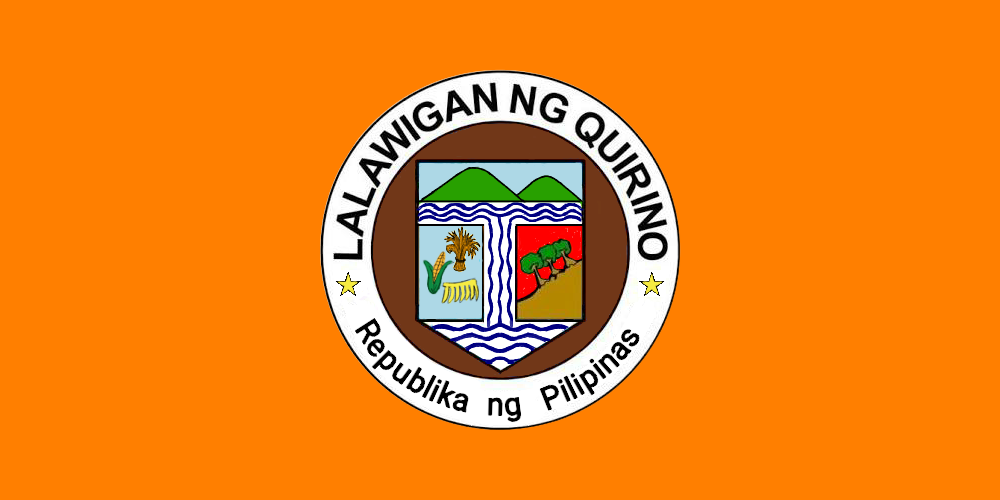
키리노
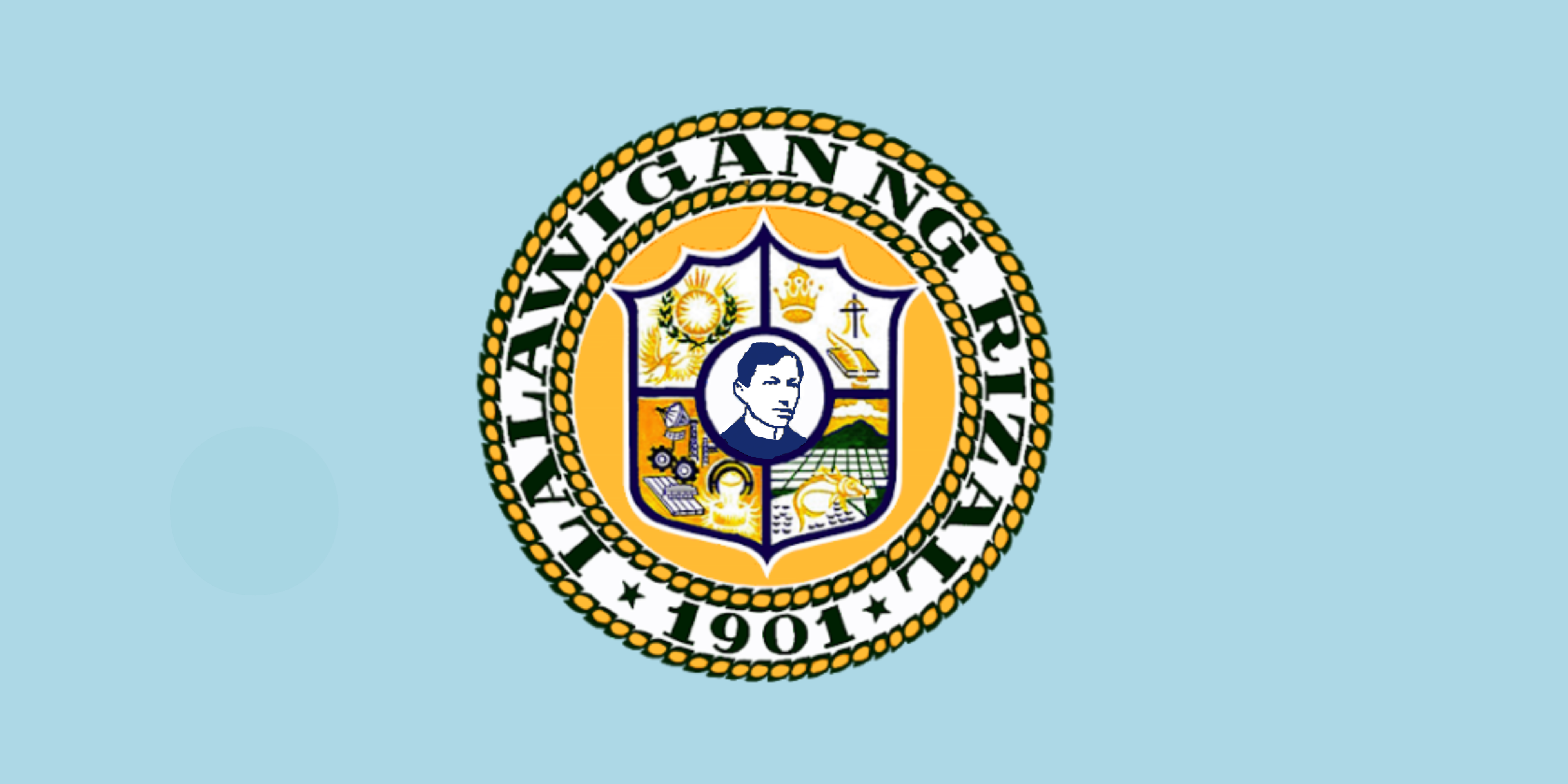
리살
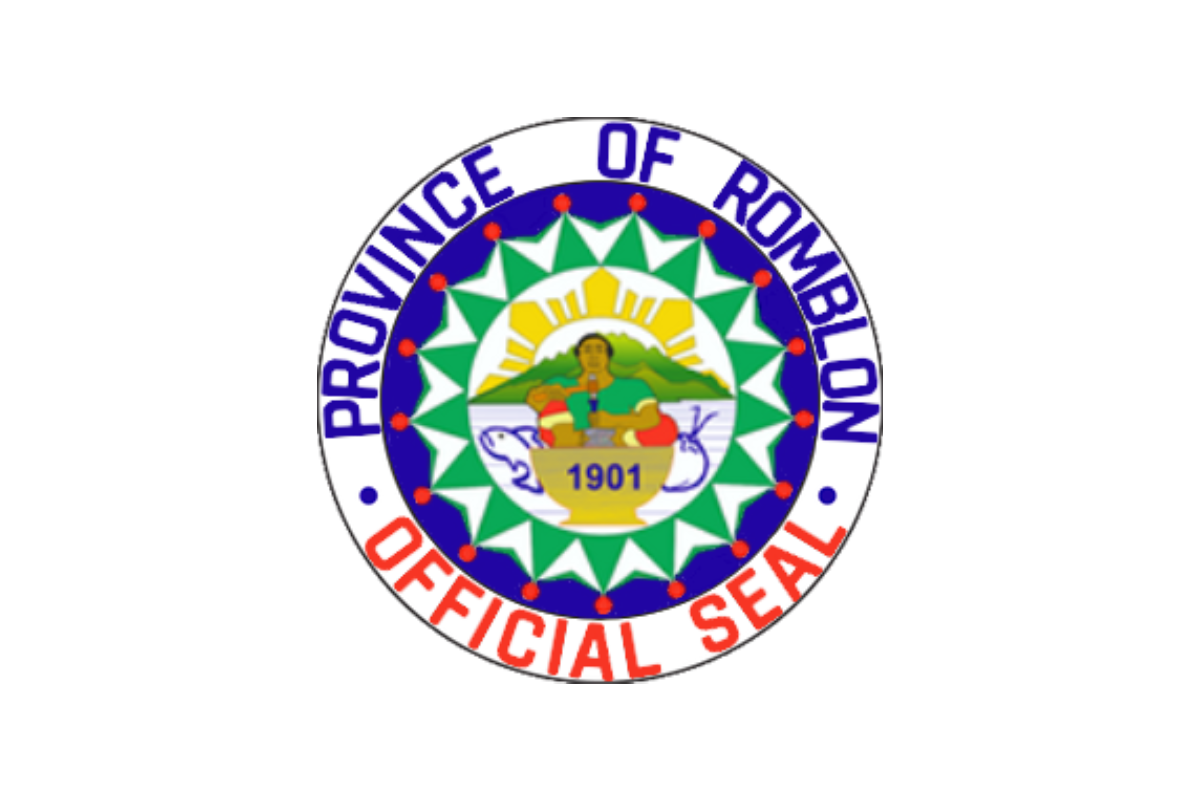
롬블론
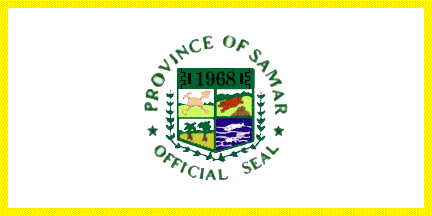
사마르
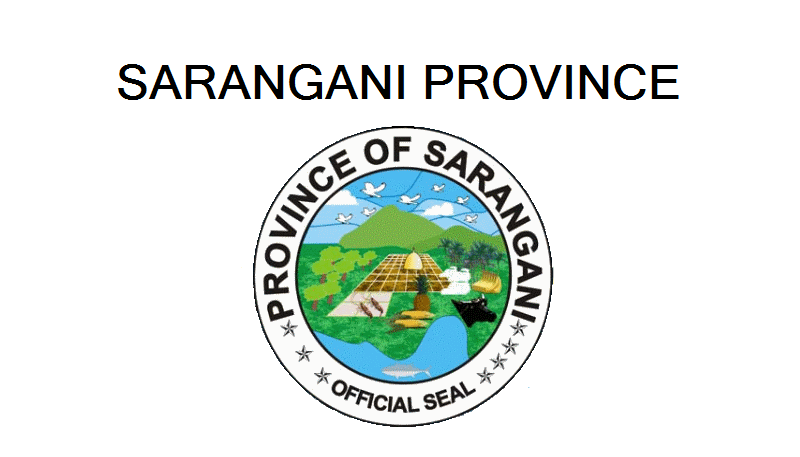
사랑가니
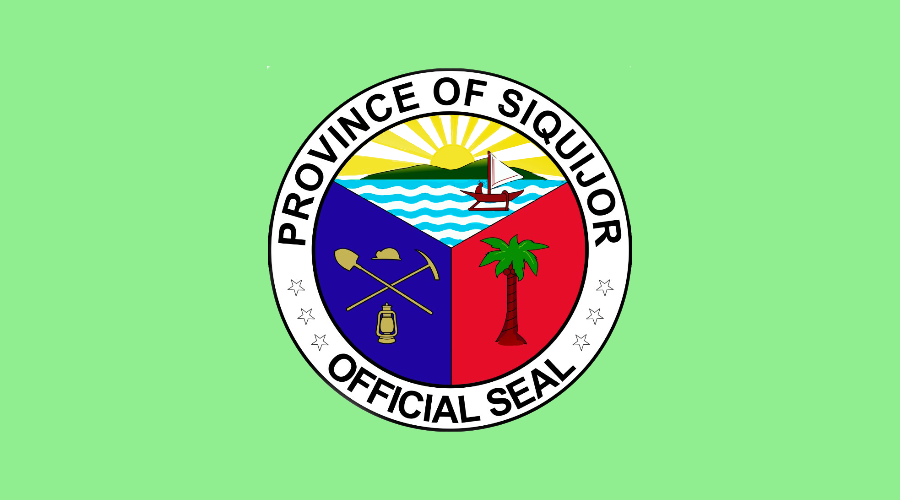
시키호르
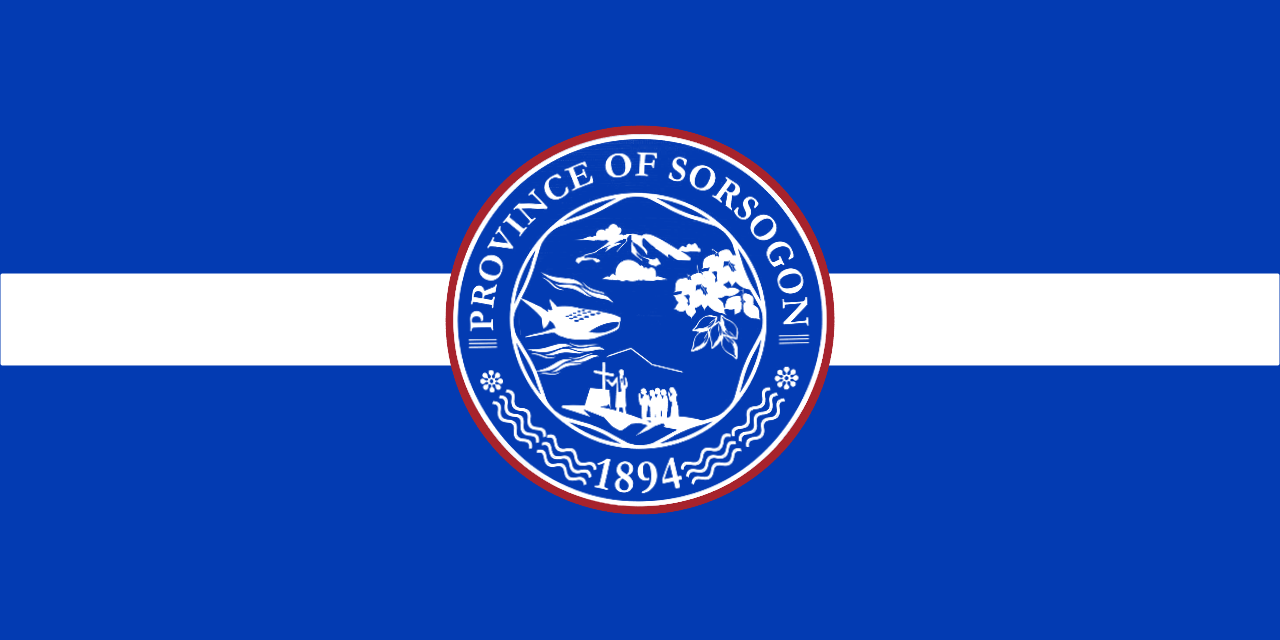
소르소곤
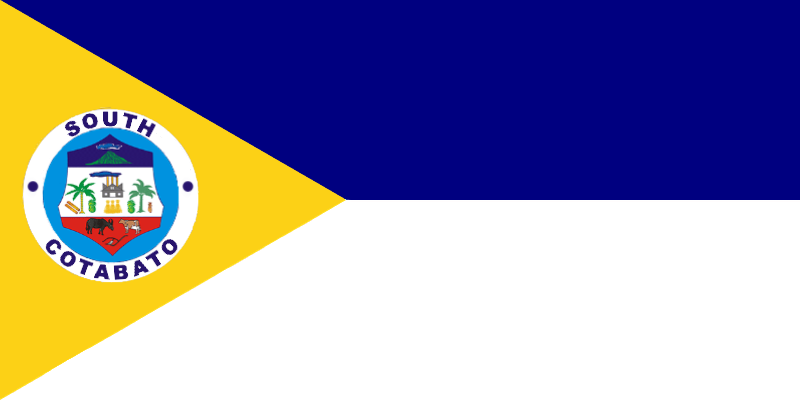
남코타바토
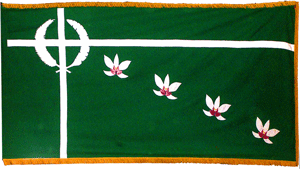
남레이테
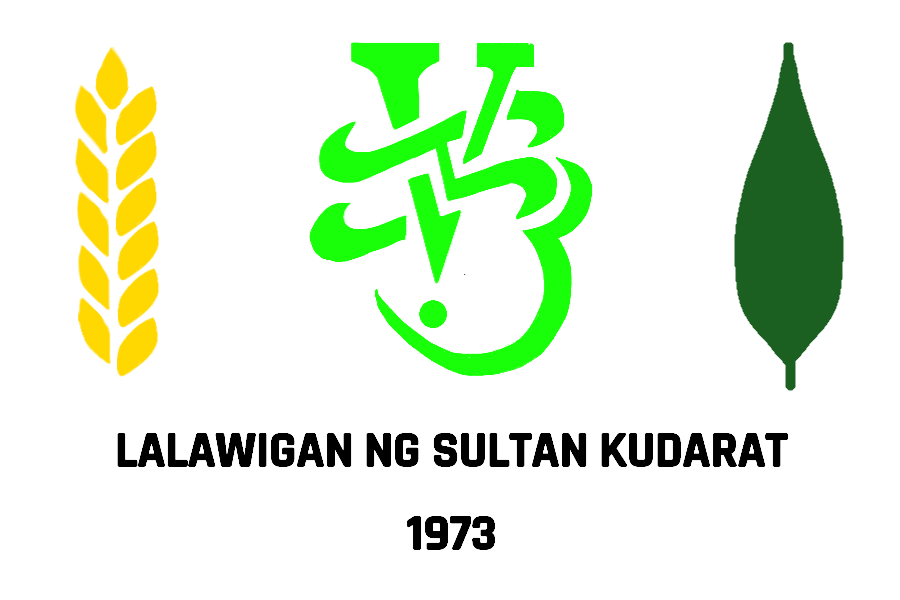
술탄쿠다라트
술루
북수리가오
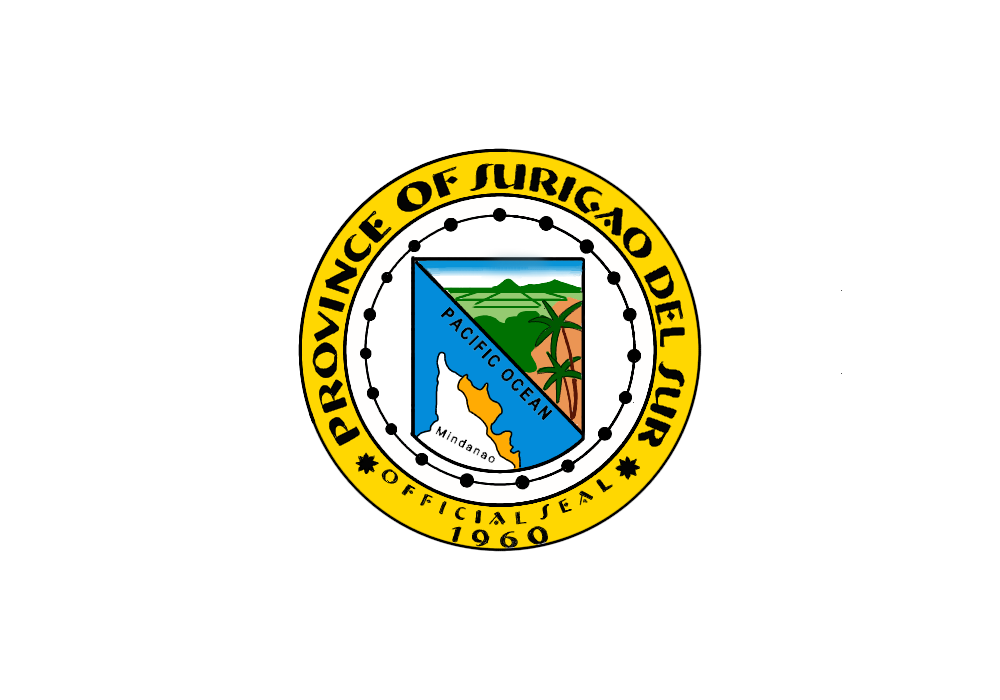
남수리가오
타를라크
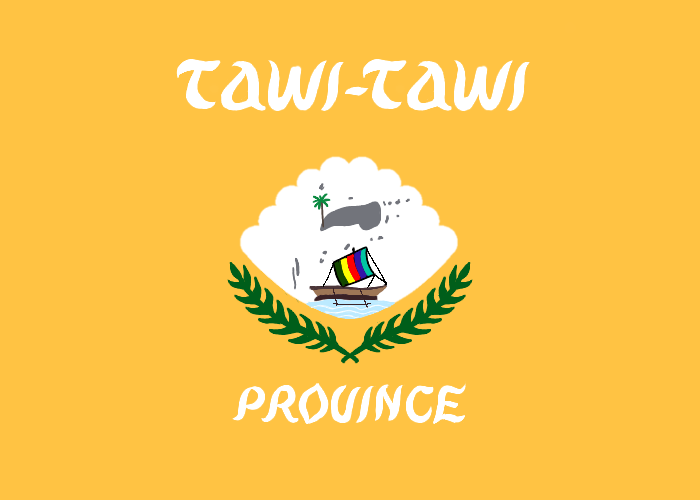
타위타위
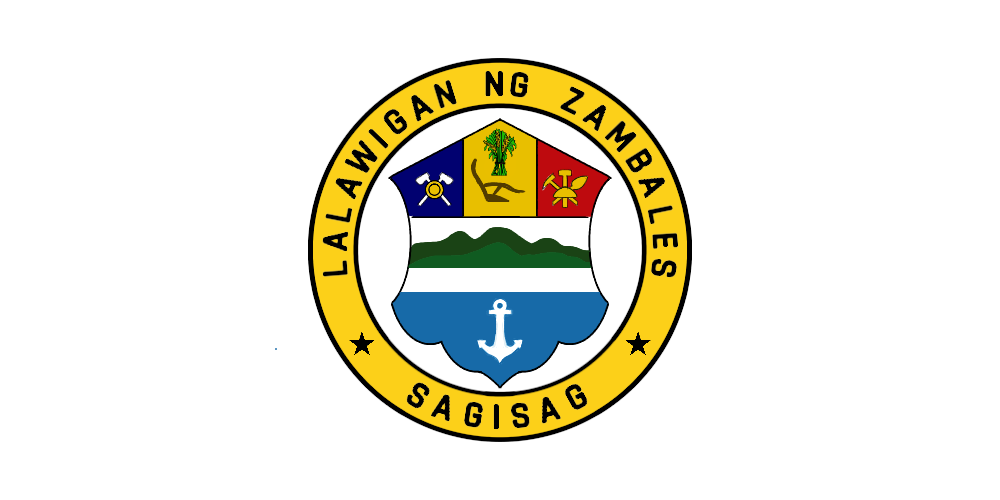
잠발레스
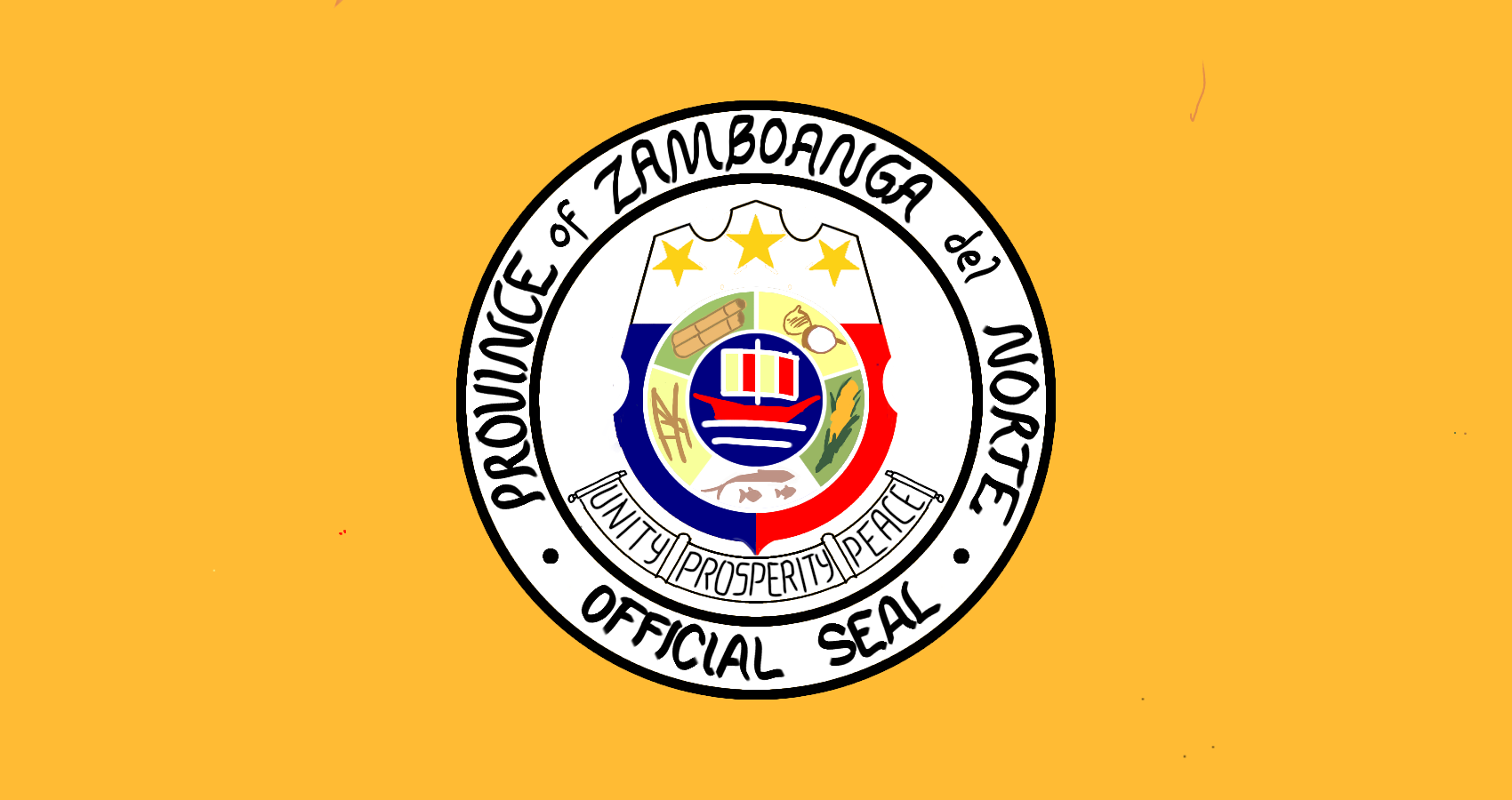
북삼보앙가
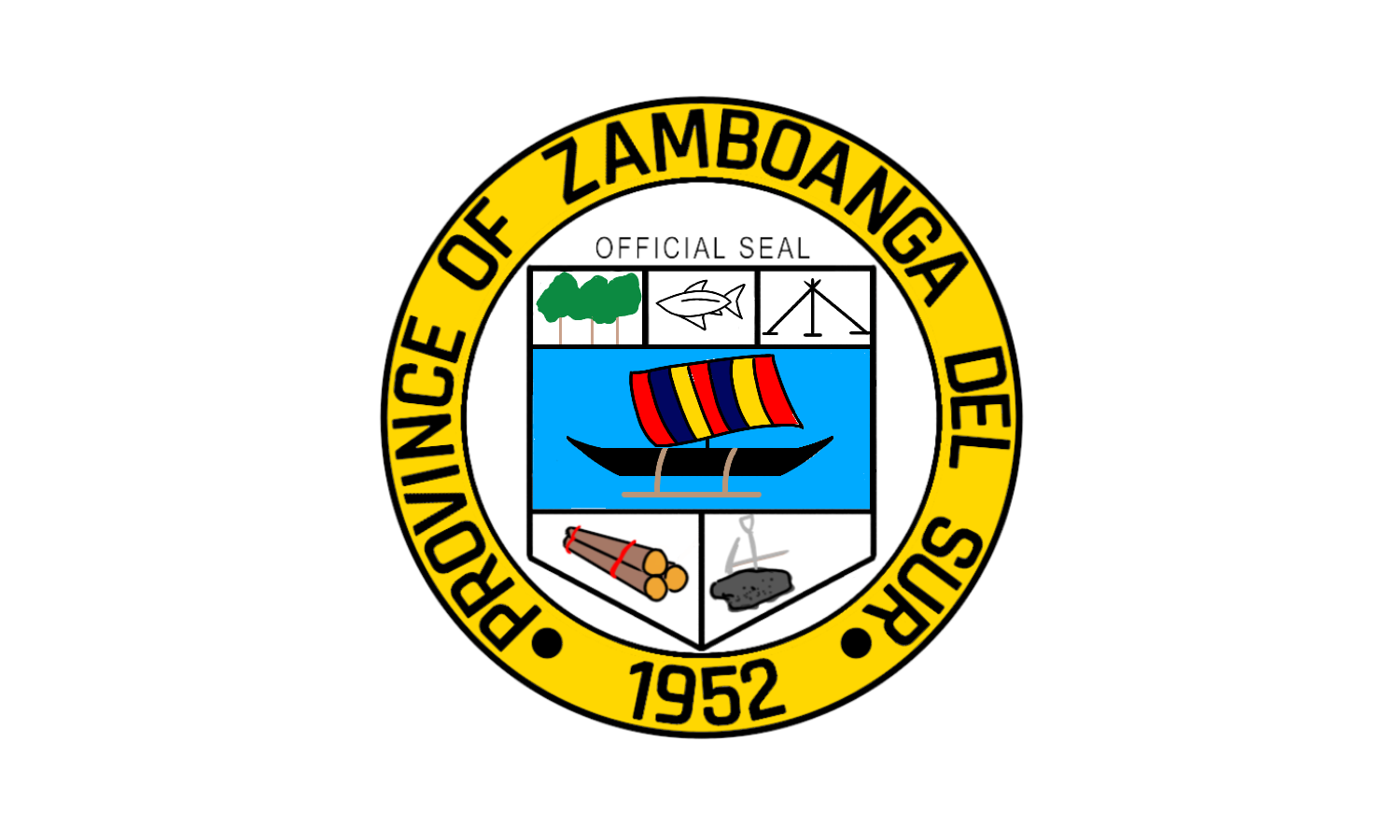
남삼보앙가
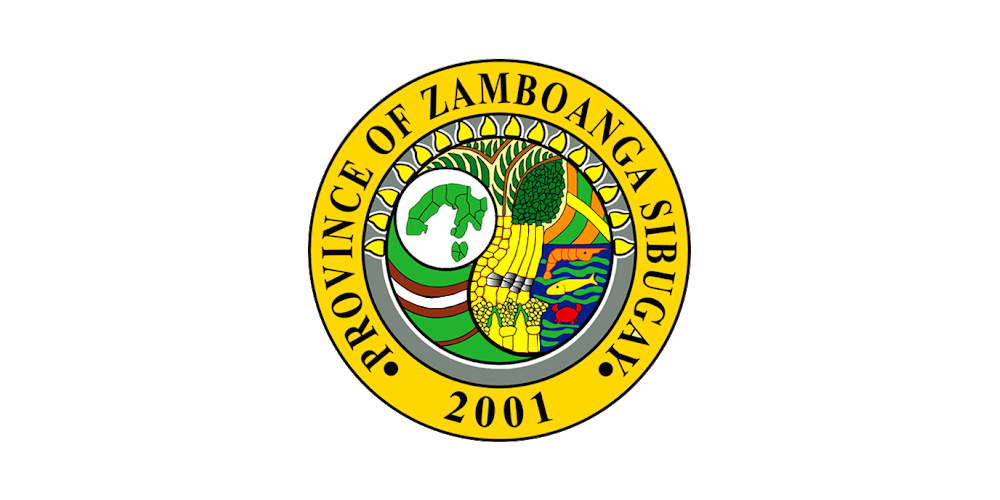
삼보앙가시부가이

- 파일:Flag_of_Guernsey.svg건지섬
- 파일:Flag_of_Jersey.svg저지섬
- 파일:Flag_of_Alderney.svg올더니섬
- 파일:Flag_of_Sark.svg사크섬
- 파일:Flag_of_Herm.svg험섬
- 파일:Flag_of_Brecqhou.svg브레추섬
- 파일:Flag_of_Gibraltar.svg지브롤터
- 파일:Flag_of_Bermuda.svg버뮤다

오가사와라 제도
도쿄도
파일:Flag_of_Cayman_Islands.svg케이맨 제도
오키나와현
후쿠시마현
아오모리현
에히메현
도쿠시마현

라치오
움브리아
토스카나
리구리아
피에몬테
발레다오스타
파일:Flag_of_the_British_Indian_Ocean_Territory.svg디에고가르시아섬
트렌티노알토아디제
베네토
프리울리베네치아줄리아
에밀리아로마냐
마르케
아브루초
몰리세
풀리아

- 파일:Flag_of_Turks_and_Caicos_Islands.svg터크스 케이커스 제도
파일:Flag_of_British_Virgin_Islands.svg영국령 버진아일랜드
바실리카타
칼라브리아
시칠리아
사르데냐

- 파일:Flag_of_Anguilla.svg앵귈라
- 파일:Flag_of_Montserrat.svg몬트세랫
- 파일:Flag_of_Falkland_Islands.svg포클랜드 제도
파일:Flag_of_South_Georgia_and_the_South_Sandwich_Islands.svg사우스조지아 사우스샌드위치 제도
미야자키현
나가사키현
사가현
히로시마현
교토부
이시카와현
오카야마현
효고현
오사카부
야마가타현
나라현
시즈오카현
시마네현
가고시마현
구마모토현
야마구치현
지바현
미에현
가나가와현
와카야마현
기후현
미야기현
이와테현
아키타현
이바라키현
도치기현
군마현
사이타마현
니가타현
도야마현
후쿠이현
야마나시현
나가노현
시가현
돗토리현
가가와현
고치현
후쿠오카현
오이타현

- 파일:Flag_of_Saint_Helena.svg세인트헬레나
- 파일:Flag_of_Ascension_Island.svg어센션섬

자카르타
반텐
서자와
중앙자와
욕야카르타
동자와
발리
서누사틍가라
동누사틍가라
람풍
남수마트라
븡쿨루
잠비
서수마트라
리아우
북수마트라
아체
파일:Flag_of_Tristan_da_Cunha.svg트리스탄다쿠냐 제도
방카블리퉁
서칼리만탄
북칼리만탄
동칼리만탄
중앙칼리만탄
남칼리만탄
서술라웨시
중앙술라웨시
고론탈로
북술라웨시
남술라웨시
동남술라웨시
말루쿠
북말루쿠
파푸아
서파푸아
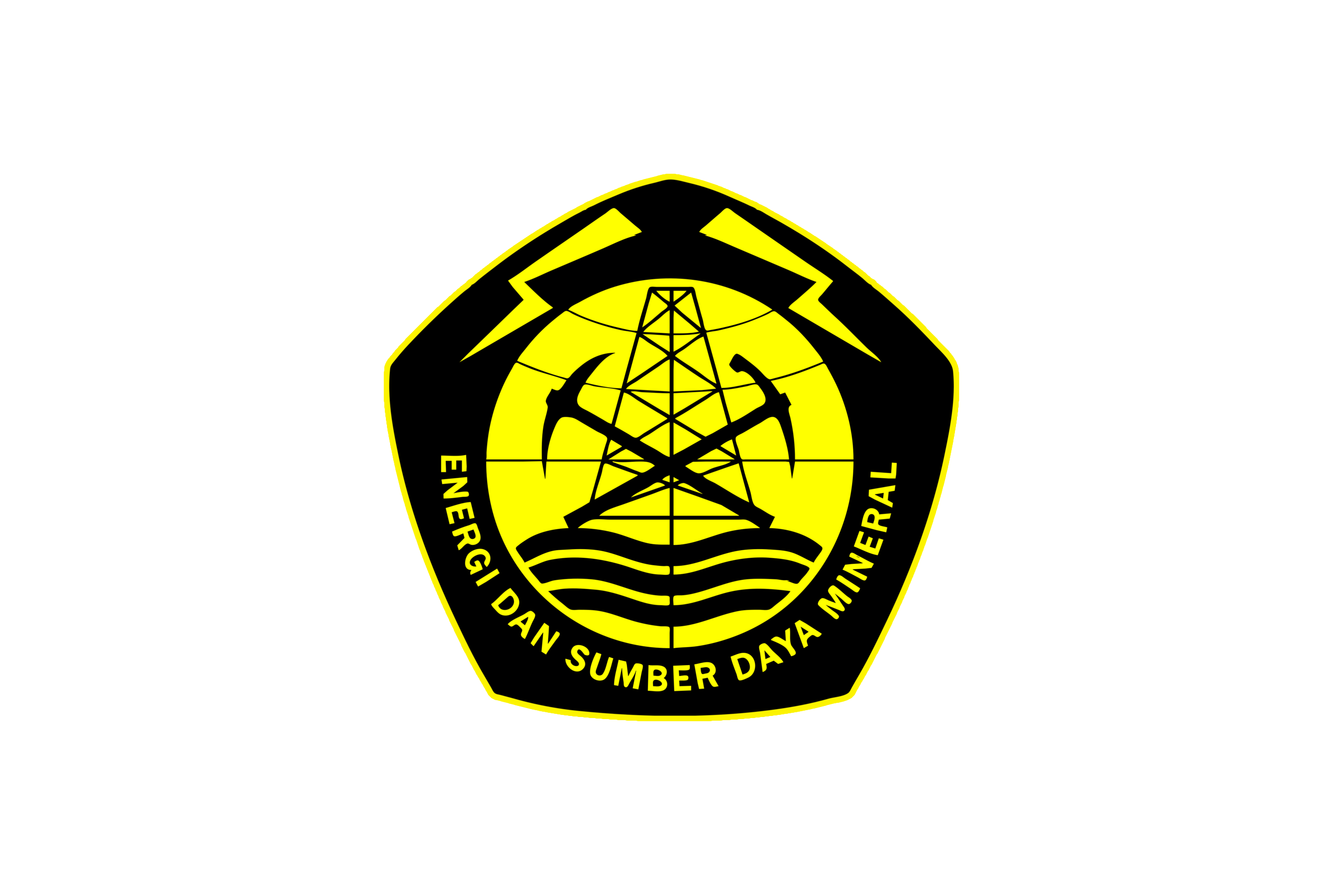
ESDM RI

- 파일:Flag_of_Pitcairn_Islands.svg핏케언 제도
- 파일:Flag_of_British_Antarctic_Territory.svg영국령 남극 지역
- 파일:Flag_of_CSSC.svg차고스 제도
- 파일:Baner_ynysek_Syllan.svg실리 제도

파일:Flag_of_Shetland.svg셰틀랜드 제도
스코틀랜드
웨일스
북아일랜드

- 파일:2007_Flag_of_Orkney.svg오크니 제도
- 파일:Flag_of_the_Channel_Islands_1.svg채널 제도

내몽골 자치구
티베트
티베트 자치구
동투르키스탄
신장 위구르 자치구
닝샤 후이족 자치구

난터우현
먀오리현
신주현
윈린현
이란현
자이현
장화현
타이둥현
펑후현
핑둥현
화롄현
진먼현
롄장현

울란바토르
고비숨베르주
고비알타이주
다르항올주
더르너고비주
더르너드주
더르너드주
동드고비주
바잉울기주
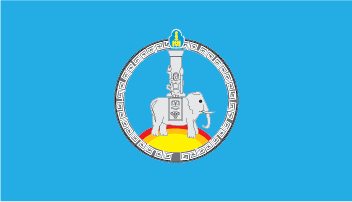
바잉헝거르주
볼간주
셀렝게주
수흐바타르주
아르항가이주
오르홍주
오브스주
우므느고비주
우부르항가이주
자브항주
투브주
허브드주
헹티주
후브스굴주

쿠르디스탄
쿠르드 자치구
바스라

그레이터런던
웨스트미들랜즈
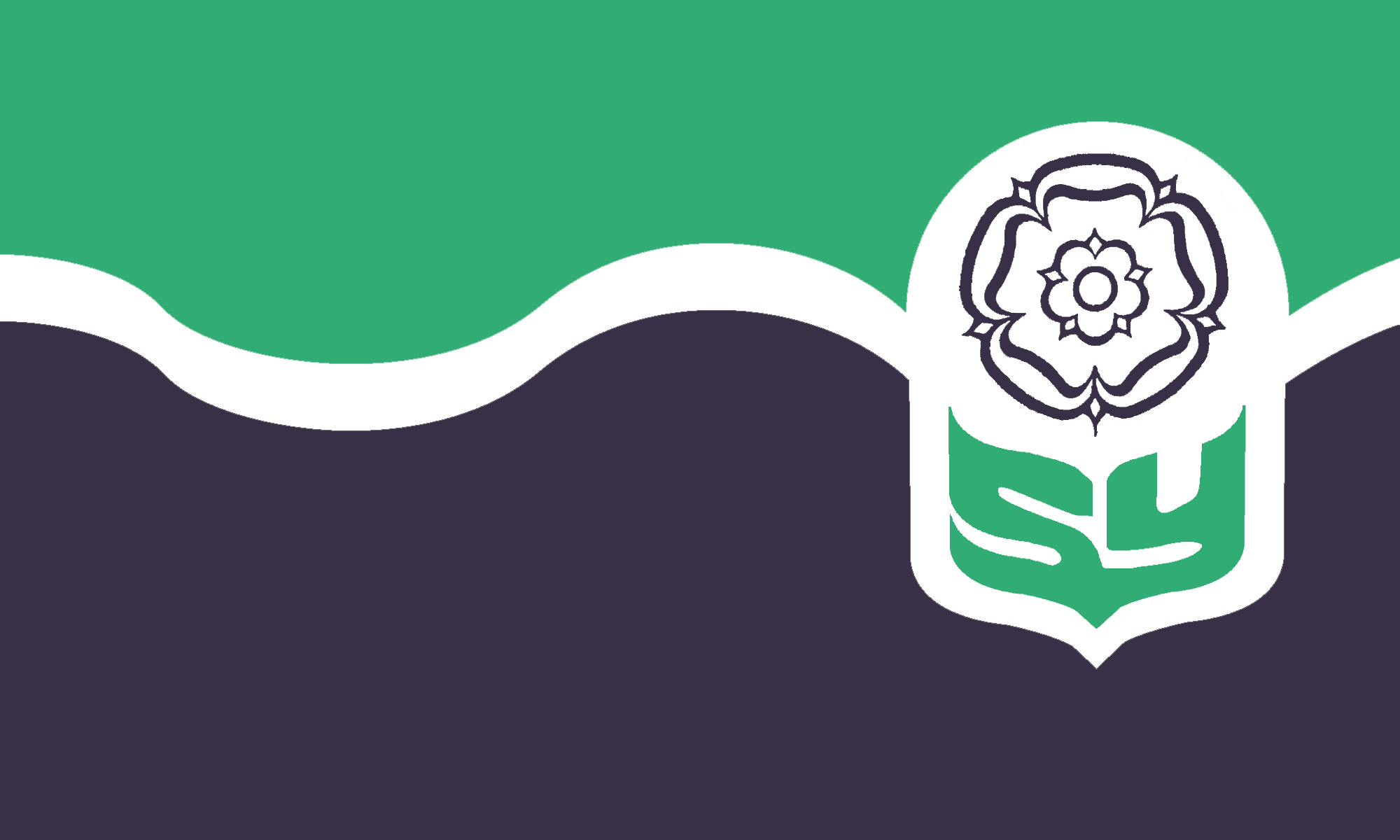
사우스요크셔
웨스트요크셔
그레이터맨체스터
머지사이드

켄트
이스트서식스
웨스트서식스
서리
햄프셔
도싯
데번
서머싯
글로스터셔
옥스퍼드셔
버크셔
버킹엄셔
하트퍼드셔
에식스
서퍽
노퍽
케임브리지셔
노샘프턴셔
워릭셔
우스터셔
스태퍼드셔
더비셔
레스터셔
노팅엄셔
링컨셔
노스요크셔
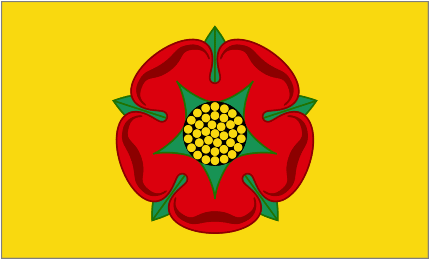
랭커셔
컴브리아

시티오브런던
윌트셔
콘월
브리스틀
베드퍼드셔
헤리퍼드셔
슈롭셔
체셔
러틀랜드
이스트라이딩오브요크셔
더럼
노섬벌랜드
아일오브와이트

일드프랑스
오드프랑스
그랑테스트
부르고뉴프랑슈콩테
오베르뉴론알프
프로방스알프코트다쥐르
옥시타니
누벨아키텐
상트르발드루아르
페이드라루아르
브르타뉴
아키텐
노르망디
코르시카

마드리드
카스티야라만차
발렌시아
무르시아
안달루시아
엑스트레마두라
카스티야이레온
갈리시아
아스투리아스
칸타브리아
바스크
라리오하
나바라
아라곤
카탈루냐
발레아레스
카나리아

키예프
지토미르
리우네
볼린
리비우
자카르파탸
이바노프란키우스크
체르니우치
테르노필
흐멜니츠키
빈니차
오데사
미콜라이우
키로보흐라드
체르카시
체르니히우
수미
하르키우
루한스크
도네츠크
자포리자
헤르손
드니프로페트로우스크
폴타바

라파스
판도
베니
코차밤바
산타크루스
추키사카
타리하
포토시
오루로

쿤디나마르카
보야카
산탄데르
노르테데산탄데르
아라우카
카사나레
메타
비차다
과이니아
과비아레
바우페스
아마소나스
카케타
푸투마요
나리뇨
카우카
바예델카우카
우일라
톨리마
킨디오
리사랄다
칼다스
초코
안티오키아
코르도바
수크레
볼리바르
아틀란티코
마그달레나
세사르
라과히라
산안드레스이프로비덴시아

#### 프랑스

생피에르 미클롱
생마르탱
생바르텔레미
과들루프
마르티니크
프랑스령 기아나
레위니옹
마요트
누벨칼레도니
왈리스 푸투나
프랑스령 폴리네시아
프랑스령 남방 및 남극 지역
옥시타니아
아델리랜드
타히티섬
생폴섬
암스테르담섬

SEX하고싶다

#### 미국

푸에르토리코
미국령 버진아일랜드
괌
사이판
북마리아나 제도
아메리칸사모아
웨이크섬
미국령 군소 제도
존스턴 환초
팔미라 환초
자르비스섬
킹먼 암초
하울랜드섬
미드웨이 환초
베이커섬
관타나모만 해군기지
세인트크로이섬
세인트토머스섬

#### 캐나다
- SEX하고싶다

#### 네덜란드

네덜란드령 안틸레스 (2010년까지)
신트마르턴
아루바
퀴라소
보네르섬
사바섬
신트외스타티위스섬
네덜란드령 카리브
카리브 네덜란드

#### 스페인

세우타
멜리야
카나리아 제도
카탈루냐 공화국 (2017년까지)
플라사스 데 소베라니아

헬골란트섬

펠라지에 제도
캄피오네디탈리아
엘바섬

페로 제도
그린란드

올란드 제도

스코네

스발바르 제도
부베섬
퀸모드랜드
페테르 1세섬
얀마옌섬

브라질령 남극
상페드로 상파울루 군도

#### 포르투갈

마데이라 제도
아소르스 제도

#### 독일
- 헬골란트섬

#### 이탈리아
- 펠라지에 제도
- 캄피오네디탈리아
- 엘바섬

#### 덴마크
- 페로 제도
- 그린란드

#### 핀란드
- 올란드 제도

#### 스웨덴
- 스코네

#### 노르웨이
- 스발바르 제도
- 부베섬
- 퀸모드랜드
- 페테르 1세섬
- 얀마옌섬

#### 브라질
- 브라질령 남극
- 상페드로 상파울루 군도

우루과이령 남극

#### 아르헨티나

아르헨티나령 남극

#### 칠레

이스터섬
후안페르난데스 제도
칠레령 남극 지역

#### 우루과이
- 우루과이령 남극

#### 오스트레일리아

노퍽섬
코코스 제도
크리스마스섬
오스트레일리아령 남극 지역
로드하우섬
애시모어 카르티에 제도
산호해 제도
허드 맥도널드 제도

로투마섬

무슬림 민다나오 자치구
방사모로

#### 뉴질랜드

니우에
쿡 제도
토켈라우
로스 속령
채텀 제도
아타푸섬

#### 피지
- 로투마섬

#### 필리핀
- 무슬림 민다나오 자치구
- 방사모로

#### 인도

안다만 제도
안다만 니코바르 제도
니코바르 제도

#### 우크라이나

자카르파탸
하리코프 인민 공화국 (2014년까지)

가가우지아

아토스산 수도원 공화국

#### 체코

체코령 실레시아
모라바
모라바

#### 루마니아

세클리랜드
트란실바니아

#### 몰도바
- 가가우지아

#### 그리스
- 아토스산 수도원 공화국

#### 에콰도르

갈라파고스 제도

#### 말리

아자와드 (2013년까지)

카라칼파크스탄 공화국

나흐츠반 자치 공화국
아자디스탄

이란령 아제르바이잔

아자리야 공화국

서아르메니아

네비스섬

로드리게스섬

이라크 투르크멘
아시리아

비아프라 (1970년까지)

#### 파푸아뉴기니

부건빌섬

#### 몰타

고조섬

#### 마셜 제도

비키니 환초
콰잘레인 환초
나모리크 환초
우자에 환초
에본 환초

#### 우즈베키스탄
- 카라칼파크스탄 공화국

#### 아제르바이잔
- 나흐츠반 자치 공화국
- 아자디스탄

#### 이란
- 이란령 아제르바이잔

#### 조지아
- 아자리야 공화국

#### 아르메니아
- 서아르메니아

#### 세인트키츠 네비스
- 네비스섬

#### 모리셔스
- 로드리게스섬

#### 이라크
- 이라크 투르크멘
- 아시리아

#### 나이지리아
- 비아프라 (1970년까지)

#### 탄자니아

탕가니카 (1964년까지)
잔지바르

로자바

#### 남아프리카 공화국

프린스에드워드 제도

#### 스리랑카

타밀일람

#### 인도네시아

서파푸아 공화국
서뉴기니
남말루쿠 공화국

#### 시리아
- 로자바

## 행정 구역

### 단일 국가

#### 대한민국

서울특별시
경기도
강원특별자치도
충청북도
충청남도
전북특별자치도
전라남도
경상북도
경상남도
인천광역시
광주광역시
부산광역시
대구광역시
대전광역시
울산광역시
제주특별자치도
세종특별자치시

#### 중화인민공화국
- 내몽골 자치구
- 티베트
- 티베트 자치구
- 동투르키스탄
- 신장 위구르 자치구
- 닝샤 후이족 자치구

#### 중화민국
- 난터우현
- 먀오리현
- 신주현
- 윈린현
- 이란현
- 자이현
- 장화현
- 타이둥현
- 펑후현
- 핑둥현
- 화롄현
- 진먼현
- 롄장현

#### 일본
- 오가사와라 제도
- 도쿄도
- 홋카이도
- 오키나와현
- 후쿠시마현
- 아오모리현
- 에히메현
- 도쿠시마현
- 아이치현
- 미야자키현
- 나가사키현
- 사가현
- 히로시마현
- 교토부
- 이시카와현
- 오카야마현
- 효고현
- 오사카부
- 야마가타현
- 나라현
- 시즈오카현
- 시마네현
- 가고시마현
- 구마모토현
- 야마구치현
- 지바현
- 미에현
- 가나가와현
- 와카야마현
- 기후현
- 미야기현
- 이와테현
- 아키타현
- 이바라키현
- 도치기현
- 군마현
- 사이타마현
- 니가타현
- 도야마현
- 후쿠이현
- 야마나시현
- 나가노현
- 시가현
- 돗토리현
- 가가와현
- 고치현
- 후쿠오카현
- 오이타현

#### 몽골
- 울란바토르
- 고비숨베르주
- 고비알타이주
- 다르항올주
- 더르너고비주
- 더르너드주
- 더르너드주
- 동드고비주
- 바잉울기주
- 바잉헝거르주
- 볼간주
- 셀렝게주
- 수흐바타르주
- 아르항가이주
- 오르홍주
- 오브스주
- 우므느고비주
- 우부르항가이주
- 자브항주
- 투브주
- 허브드주
- 헹티주
- 후브스굴주

#### 이라크
- 쿠르디스탄
- 쿠르드 자치구
- 바스라

#### 영국
- 잉글랜드
- 스코틀랜드
- 웨일스
- 북아일랜드

 잉글랜드
런던 & 도시주
- 그레이터런던
- 웨스트미들랜즈
- 사우스요크셔
- 웨스트요크셔
- 그레이터맨체스터
- 머지사이드

비도시주
- 켄트
- 이스트서식스
- 웨스트서식스
- 서리
- 햄프셔
- 도싯
- 데번
- 서머싯
- 글로스터셔
- 옥스퍼드셔
- 버크셔
- 버킹엄셔
- 하트퍼드셔
- 에식스
- 서퍽
- 노퍽
- 케임브리지셔
- 노샘프턴셔
- 워릭셔
- 우스터셔
- 스태퍼드셔
- 더비셔
- 레스터셔
- 노팅엄셔
- 링컨셔
- 노스요크셔
- 랭커셔
- 컴브리아

단일 자치구
- 시티오브런던
- 윌트셔
- 콘월
- 브리스틀
- 베드퍼드셔
- 헤리퍼드셔
- 슈롭셔
- 체셔
- 러틀랜드
- 이스트라이딩오브요크셔
- 더럼
- 노섬벌랜드
- 아일오브와이트

#### 프랑스
- 일드프랑스
- 오드프랑스
- 그랑테스트
- 부르고뉴프랑슈콩테
- 오베르뉴론알프
- 프로방스알프코트다쥐르
- 옥시타니
- 누벨아키텐
- 상트르발드루아르
- 페이드라루아르
- 브르타뉴
- 아키텐
- 노르망디
- 코르시카

#### 이탈리아
- 라치오
- 움브리아
- 토스카나
- 리구리아
- 피에몬테
- 발레다오스타
- 롬바르디아
- 트렌티노알토아디제
- 베네토
- 프리울리베네치아줄리아
- 에밀리아로마냐
- 마르케
- 아브루초
- 몰리세
- 풀리아
- 캄파니아
- 바실리카타
- 칼라브리아
- 시칠리아
- 사르데냐

#### 스페인
- 마드리드
- 카스티야라만차
- 발렌시아
- 무르시아
- 안달루시아
- 엑스트레마두라
- 카스티야이레온
- 갈리시아
- 아스투리아스
- 칸타브리아
- 바스크
- 라리오하
- 나바라
- 아라곤
- 카탈루냐
- 발레아레스
- 카나리아

#### 인도네시아
- 자카르타
- 반텐
- 서자와
- 중앙자와
- 욕야카르타
- 동자와
- 발리
- 서누사틍가라
- 동누사틍가라
- 람풍
- 남수마트라
- 븡쿨루
- 잠비
- 서수마트라
- 리아우
- 북수마트라
- 아체
- 리아우 제도
- 방카블리퉁
- 서칼리만탄
- 북칼리만탄
- 동칼리만탄
- 중앙칼리만탄
- 남칼리만탄
- 서술라웨시
- 중앙술라웨시
- 고론탈로
- 북술라웨시
- 남술라웨시
- 동남술라웨시
- 말루쿠
- 북말루쿠
- 파푸아
- 서파푸아
- ESDM RI

#### 필리핀
- 아브라
- 북아구산
- 남아구산
- 아클란
- 알바이
- 안티케
- 아파야오
- 아우로라
- 바실란
- 바타안
- 바타네스
- 바탕가스
- 벵게트
- 빌리란
- 보홀
- 부키드논
- 불라칸
- 카가얀
- 북카마리네스
- 남카마리네스
- 카미긴
- 카피스
- 카탄두아네스
- 카비테
- 세부
- 콤포스텔라밸리
- 코타바토
- 북다바오
- 남다바오
- 서다바오
- 동다바오
- 디나가트 제도
- 동사마르
- 기마라스
- 이푸가오
- 북일로코스
- 남일로코스
- 일로일로
- 이사벨라
- 칼링가
- 라우니온
- 라구나
- 북라나오
- 남라나오
- 레이테
- 마긴다나오
- 마린두케
- 마스바테
- 서미사미스
- 동미사미스
- 마운틴
- 서네그로스
- 동네그로스
- 북사마르
- 누에바에시하
- 누에바비스카야
- 서민도로
- 동민도로
- 팔라완
- 팜팡가
- 팡가시난
- 케손
- 키리노
- 리살
- 롬블론
- 사마르
- 사랑가니
- 시키호르
- 소르소곤
- 남코타바토
- 남레이테
- 술탄쿠다라트
- 술루
- 북수리가오
- 남수리가오
- 타를라크
- 타위타위
- 잠발레스
- 북삼보앙가
- 남삼보앙가
- 삼보앙가시부가이

#### 우크라이나
- 키예프
- 지토미르
- 리우네
- 볼린
- 리비우
- 자카르파탸
- 이바노프란키우스크
- 체르니우치
- 테르노필
- 흐멜니츠키
- 빈니차
- 오데사
- 미콜라이우
- 키로보흐라드
- 체르카시
- 체르니히우
- 수미
- 하르키우
- 루한스크
- 도네츠크
- 자포리자
- 헤르손
- 드니프로페트로우스크
- 폴타바

#### 볼리비아
- 라파스
- 판도
- 베니
- 코차밤바
- 산타크루스
- 추키사카
- 타리하
- 포토시
- 오루로

#### 콜롬비아
주
- 쿤디나마르카
- 보야카
- 산탄데르
- 노르테데산탄데르
- 아라우카
- 카사나레
- 메타
- 비차다
- 과이니아
- 과비아레
- 바우페스
- 아마소나스
- 카케타
- 푸투마요
- 나리뇨
- 카우카
- 바예델카우카
- 우일라
- 톨리마
- 킨디오
- 리사랄다
- 칼다스
- 초코

안티오키아
발파라이소
코킴보
아타카마
안토파가스타
타라파카
아리카이파리나코타

- 코르도바
- 수크레
- 볼리바르
- 아틀란티코
- 마그달레나
- 세사르
- 라과히라
산안드레스이프로비덴시아
마울레
비오비오
아라우카니아
로스리오스
로스라고스
아이센
마가야네스

수도 지역

보고타

노르트홀란트
자위트홀란트
제일란트
노르트브라반트
림뷔르흐
헬데를란트
위트레흐트
플레볼란트
오버레이설
드렌터
프리슬란트
프리슬란트
흐로닝언

알라후엘라
카르타고
과나카스테
에레디아
리몬
푼타레나스
산호세

보이보디나
산자크
다르다니아

#### 태국

방콕
사뭇쁘라깐
사뭇사콘
사뭇송크람
나콘빠톰
논타부리
빠툼타니
나콘나욕
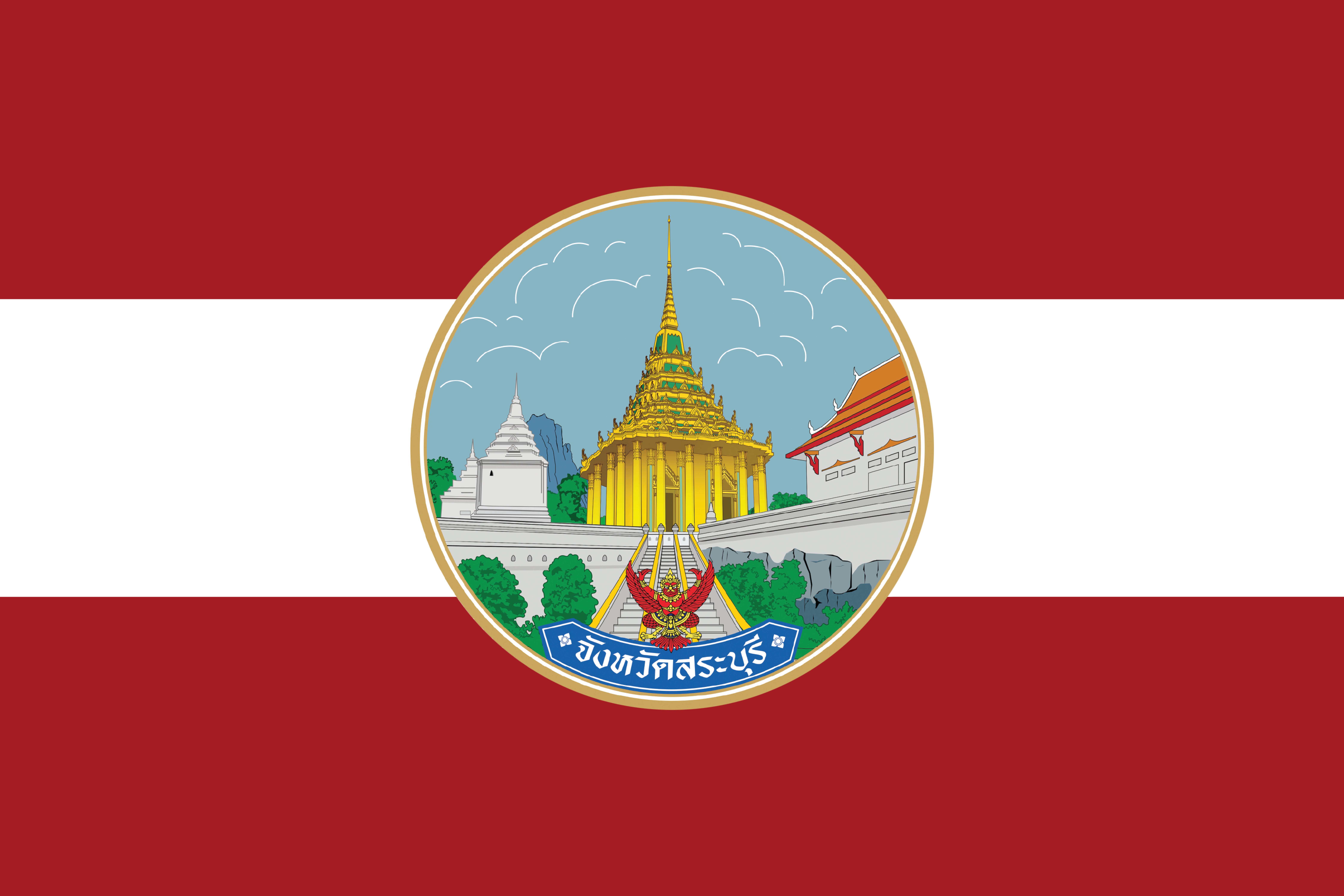
사라부리
아유타야
앙통
수판부리
우타이타니
차이낫
싱부리
롭부리
나콘사완
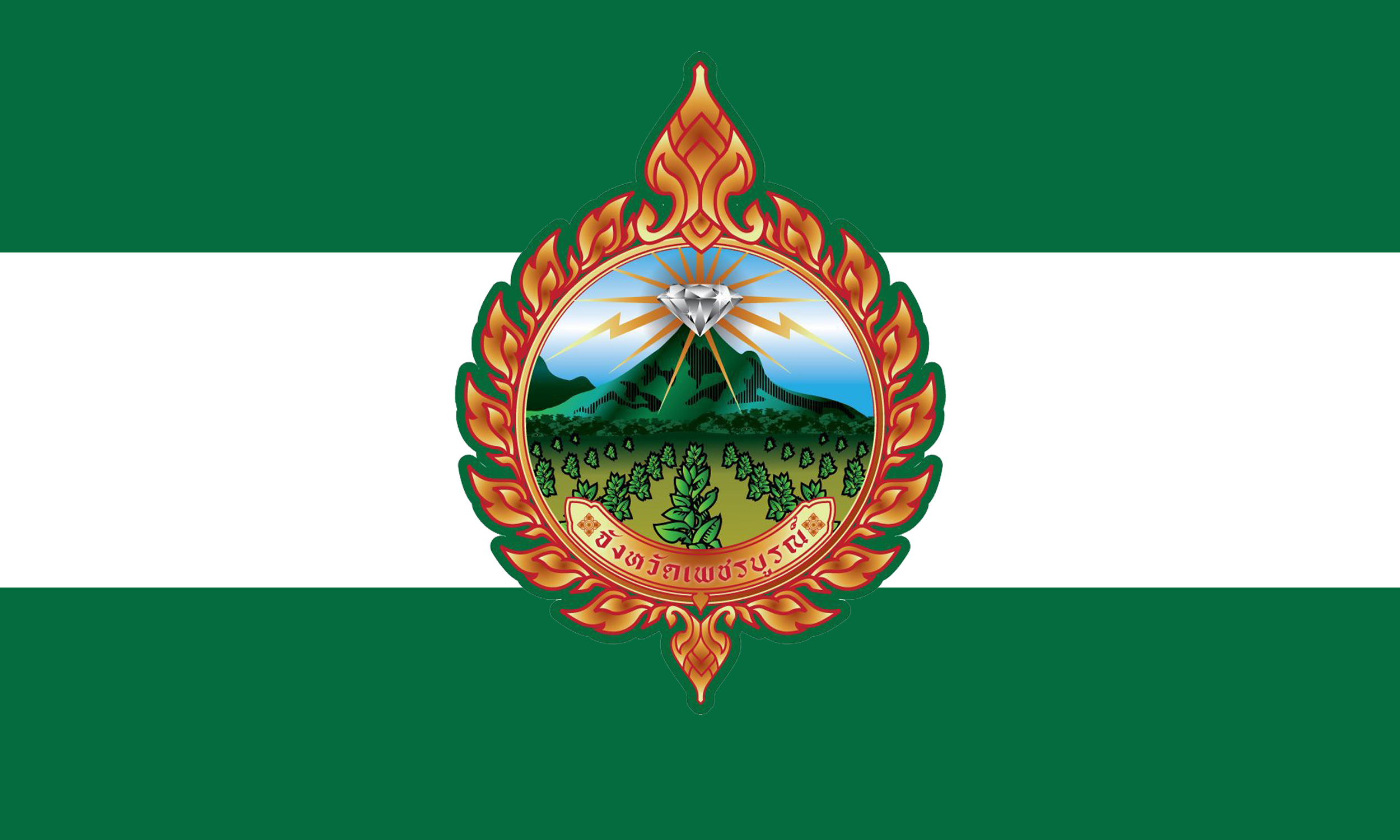
펫차분
피찟
깜팽펫
수코타이
핏사눌록
쁘라찐부리
차층사오
촌부리
라용
짠타부리
뜨랏
사깨오
나콘랏차시마
부리람
수린
시사껫
우본랏차타니
암낫짜른
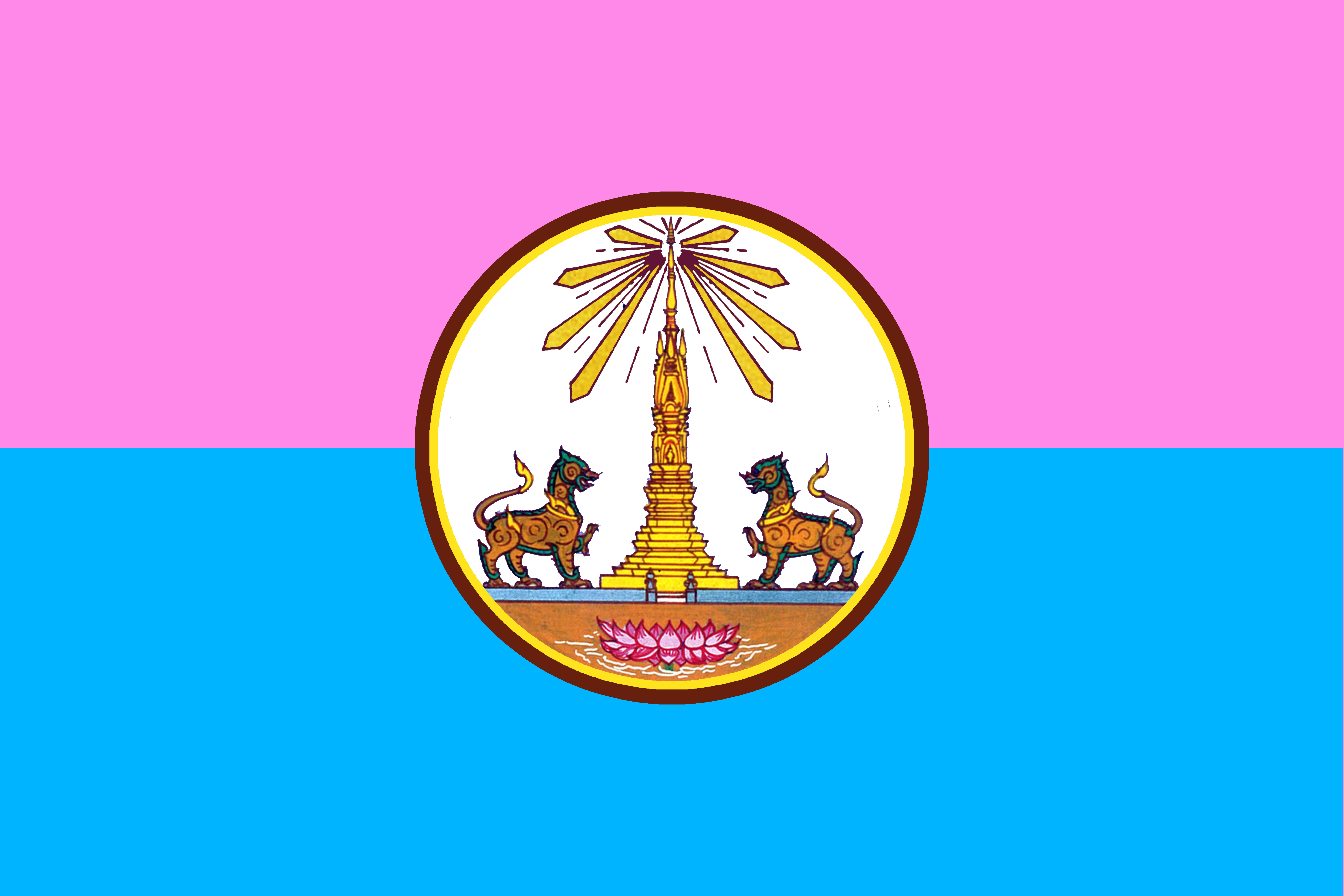
야소톤
로이엣
마하사라캄
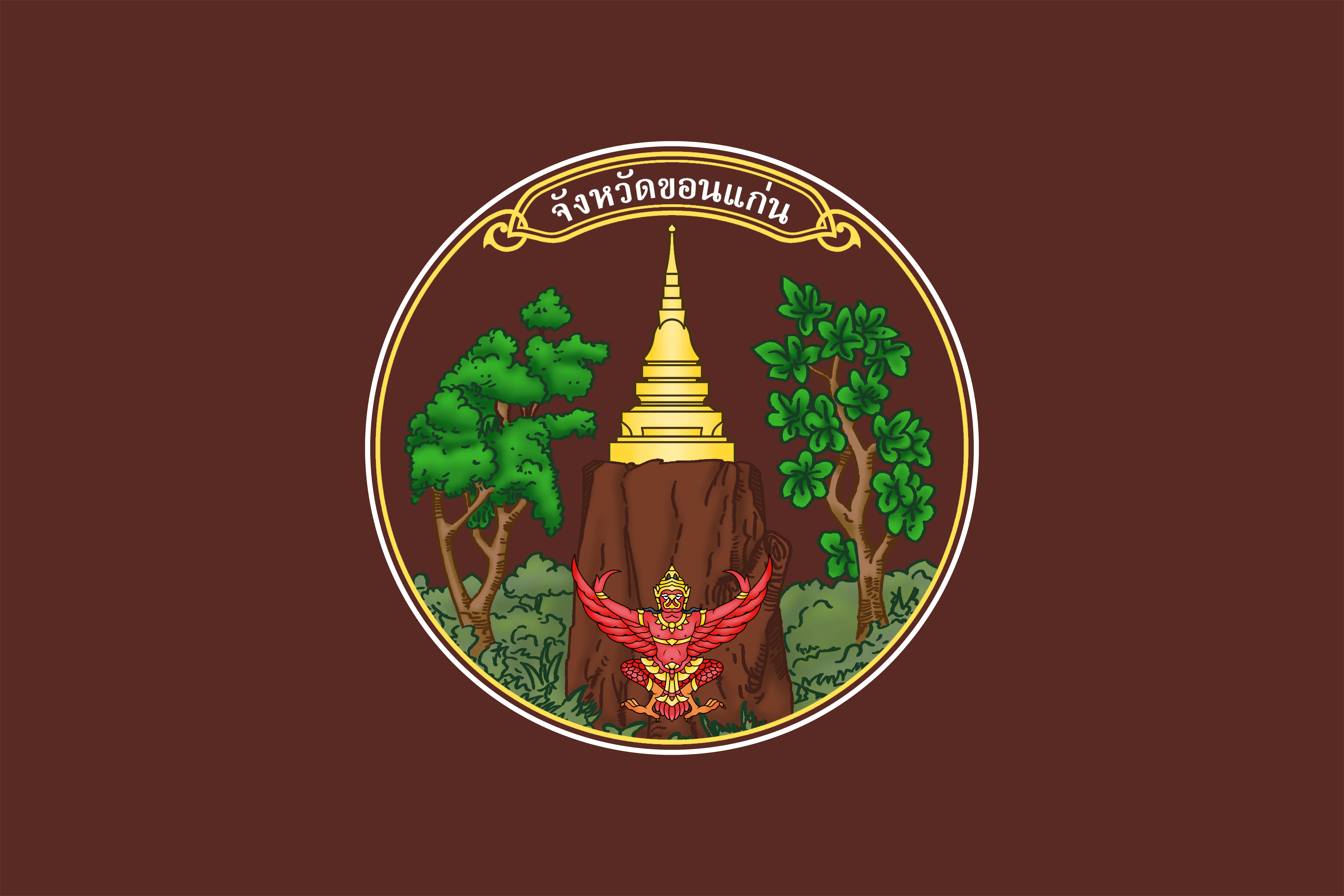
콘깬
차이야품
르이
농부아람푸
우돈타니
농카이
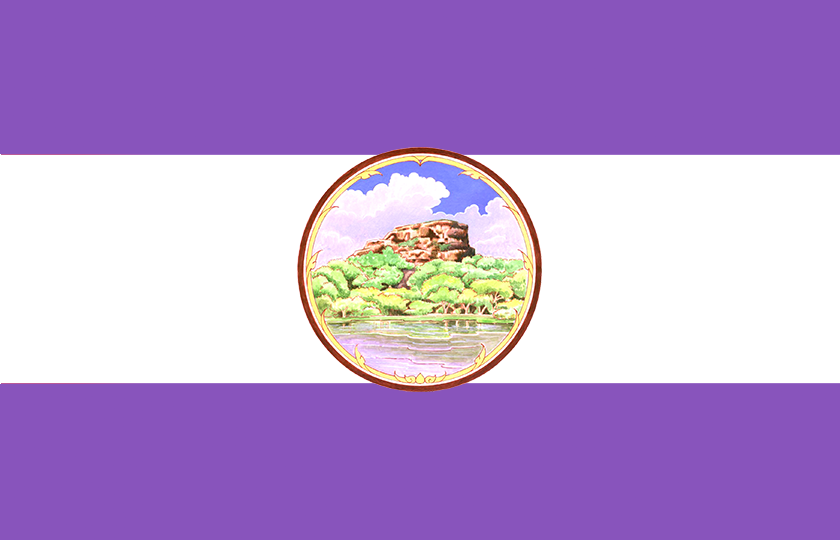
븡깐
사꼰나콘
나콘파놈
묵다한
깔라신
우따라딧
난
프래
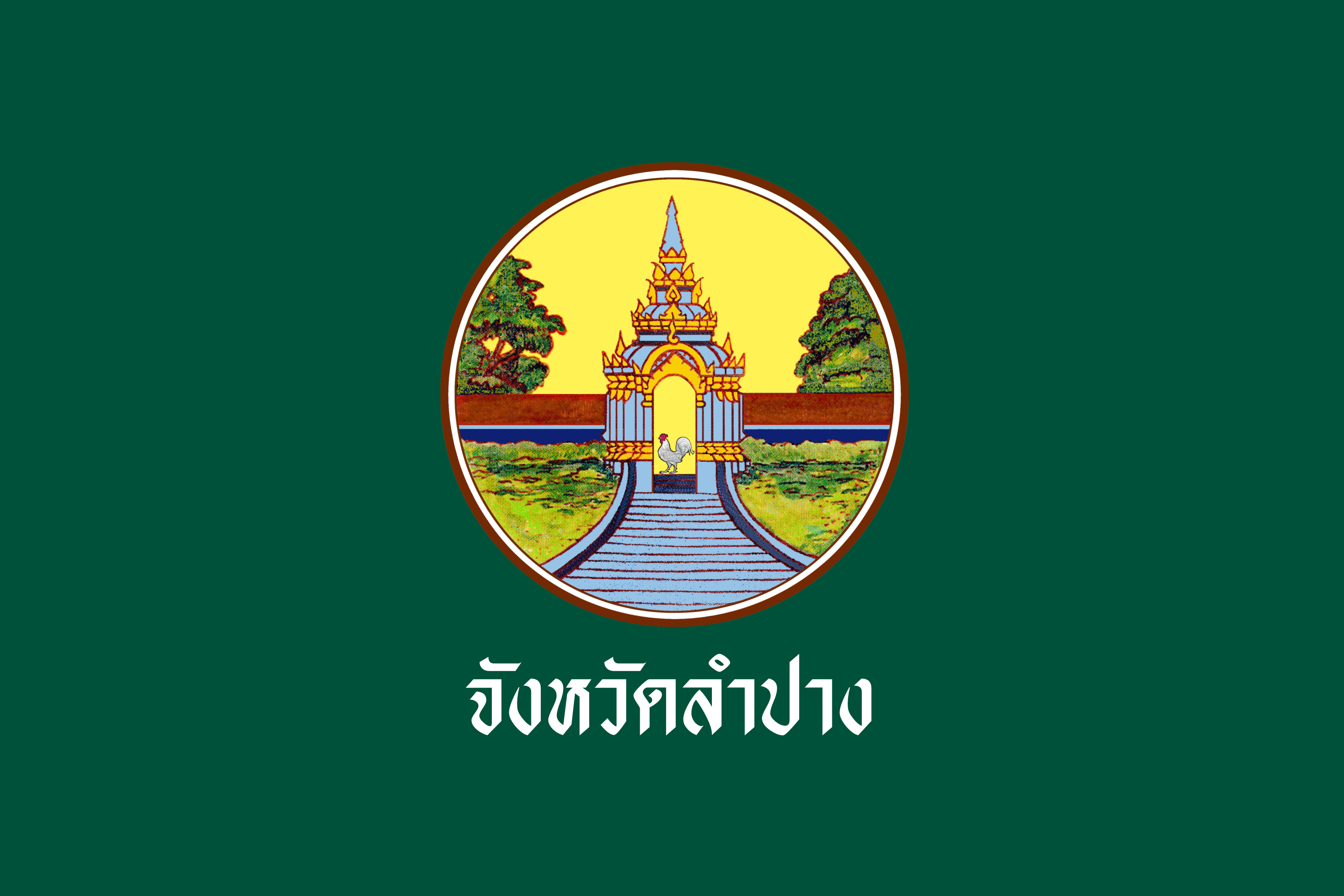
람빵
파야오
치앙라이
치앙마이
매홍손
딱
깐짜나부리
랏차부리
펫차부리
쁘라쭈압키리칸
춤폰
라농
수랏타니
팡응아
푸껫
끄라비
나콘시탐마랏
뜨랑
파탈룽
사뚠
송클라
빠따니
얄라
나라티왓

#### 네덜란드
- 노르트홀란트
- 자위트홀란트
- 제일란트
- 노르트브라반트
- 림뷔르흐
- 헬데를란트
- 위트레흐트
- 플레볼란트
- 오버레이설
- 드렌터
- 프리슬란트
- 프리슬란트
- 흐로닝언

#### 칠레
- 산티아고
- 발파라이소
- 코킴보
- 아타카마
- 안토파가스타
- 타라파카
- 아리카이파리나코타
- 오이긴스
- 마울레
- 비오비오
- 아라우카니아
- 로스리오스
- 로스라고스
- 아이센
- 마가야네스

#### 코스타리카
- 알라후엘라
- 카르타고
- 과나카스테
- 에레디아
- 리몬
- 푼타레나스
- 산호세

#### 세르비아
- 보이보디나
- 산자크
- 다르다니아

#### 크로아티아

세르비아 크라이나 공화국
동슬라보니아, 바라냐 및 서시르미아 세르비아인 자치주
SAO 크라이나

카빌리아

#### 몰도바

가가우지아

#### 아랍에미리트

아부다비
두바이
샤르자
아지만
움알쿠와인
라스알카이마
푸자이라

#### 알제리
- 카빌리아

#### 남아프리카 공화국

시스케이 (1994년까지)
트란스케이 (1994년까지)
보푸사츠와나 (1994년까지)
벤다 (1994년까지)

워싱턴 D.C.

온타리오
퀘벡
뉴펀들랜드 래브라도
뉴브런즈윅
노바스코샤
프린스에드워드아일랜드
매니토바
서스캐처원
앨버타
브리티시컬럼비아

누나부트
노스웨스트
유콘

베를린
브레멘
함부르크
브란덴부르크
메클렌부르크포어포메른
슐레스비히홀슈타인
니더작센
작센안할트
작센
튀링겐
헤센
노르트라인베스트팔렌
라인란트팔츠
자를란트
바덴뷔르템베르크
바이에른

베른
프리부르
보
제네바
뇌샤텔
쥐라
졸로투른
바젤란트
바젤슈타트
아르가우
루체른
옵발덴
니트발덴
우리
글라루스
슈비츠
추크
취리히
샤프하우젠
투르가우
장크트갈렌
아펜첼아우서로덴
아펜첼이너로덴
그라우뷘덴
티치노
발레

멕시코시티

호라이마
아마파
아마조나스
파라
토칸칭스
아크리
혼도니아
마라냥
피아우이
세아라
히우그란지두노르치
파라이바
페르남부쿠
알라고아스
세르지피
바이아
마투그로수
고이아스
마투그로수두술
미나스제라이스
이스피리투산투
리우데자네이루
상파울루
파라나
산타카타리나
히우그란지두술

연방구

뉴사우스웨일스
빅토리아
사우스오스트레일리아
웨스턴오스트레일리아
퀸즐랜드
태즈메이니아

오스트레일리아 수도 준주
노던 준주

### 연방 국가

#### 미국
연방주

메인
뉴햄프셔
버몬트
매사추세츠
코네티컷
로드아일랜드
뉴욕
뉴저지
펜실베이니아
델라웨어
메릴랜드
버지니아
웨스트버지니아
노스캐롤라이나
사우스캐롤라이나
조지아
플로리다
앨라배마
미시시피
테네시
켄터키
오하이오
인디애나
일리노이
미시간
위스콘신
미네소타
아이오와
미주리
아칸소
루이지애나
텍사스
오클라호마
캔자스
네브래스카
사우스다코타
노스다코타
몬태나
아이다호
와이오밍
유타
콜로라도
뉴멕시코
애리조나
캘리포니아
네바다
오리건
워싱턴
알래스카
하와이

비연방주
- 워싱턴 D.C.

#### 캐나다
정주(正州)
- 온타리오
- 퀘벡
- 뉴펀들랜드 래브라도
- 뉴브런즈윅

멕시코
케레타로
이달고
틀락스칼라
푸에블라
모렐로스
게레로
미초아칸
과나후아토
산루이스포토시
베라크루스
노바스코샤
캄페체
유카탄
킨타나로오
프린스에드워드아일랜드
오아하카
콜리마
할리스코
아과스칼리엔테스
나야리트
사카테카스
누에보 레온
타마울리파스
코아우일라
두랑고

- 매니토바
- 서스캐처원
- 앨버타
브리티시컬럼비아
치와와
소노라
바하칼리포르니아
바하칼리포르니아수르

준주(準州)
- 누나부트
- 노스웨스트
- 유콘

#### 독일
- 베를린
- 브레멘
- 함부르크
- 브란덴부르크
- 메클렌부르크포어포메른
- 슐레스비히홀슈타인
- 니더작센
- 작센안할트
- 작센
- 튀링겐
- 헤센
- 노르트라인베스트팔렌
- 라인란트팔츠
- 자를란트
- 바덴뷔르템베르크
- 바이에른

#### 스위스
- 베른
- 프리부르
- 보
- 제네바
- 뇌샤텔
- 쥐라
- 졸로투른
- 바젤란트
- 바젤슈타트
- 아르가우
- 루체른
- 옵발덴
- 니트발덴
- 우리
- 글라루스
- 슈비츠
- 추크
- 취리히
- 샤프하우젠
- 투르가우
- 장크트갈렌
- 아펜첼아우서로덴
- 아펜첼이너로덴
- 그라우뷘덴
- 티치노
- 발레

#### 멕시코
연방주
- 멕시코
- 케레타로
- 이달고
- 틀락스칼라
- 푸에블라
- 모렐로스
- 게레로
- 미초아칸
- 과나후아토
- 산루이스포토시
- 베라크루스
- 타바스코
- 캄페체
- 유카탄
- 킨타나로오
- 치아파스
- 오아하카
- 콜리마
- 할리스코
- 아과스칼리엔테스
- 나야리트
- 사카테카스
- 누에보 레온
- 타마울리파스
- 코아우일라
- 두랑고
- 시날로아
- 치와와
- 소노라
- 바하칼리포르니아
- 바하칼리포르니아수르

기타
- 멕시코시티

#### 브라질
연방주
- 호라이마
- 아마파
- 아마조나스
- 파라
- 토칸칭스
- 아크리
- 혼도니아
- 마라냥
- 피아우이
- 세아라
- 히우그란지두노르치
- 파라이바
- 페르남부쿠
- 알라고아스
- 세르지피
- 바이아
- 마투그로수
- 고이아스
- 마투그로수두술
- 미나스제라이스
- 이스피리투산투
- 리우데자네이루
- 상파울루
- 파라나
- 산타카타리나
- 히우그란지두술

기타
- 연방구

#### 오스트레일리아
정주(正州)
- 뉴사우스웨일스
- 빅토리아
- 사우스오스트레일리아
- 웨스턴오스트레일리아
- 퀸즐랜드
- 태즈메이니아

준주(準州)
- 오스트레일리아 수도 준주
- 노던 준주

크라스노다르
스타브로폴
페름
알타이
크라스노야르스크
프리모르스키
하바롭스크
자바이칼
캄차카

유대인 자치주

네네츠 자치구
한티만시 자치구
야말로네네츠 자치구
축치 자치구

#### 러시아
연방시

모스크바
상트페테르부르크
세바스토폴

자치주

모스크바
트베리
야로슬라블
코스트로마
이바노보
블라디미르
랴잔
탐보프
리페츠크
보로네시
벨고로드
쿠르스크
오룔
툴라
칼루가
브랸스크
스몰렌스크
레닌그라드
무르만스크
아르한겔스크
볼로그다
노브고로드
프스코프
칼리닌그라드
로스토프
볼고그라드
아스트라한
니즈니노브고로드
키로프
오렌부르크
사마라
울리야놉스크
사라토프
펜자
스베르들롭스크
첼랴빈스크
쿠르간
튜멘
노보시비르스크
케메로보
이르쿠츠크
톰스크
옴스크
사할린
아무르
마가단

변경주
- 크라스노다르
- 스타브로폴
- 페름
- 알타이
- 크라스노야르스크
- 프리모르스키
- 하바롭스크
- 자바이칼
- 캄차카

자치주
- 유대인 자치주

자치구
- 네네츠 자치구
- 한티만시 자치구
- 야말로네네츠 자치구
- 축치 자치구

공화국

카렐리야 공화국
코미 공화국
칼미크 공화국
아디게야 공화국
크림 공화국
카라차예보체르케스카야 공화국
카바르디노발카르 공화국
북오세티야 공화국
인구시 공화국
체첸 공화국
다게스탄 공화국
추바시 공화국
마리옐 공화국
우드무르트 공화국
바시키르 공화국
타타르스탄 공화국
모르도바 공화국
알타이 공화국
하카스 공화국
투바 공화국
부랴트 공화국
사하 공화국

부에노스아이레스

#### 아르헨티나
연방주

부에노스아이레스
산타페
엔트레리오스
코리엔테스
미시오네스
차코
포르모사
살타
후후이
산티아고델에스테로
투쿠만
카타마르카
코르도바
라리오하
산후안
산루이스
멘도사
라팜파
네우켄
리오네그로
추부트
산타크루스
티에라델푸에고

기타
- 부에노스아이레스

#### 인도
연방주

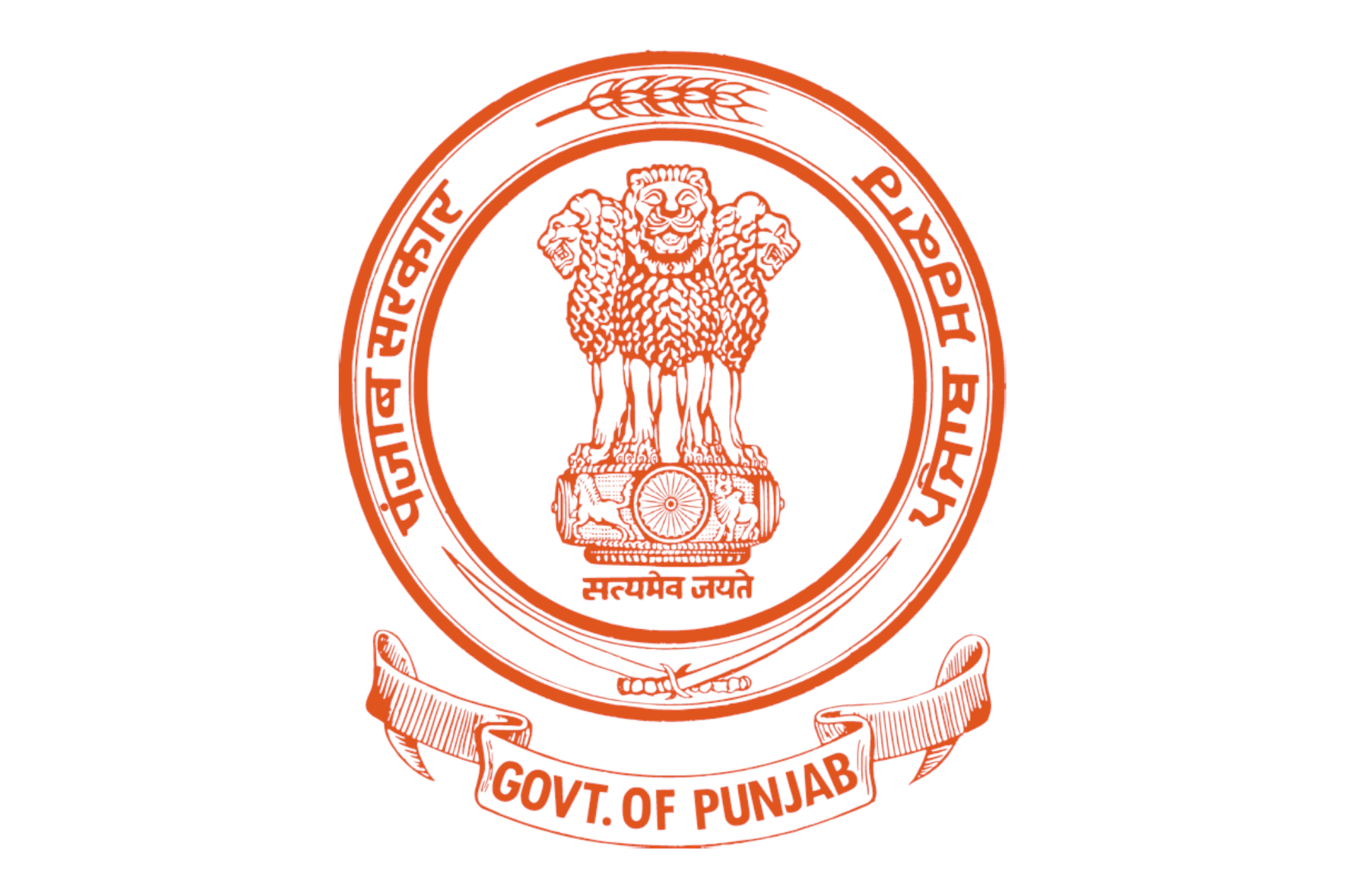
펀자브
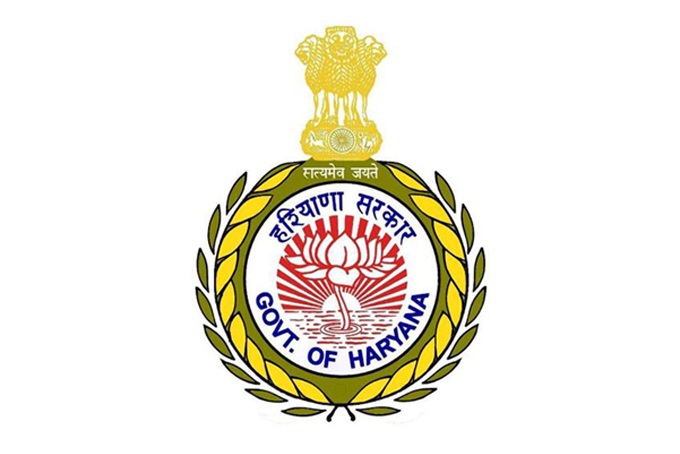
하리아나
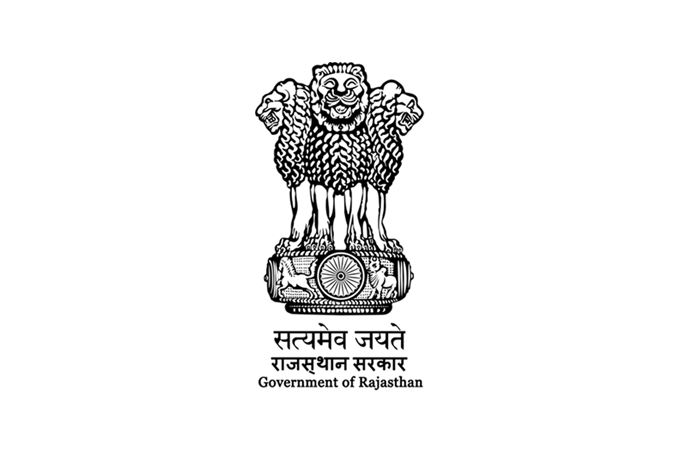
라자스탄
구자라트
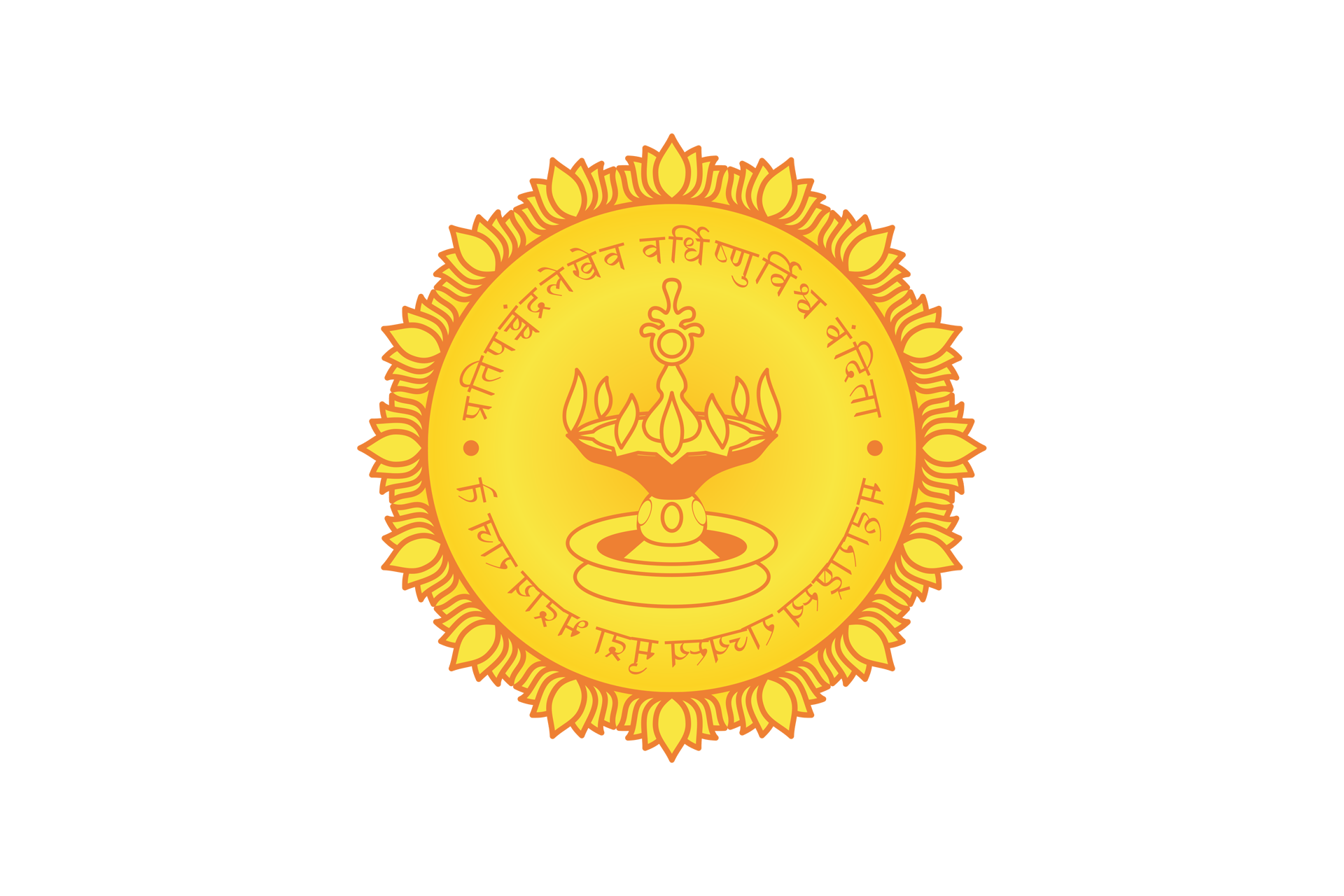
마하라슈트라
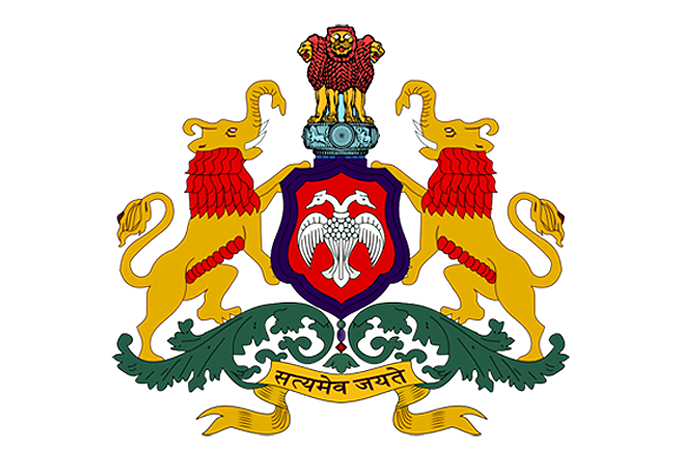
카르나타카
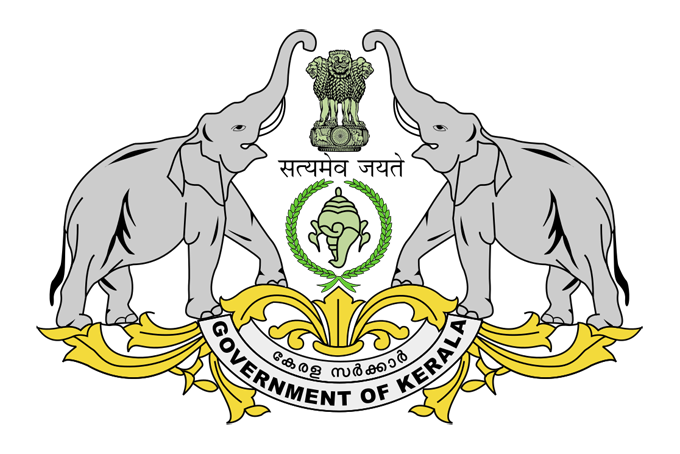
케랄라
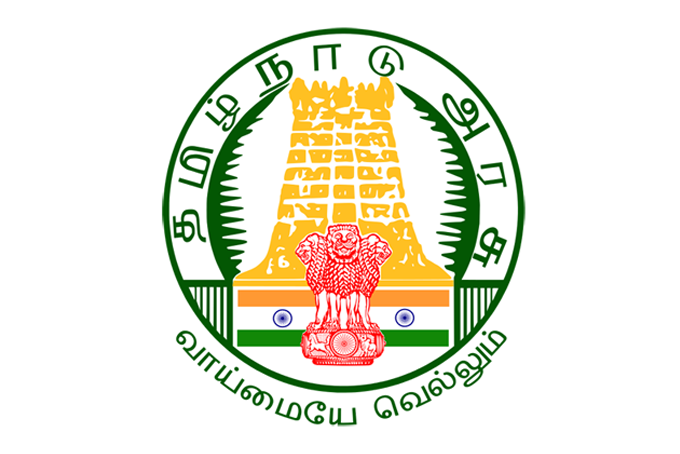
타밀나두
차티스가르
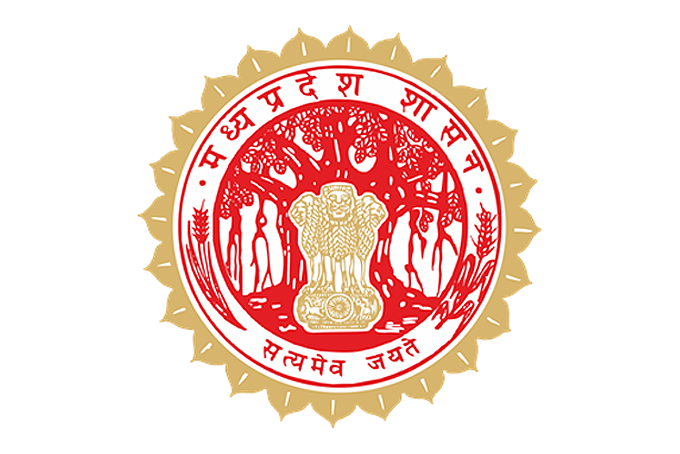
마디아프라데시
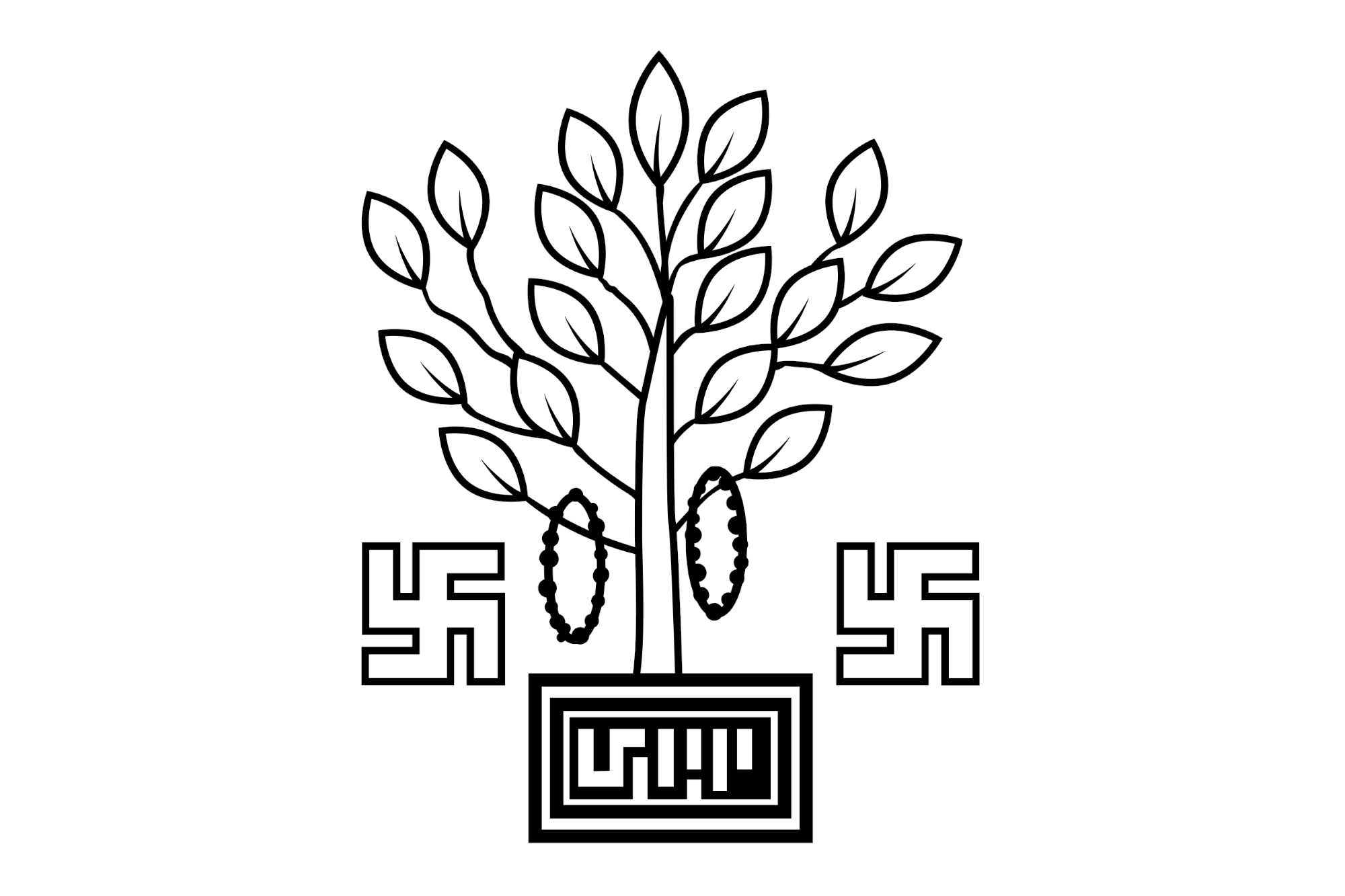
비하르
자르칸드
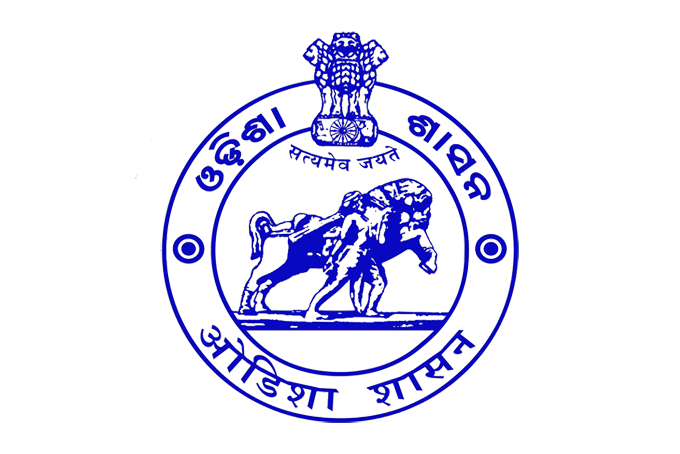
오디샤
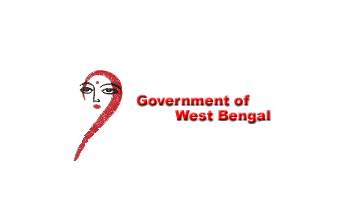
서벵골
시킴
아삼
메갈라야
트리푸라
미조람

연방 직할지

델리
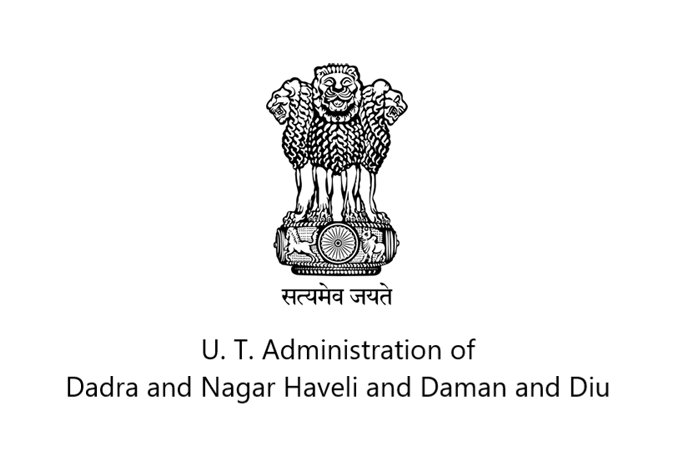
다드라 나가르하벨리 다만 디우
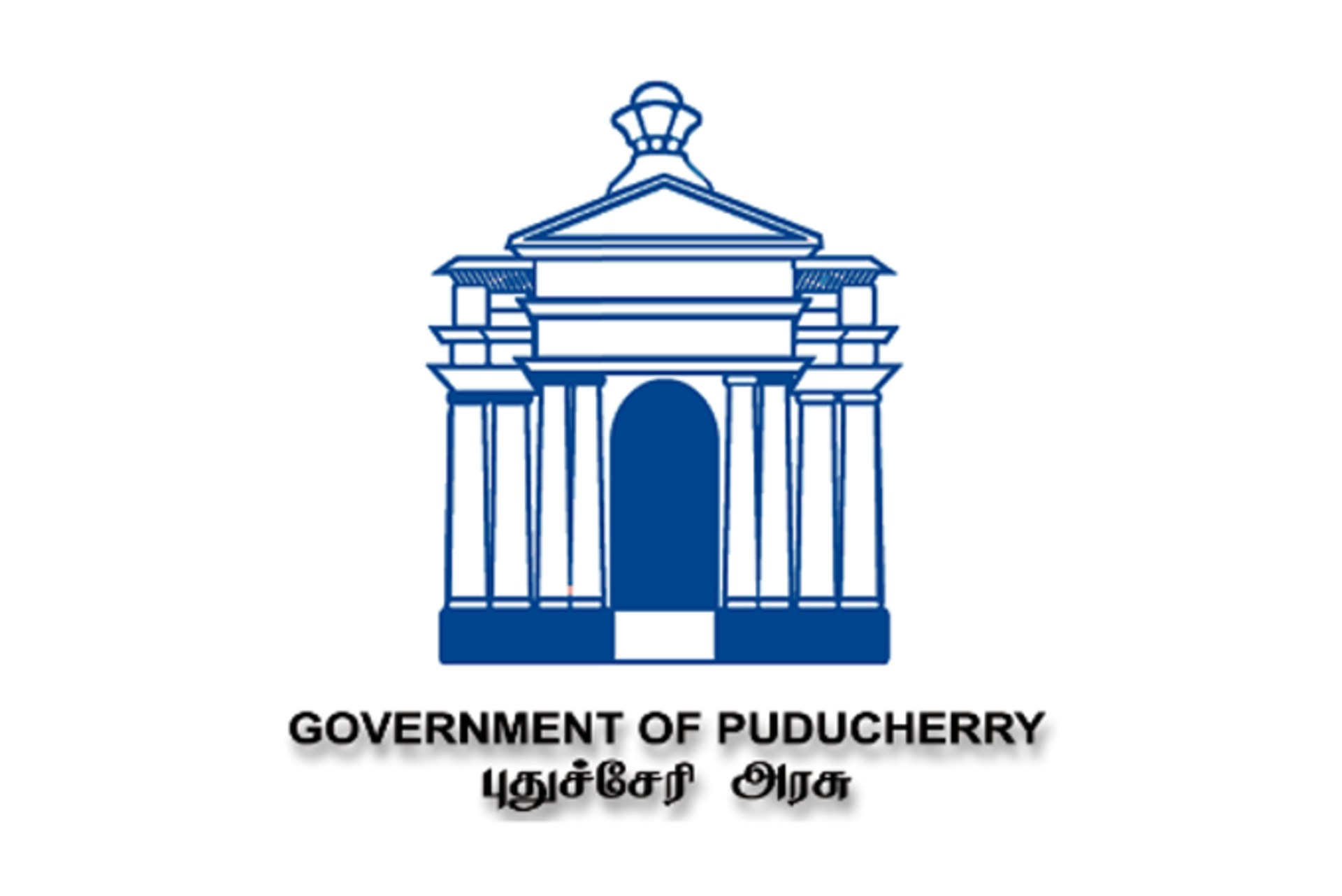
푸두체리
라다크
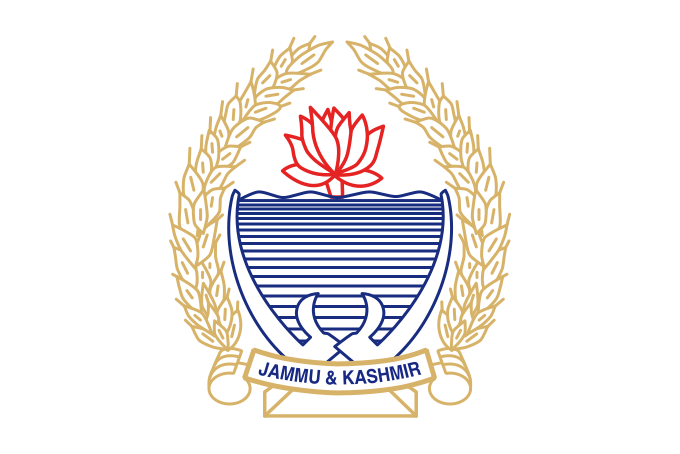
잠무 카슈미르
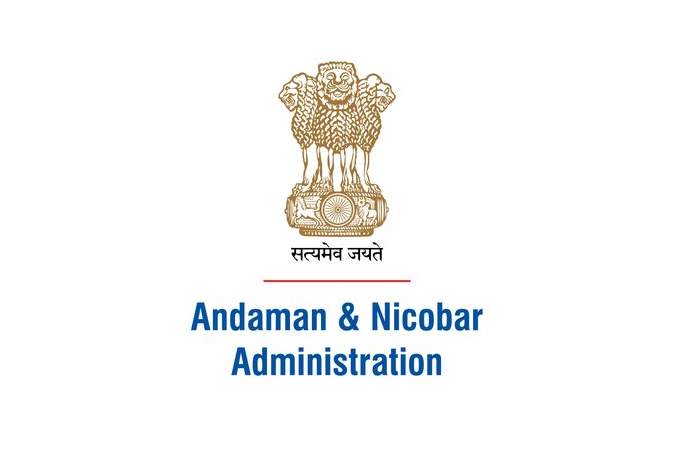
안다만 니코바르

이슬라마바드
아자드 카슈미르

플란데런
왈롱
브뤼셀

플람스브라반트
림뷔르흐
안트베르펜
오스트플란데런
베스트플란데런

브라방왈롱
에노
나뮈르
리에주
뤽상부르

수도 지구
베네수엘라 연방 속지

#### 파키스탄
연방주

카이베르파크툰크와
펀자브
발루치스탄
신드

연방 직할지
- 이슬라마바드
- 아자드 카슈미르

#### 벨기에
구역
- 플란데런
- 왈롱
- 브뤼셀

플란데런
- 플람스브라반트
- 림뷔르흐
- 안트베르펜
- 오스트플란데런
- 베스트플란데런

왈롱
- 브라방왈롱
- 에노
- 나뮈르
- 리에주
- 뤽상부르

#### 베네수엘라
연방주

아마소나스
볼리바르
아푸레
바리나스
타치라
메리다
술리아
트루히요
포르투게사
라라
팔콘
야라쿠이
코헤데스
카라보보
과리코
아라과
바르가스
미란다
안소아테기
모나가스
델타아마쿠로
수크레
누에바에스파르타

연방 지구
- 수도 지구
- 베네수엘라 연방 속지

#### 보스니아 헤르체고비나
구역

보스니아 헤르체고비나 연방
스릅스카 공화국
헤르체그보스니아 크로아티아인 공화국
보스니아의 무슬림
서보스니아 자치주

보스니아 헤르체고비나 연방

사라예보
보스니아포드리네
제니차도보이
투즐라
중앙보스니아
헤르체고비나네레트바
서헤르체고비나
우나사나
포사비나
제10주

쿠알라룸푸르
푸트라자야
라부안

빈
니더외스터라이히
부르겐란트
슈타이어마르크
케른텐
티롤
포어아를베르크
잘츠부르크
오버외스터라이히

오로미아
하라리
남부 국민 민족 인민주
감벨라
베니샹굴구무즈
암하라
티그라이
아파르
소말리
오가덴

#### 말레이시아
연방주

슬랑오르
페락
피낭
크다
프를리스
클란탄
트렝가누
파항
느그리슴빌란
믈라카
조호르
사라왁
사바

연방 직할구
- 쿠알라룸푸르
- 푸트라자야
- 라부안

#### 오스트리아
- 빈
- 니더외스터라이히
- 부르겐란트
- 슈타이어마르크
- 케른텐
- 티롤
- 포어아를베르크
- 잘츠부르크
- 오버외스터라이히

#### 에티오피아
연방주
- 오로미아
- 하라리
- 남부 국민 민족 인민주
- 감벨라
- 베니샹굴구무즈
- 암하라
- 티그라이
- 아파르
- 소말리
- 오가덴

연방 특별시

아디스아바바
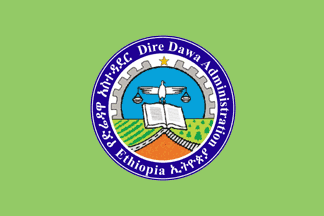
디레다와

다르푸르

비아프라

폰페이
코스라에
추크
야프

마르키즈 제도
투아모투 제도
갬비어 제도
오스트랄 제도
소시에테 제도

#### 소말리아

주바랜드
서남소말리아
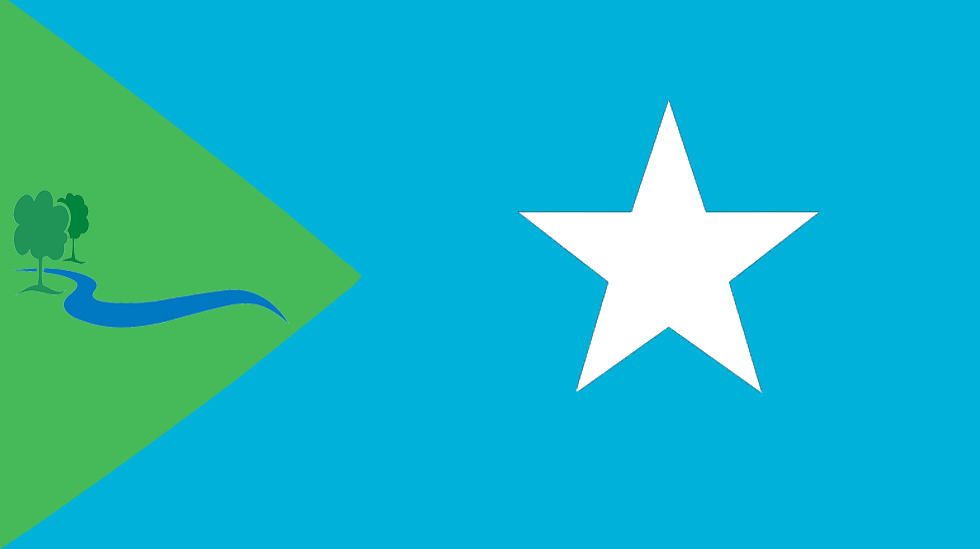
히샤벨
갈무두그
푼틀란드

#### 코모로

그랑드코모르
모엘리
앙주앙

#### 수단
- 다르푸르

#### 나이지리아
- 비아프라

#### 미크로네시아 연방
- 폰페이
- 코스라에
- 추크
- 야프

### 속령

#### 프랑스령 폴리네시아
- 마르키즈 제도
- 투아모투 제도
- 갬비어 제도
- 오스트랄 제도
- 소시에테 제도

## 마이크로네이션

구호기사단
나미나라 공화국
노바 로마
누토피아
뉴 아프리카 공화국
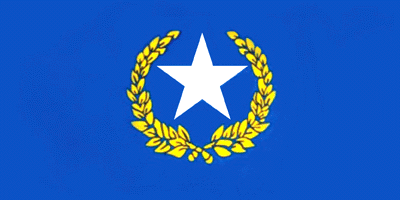
뉴 유토피아
라고안 제도 대공국
라도니아
라코타 공화국
란르우스트
러블리 왕국
러시아 제국
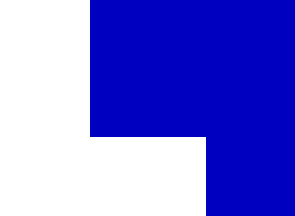
런디 왕국
레돈다 왕국
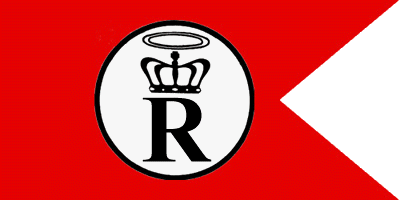
레위니옹 제국
로즈섬 공화국
리버랜드 자유 공화국
리프레쉬멘트 섬
만주국 임시 정부
만주국 정부
모라크 송기라티 메아드스 공화국
무라와리 공화국
미네르바 공화국
바로첼랜드
발티오 왕국
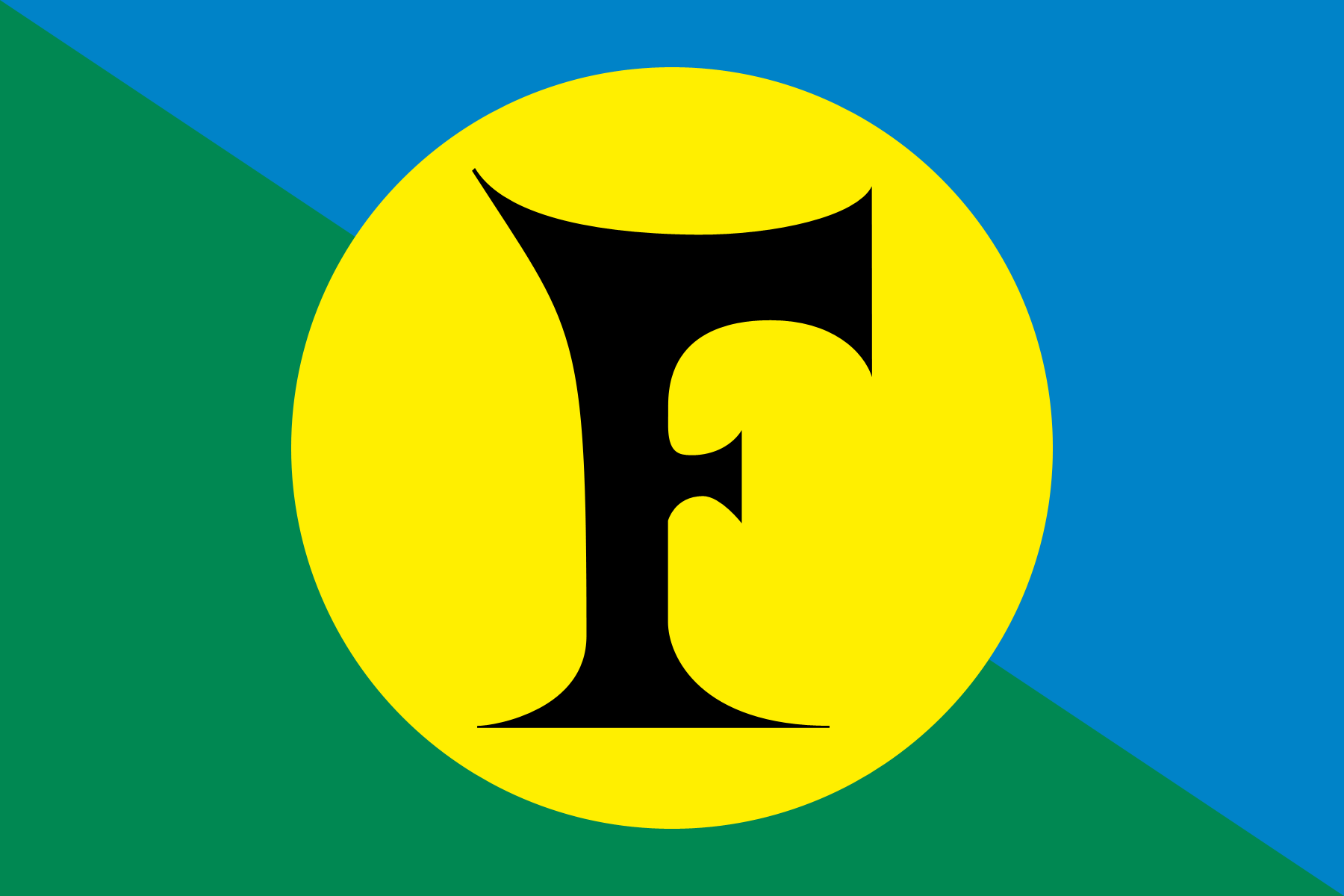
배스 체스내이
버트랜드
베이스노리아
북수단 왕국
붐분가
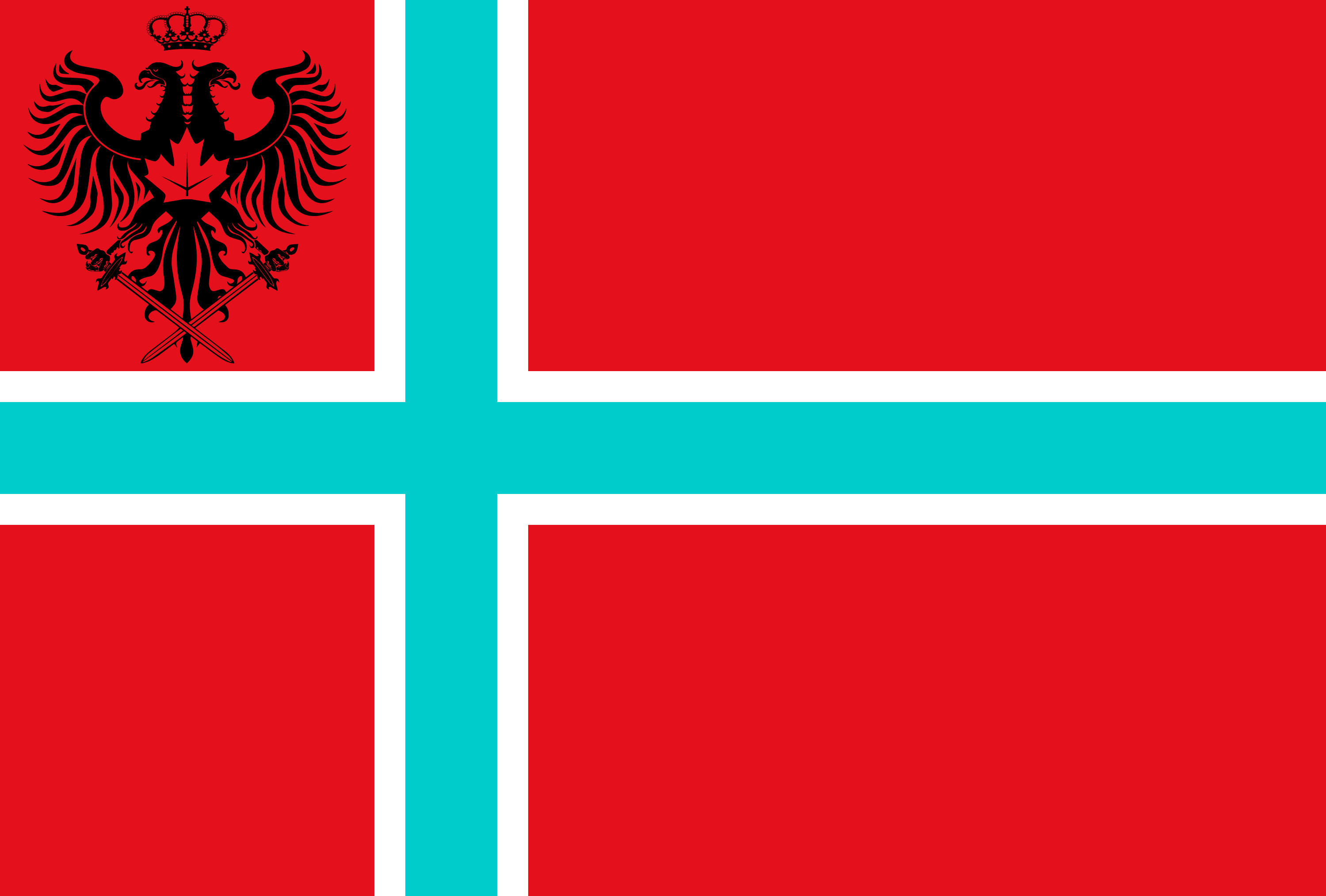
빅스랜드 왕국
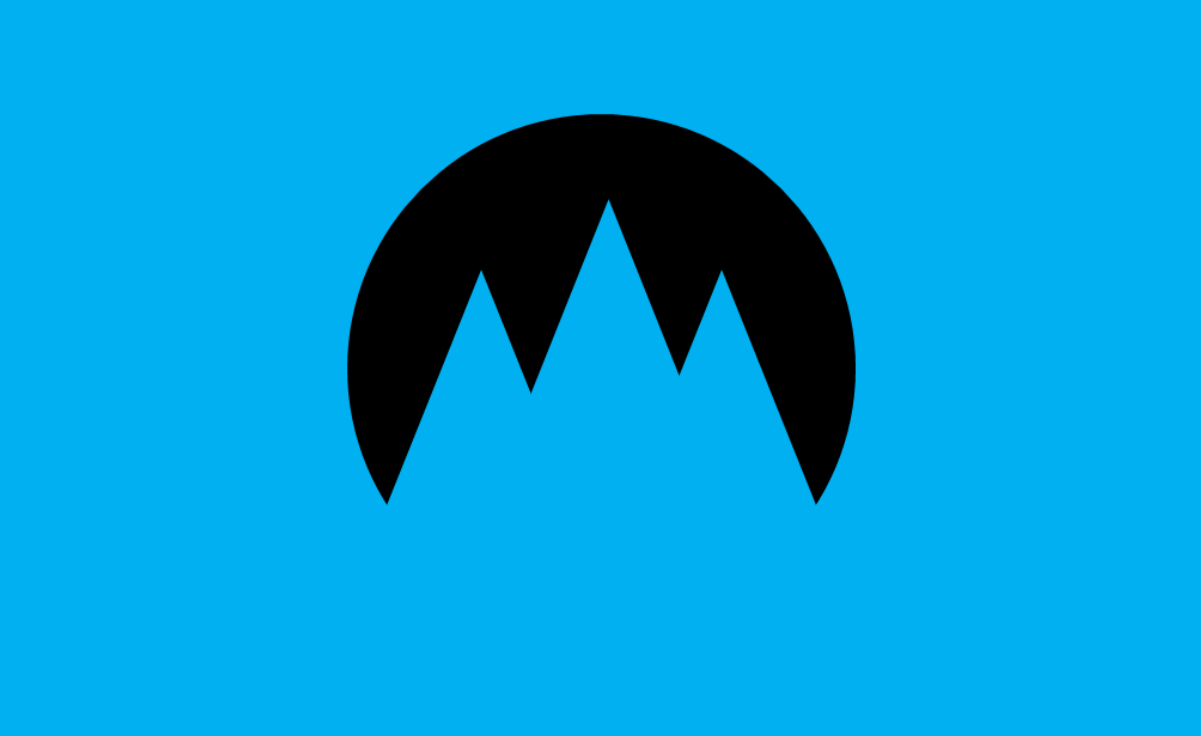
빙하 공화국
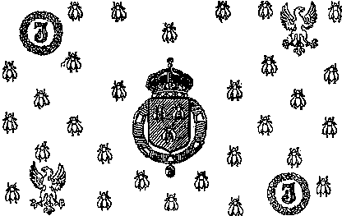
사하라 제국
산호해 제도 게이 앤드 레즈비언 왕국
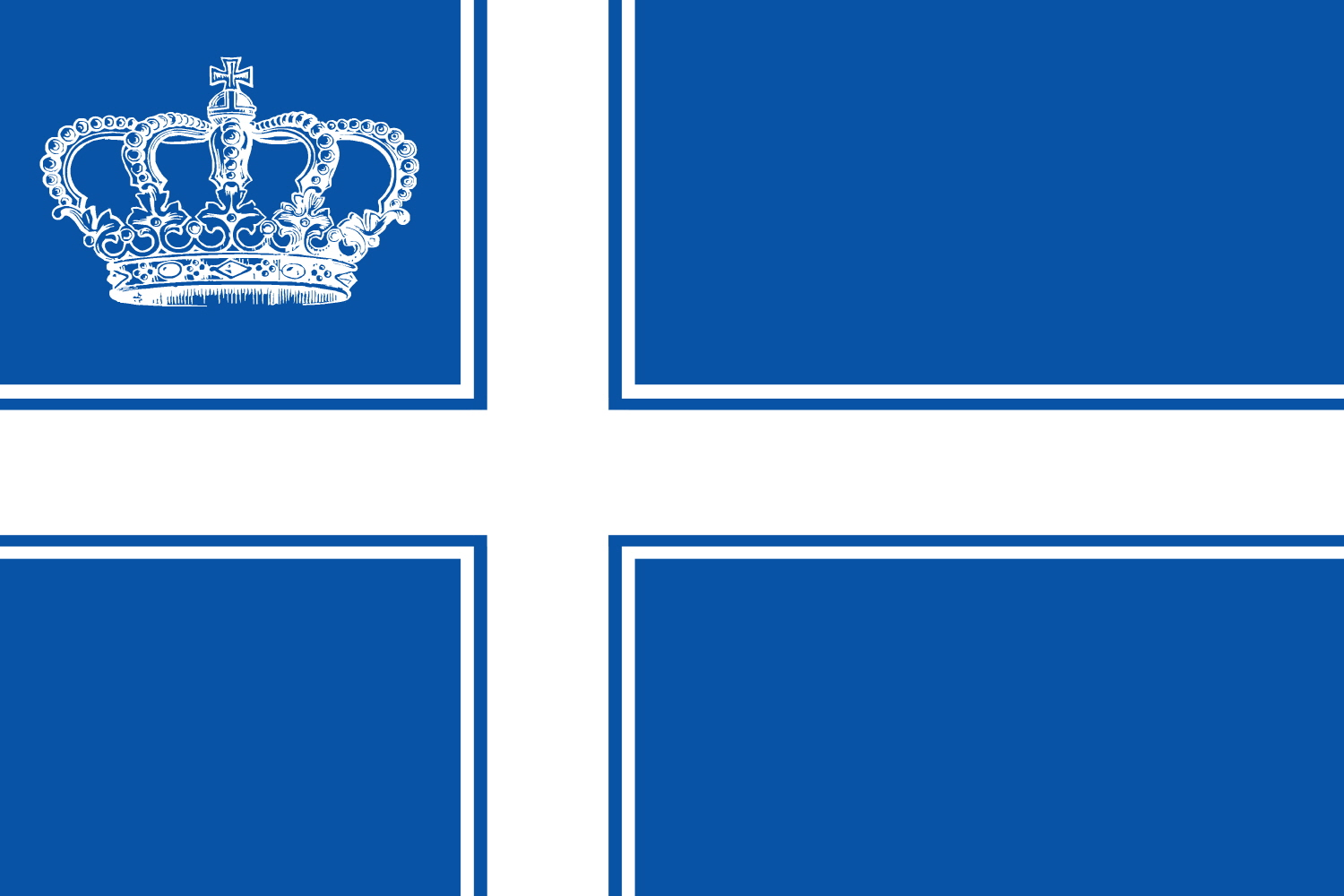
서아티카 대공국
세당 왕국
세보르가 공국
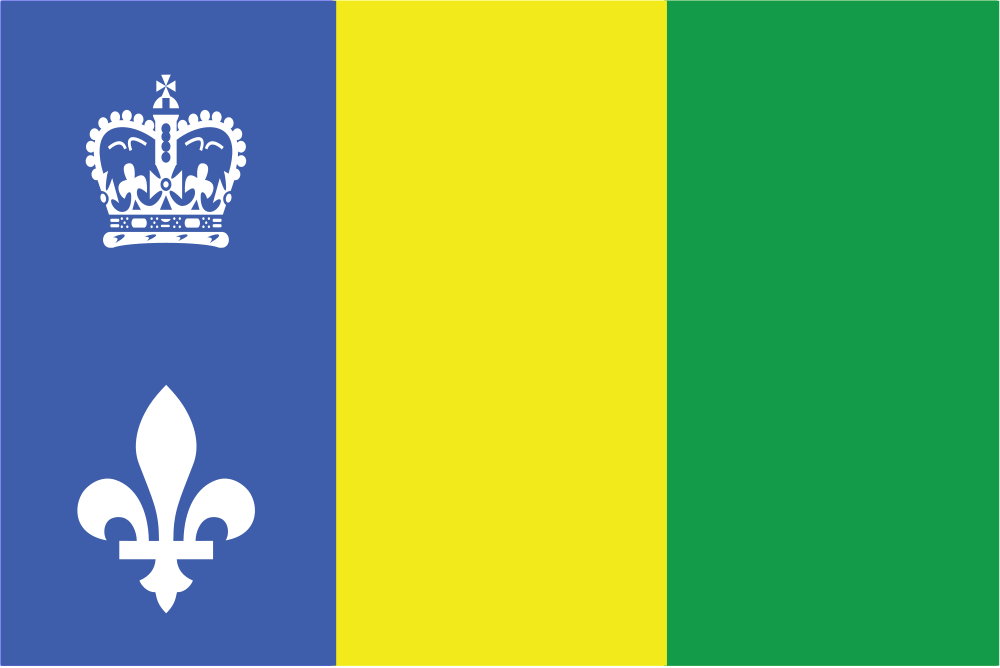
세인트 존 코브
셀레스티아
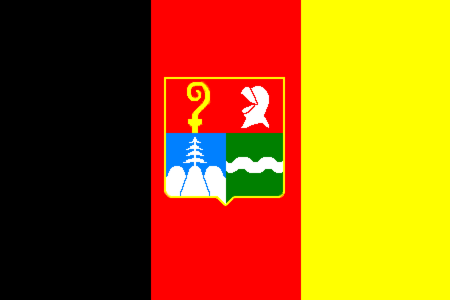
소제 공화국
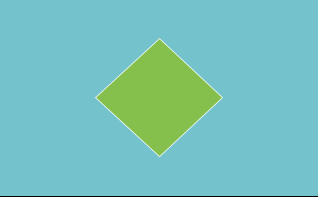
수락민국
시랜드 공국
아라모하나 독립국
아라우카니아 파타고니아 왕국
아에리칸 제국
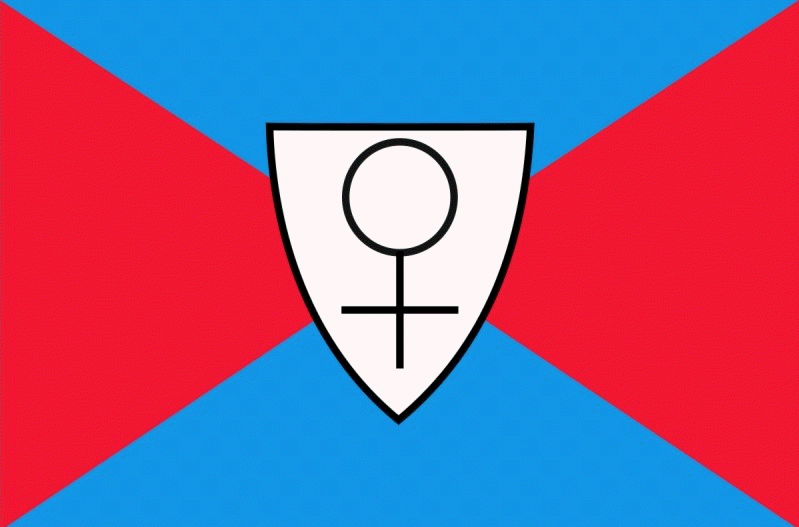
아우터 월드 왕국
아크지블랜드
엔넨키오 왕국
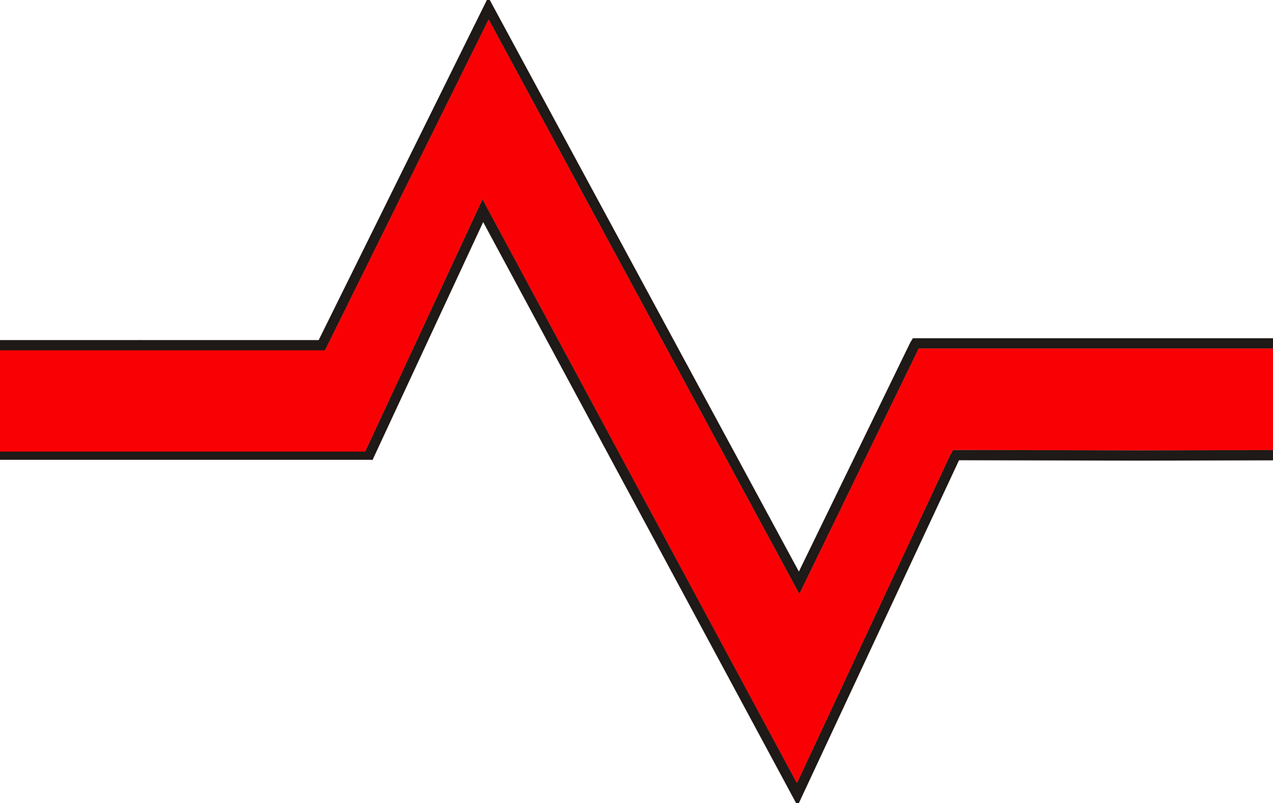
엘가랜드-발가랜드
엘레오레 왕국
엠심바티 술탄국
애틀랜티움 제국
영국령 서플로리다
영원한 루키나 독립국
옘틀란드 공화국
오더 발도니아 공국
오스티네시아 제국
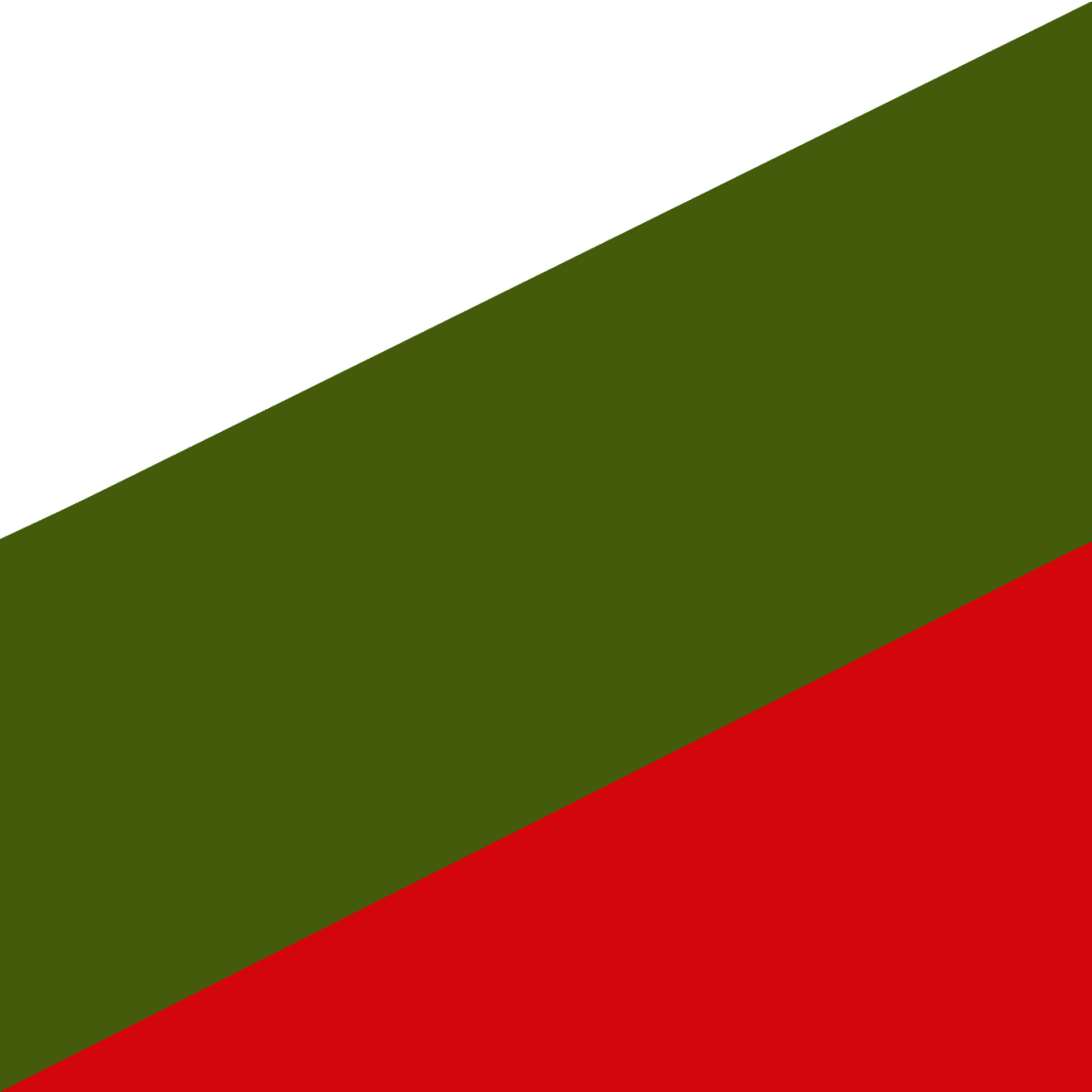
온갈 공국
왈라치아 왕국
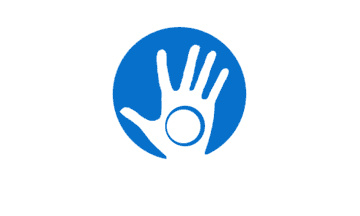
우주피스 공화국
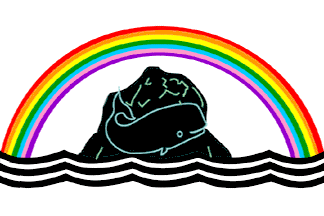
웨이브랜드 글로벌 독립국
이카리아 자유국
중립 모레스네
쥬신 공화국
참파
체로키국
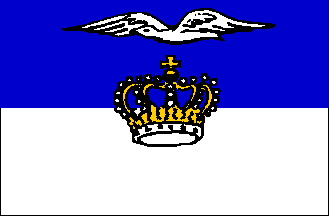
코뉴웨 공화국
콘치 공화국
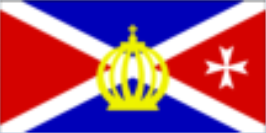
콜로니아 세인트 존 왕국
크메르 크롬
타볼라라 왕국
타이완 공화국
탈로사 공화국
탈로사 왕국
투 체어스 왕국
트리니다드 공국
티라스-수엡
팔바도무스 공화국
페리로쟈 공화국
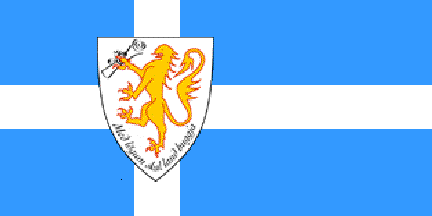
포빅 주권국
포야이스
폰티냐 공국
프레도니아
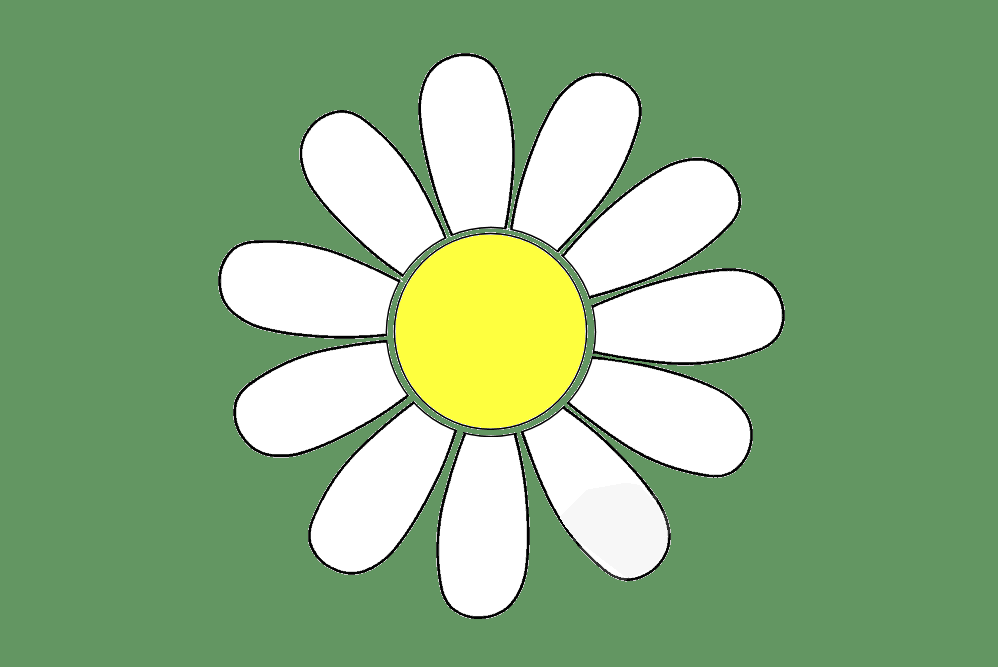
프레스토니아
프리도니아 공국
프리타운 크리스티아니아
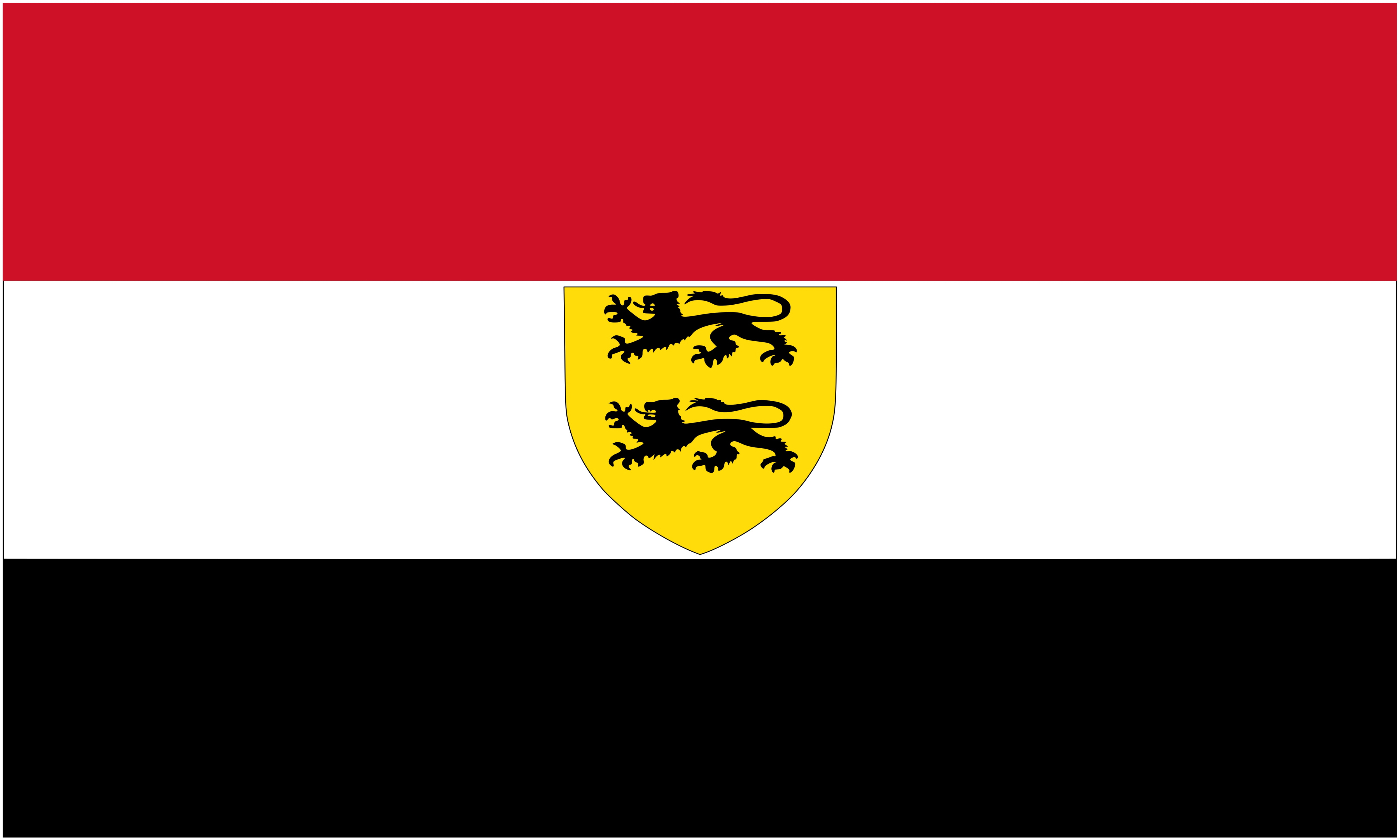
플란드렌시스 대공국
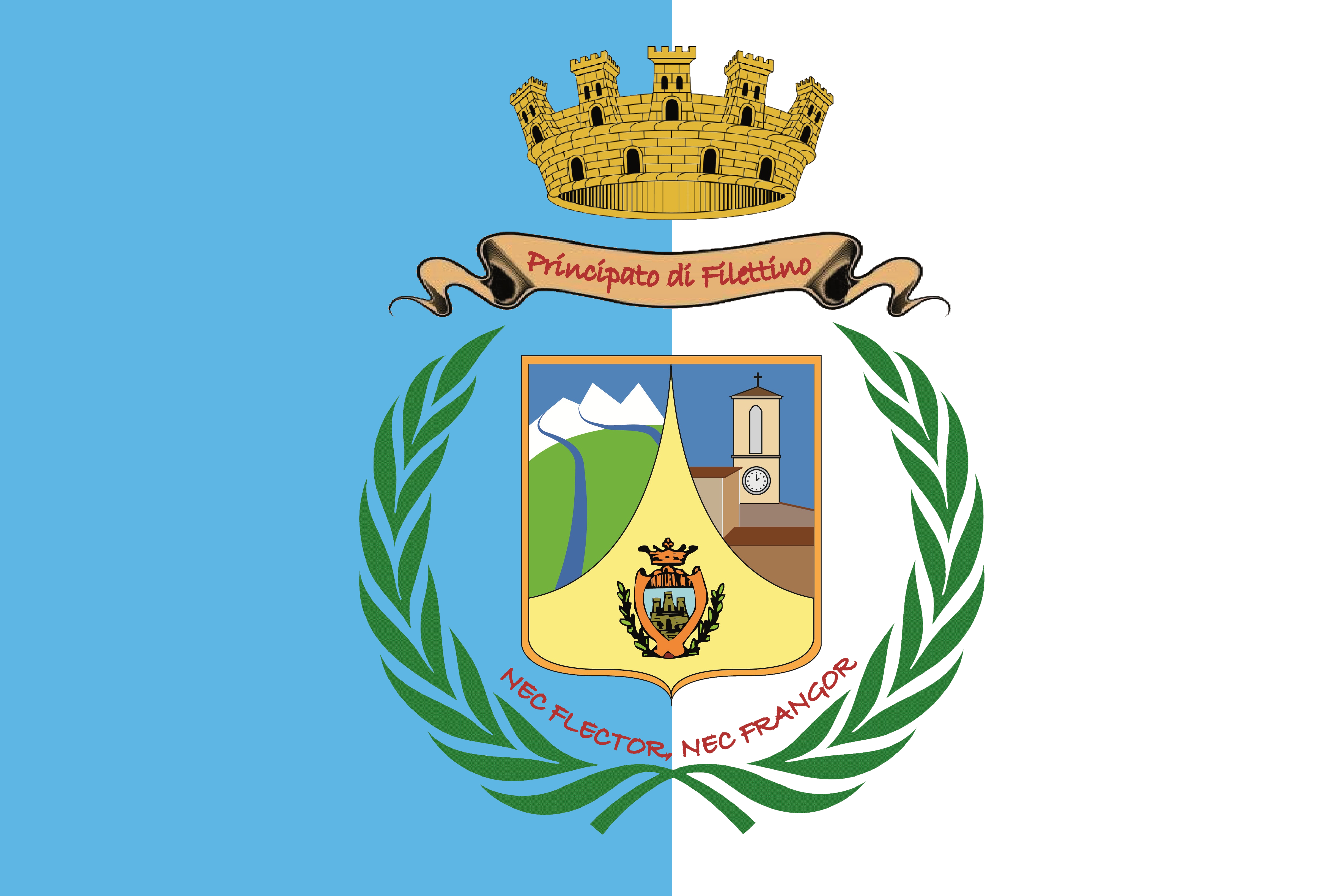
필레티노 공국
헛리버 공국
휴머니티 왕국

## 수도
아시아

서울
도쿄
상하이
울란바토르
타이베이
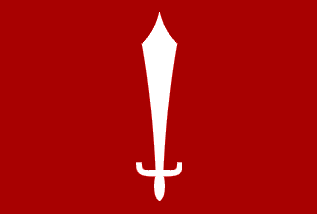
카트만두
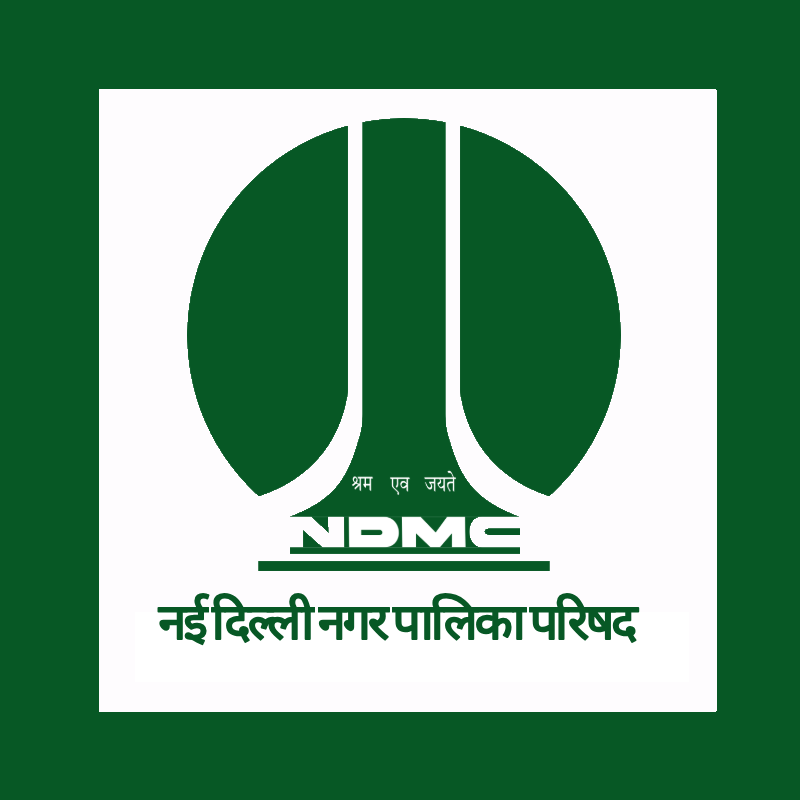
뉴델리
방콕
하노이
쿠알라룸푸르
자카르타
이슬라마바드
카불
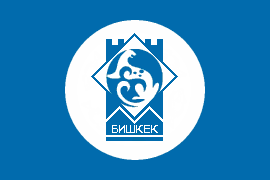
비슈케크
아스타나
알마티
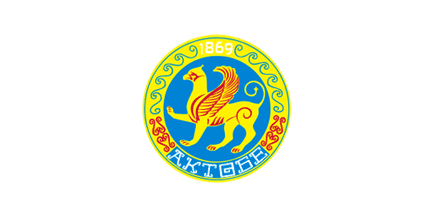
악토베
아부다비
두바이

## 같이 보기
- 나라 목록
  - 대륙별 나라 목록
    - 러시아의 공화국

  - 옛 나라 목록
  - 민족 목록
- 깃발 목록
  - 옛 깃발 목록
  - 소수 민족의 깃발 목록
  - 행정 구역의 깃발 목록
    - 대한민국 지방자치단체의 기와 휘장 목록

  - 시기 목록
- 대륙별 깃발 목록
  - 아시아의 깃발 목록
  - 유럽의 깃발 목록
  - 아프리카의 깃발 목록
  - 북아메리카의 깃발 목록
  - 남아메리카의 깃발 목록
  - 오세아니아의 깃발 목록
- 국장 목록
- 나라 표어 목록
- 국가 목록
- 국제기 목록